# 日野・レインボー
レインボー（Rainbow）は、日野自動車から発売されているバスの名称である。キャブオーバーの小型車は1966年、リアエンジンの中型車は1980年に製造を開始し、国内初のスケルトン（マルチチューブラーフレーム）構造を取り入れた中型バスとして、路線・観光用途に1980年代から1990年代にかけて広く販売された。
もとは中型車のほか小型車も包括していたが、モデルチェンジによる名称変更が相次ぎ、現在は中型路線系（ジェイ・バス宇都宮事業所で製造するいすゞ・エルガミオのOEM供給→統合モデル車・日野レインボーII）のみのラインナップとなっている。2016年5月6日のフルモデルチェンジの際、車名が「レインボー」に戻されている。
車体製造は日野車体工業金沢工場が担当していたが、2002年より同社小松工場、2004年10月にジェイ・バスへの統合で、その後は同社小松事業所が製造を担当した。車名「レインボー」は、日野自動車の社内公募によって決定した。
9 mワンステップ路線車（RJ系）・および7 mノンステップ路線車（HR系）は2004年に生産中止、9 mノンステップ路線車（HR系）は2007年10月1日に、いすゞ・エルガミオの統合車種（当初はOEM車種）であるレインボー II へ移行し、最後まで製造された10.5 mノンステップ路線車（HR系）も、2010年をもって製造を中止した。
なお、ここでは日野の中型路線バスの歴史をひも解く意味を踏まえ、1964年に発売された日本初の中型バスであるRM100系・RL系についても述べる｡
また、1995年にリエッセ（RX系）に移行した小型バス、レインボーRB・ABについては日野・リエッセを参照。1998年から1999年にかけてメルファにフルモデルチェンジしたレインボー7M・7W、レインボーRJ・RR観光車については、それぞれ後継車の記事を参照。

## RM100

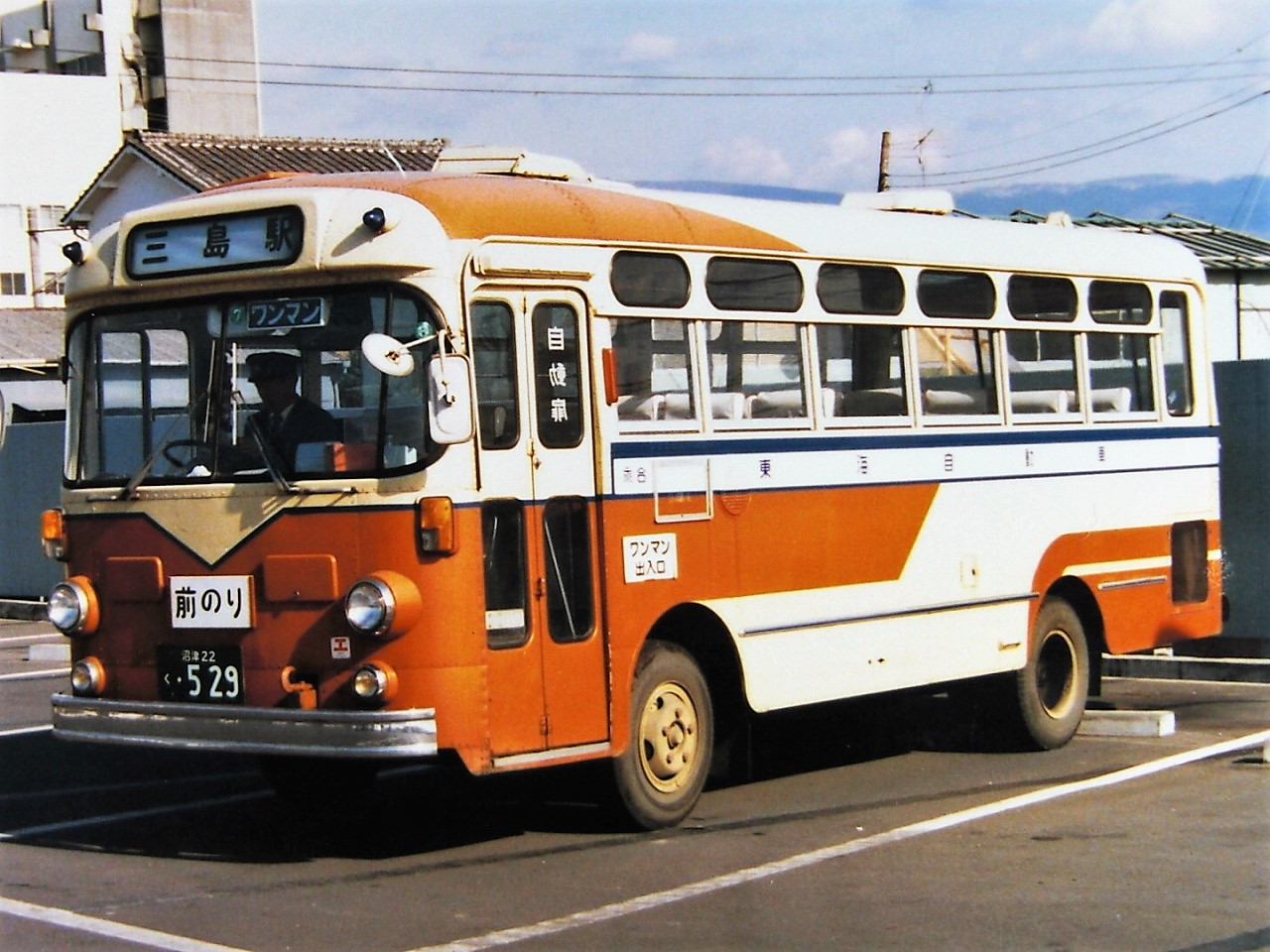
RM100（帝国車体）東海自動車

1964年、日野自動車初の中型リアエンジンバスとしてRM100が誕生した。エンジンはDM100（90 PS）。中型トラックのレンジャーと主要部品を共通化したため、価格は従来のバスよりも低く抑えられている。車体はRB10/RC100系を縮小したスタイルで、特に自家用や狭隘路線用として導入されるケースが多く見られた。1967年以降はエンジン出力が100 PSに引き上げられ性能が向上している。

## RL

### RL100

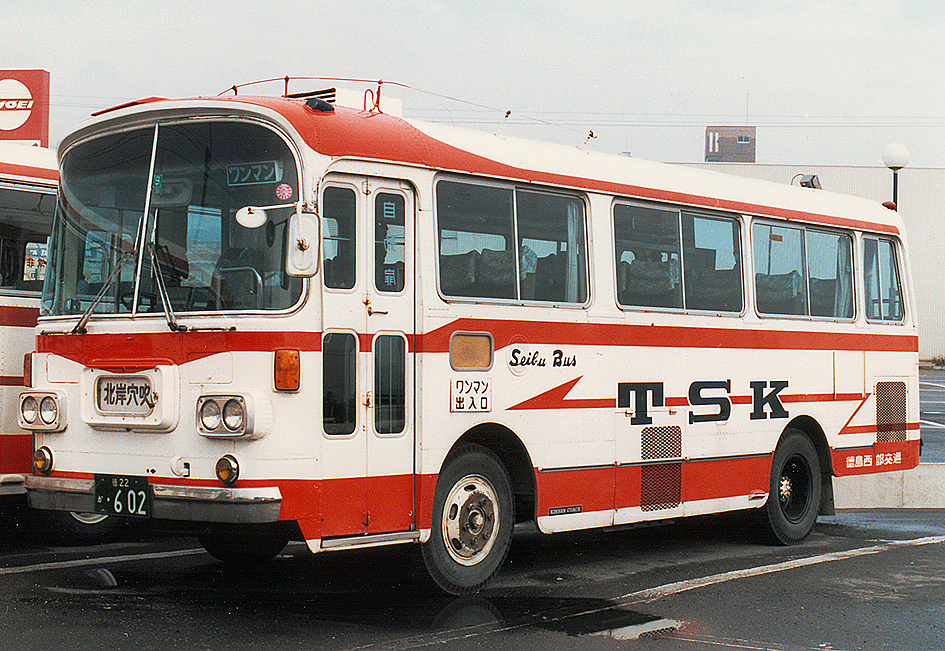
RL100 徳島西部交通

1970年、RM100を発展させたRL100に移行する。エンジンは予燃焼室式のEC100 (120 PS) 。ボディスタイルはRE100/RC300系を縮小したものとなった。

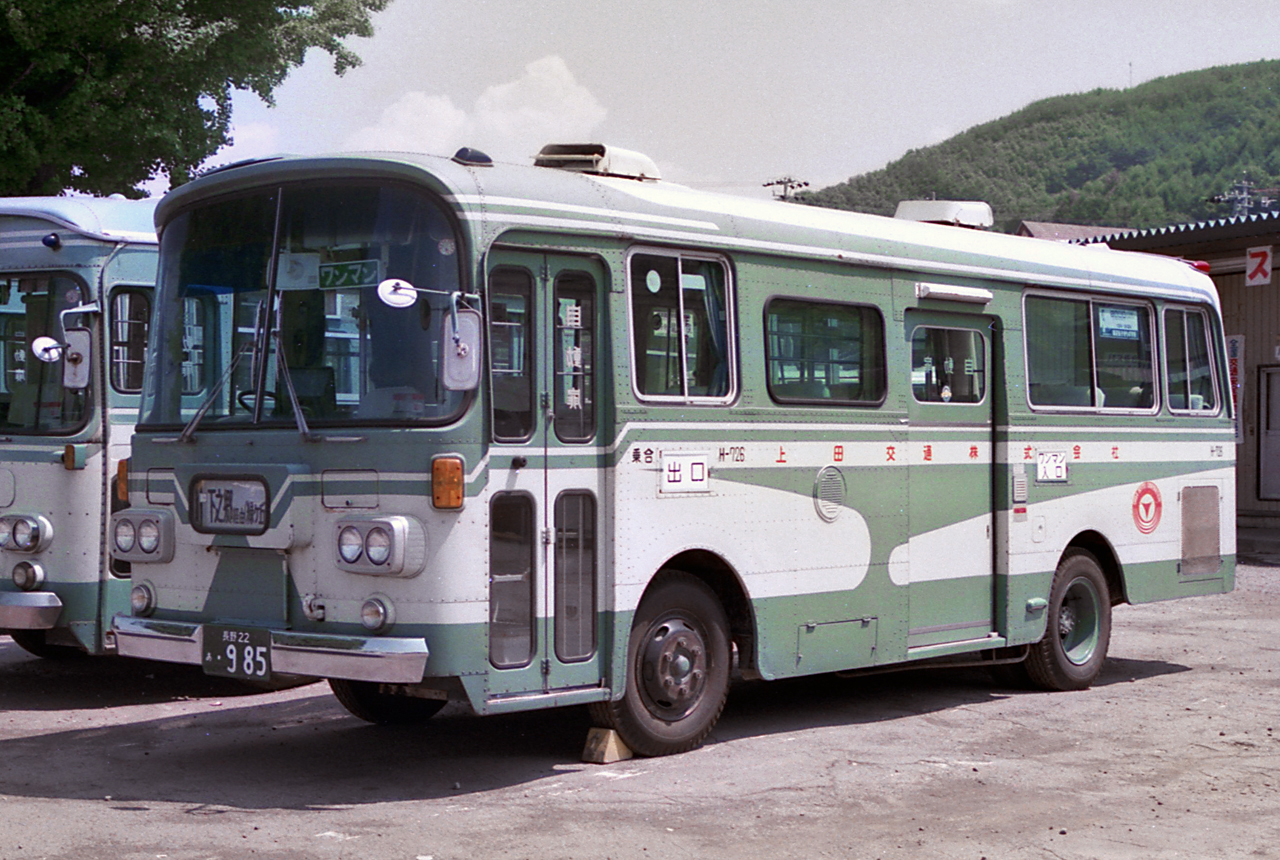
RL100 上田交通

### RL300/RL320
1975年、エンジンを予燃焼室式のEH300 (160 PS) としたRL300/RL320にマイナーチェンジされる。RL300は従来のRL100と同じサイズだが、RL320は全長やリヤオーバーハングを延長し、後輪より後への扉の設置を可能とした。

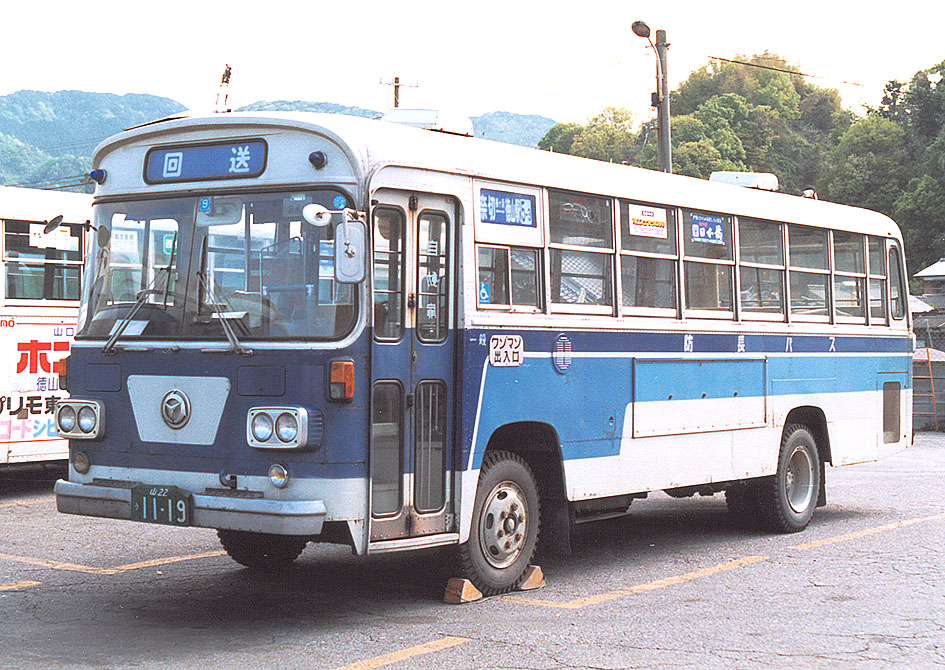
RL320 防長交通
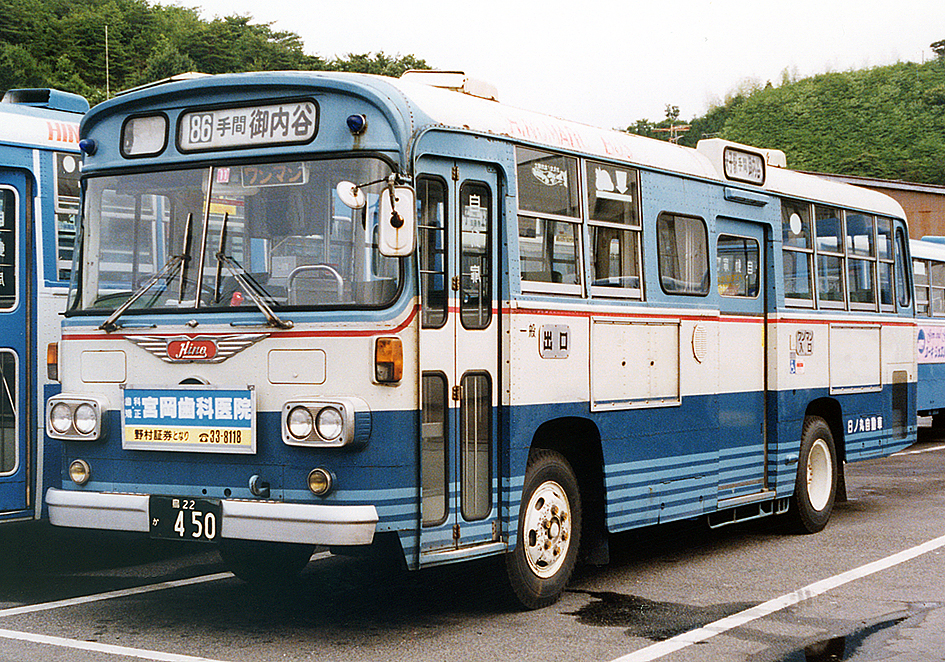
RL320 日ノ丸自動車

### K-RL301/RL321
1980年、RLとしては最後のマイナーチェンジを受け、エンジンは昭和54年排出ガス規制に適合した直噴式のEH700 (170 PS) を搭載した。車体寸法やスタイルなどはRL300/RL320に準ずる。

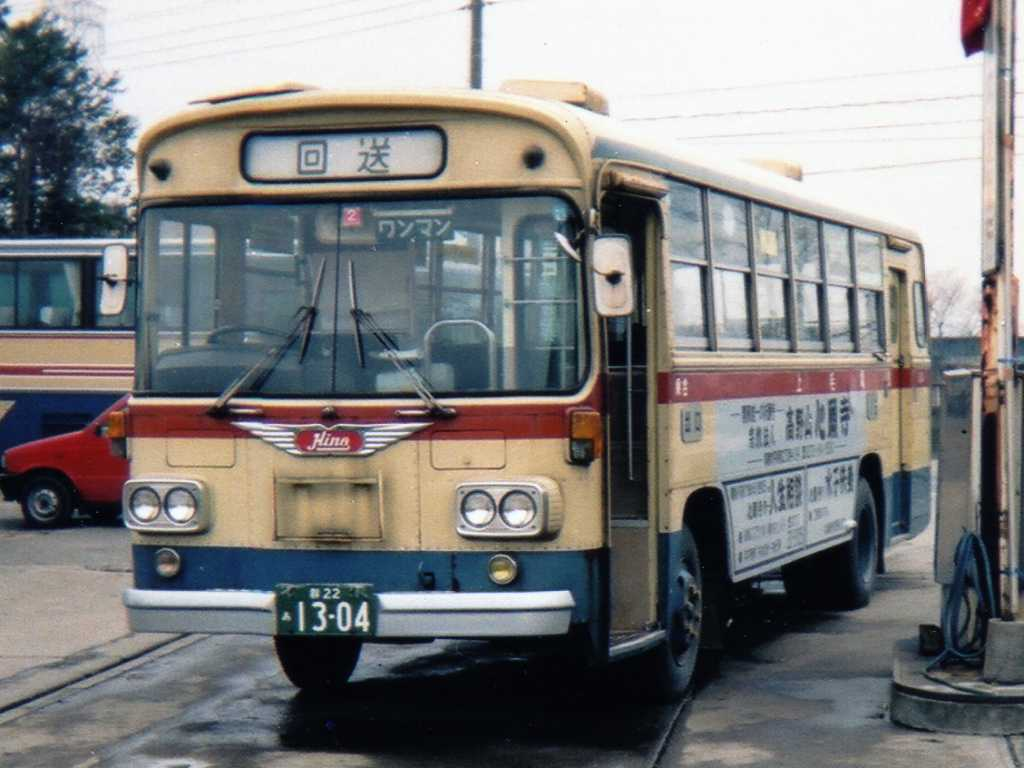
K-RL321 上毛電気鉄道
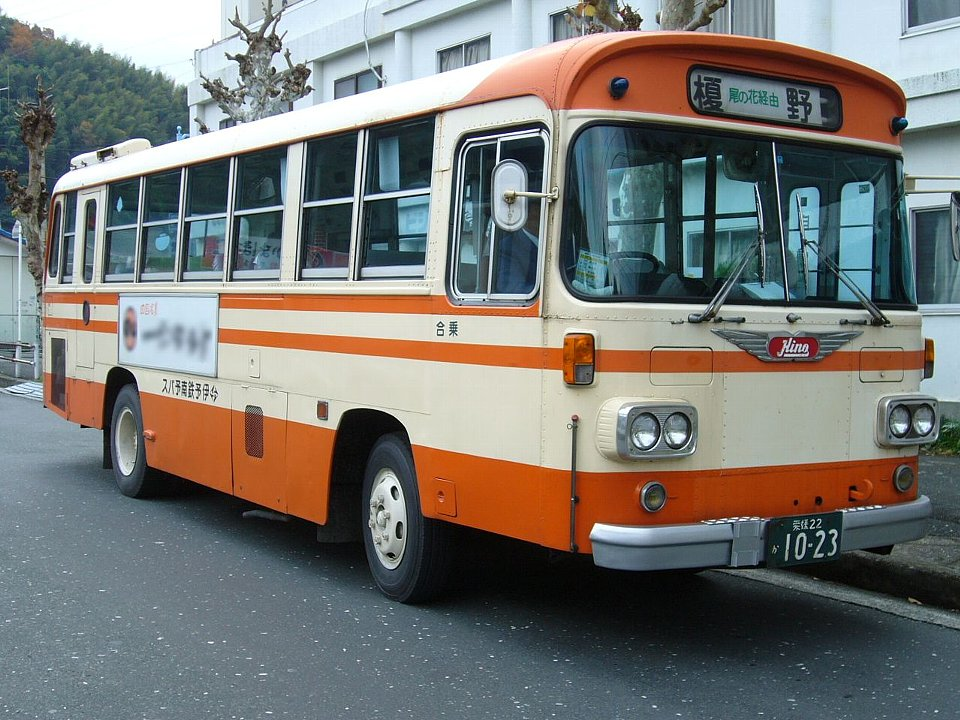
K-RL321 伊予鉄南予バス

## レインボーRJ・レインボーRR (路線系)
デザイン変更前の初代とデザイン変更後の2代目にわけて扱う。

### 初代

#### K-RJ/RR系
1980年、それまでのモノコック構造による車体をもった、RL系をモデルチェンジしてレインボーRJ（当初は板バネのみ）が誕生した。車体は直線的なスケルトン（マルチチューブラーフレーム）構造となり、中型バスに対するイメージを一新した。
路線系は、側窓が2連ユニット式となった天地の狭い2段式が標準で、窓上の幕板が広いのが特徴。前面は左右1つずつの丸形前照灯が特徴で、「二つ目」と呼ぶファンもいる。なお、前照灯は丸形4灯/角形4灯も選択でき、それらは異なる印象を与えた（阪急バスや尼崎市営バスに納入）。前面窓も左側の下辺が右側よりも下がっている視野拡大タイプが特徴で、これは西日本車体工業のB型などにも影響を与えた。なお当初は、前面大型方向幕はオプションで、冷房装置も同様であった。
初期モデルは、昭和54年排出ガス規制（規制記号:K-）適合車で、全長によってK-RJ170AAもしくはK-RJ172AAが存在した。エンジンは、RL系の最終モデルに搭載されたEH700型（直6、170 PS）が引き続き採用された。前面に大型方向幕を搭載する場合はその部分が隆起していた。冷房装置は直結式が選ばれる場合は、前方屋根上にエバポレーターが搭載されて独特の外観となった。なお、事業者によっては独立機関式（サブエンジン式）も選ばれた（近畿日本鉄道など）。また、リアコンビランプは当初は規格型ではなく、縦3連式であった。
前述の通り、当初は板ばねのレインボーRJのみだったが、1982年に板ばね併用空気ばね装備のレインボーRRが追加され、箱根登山鉄道などに納入された。
K-RJ

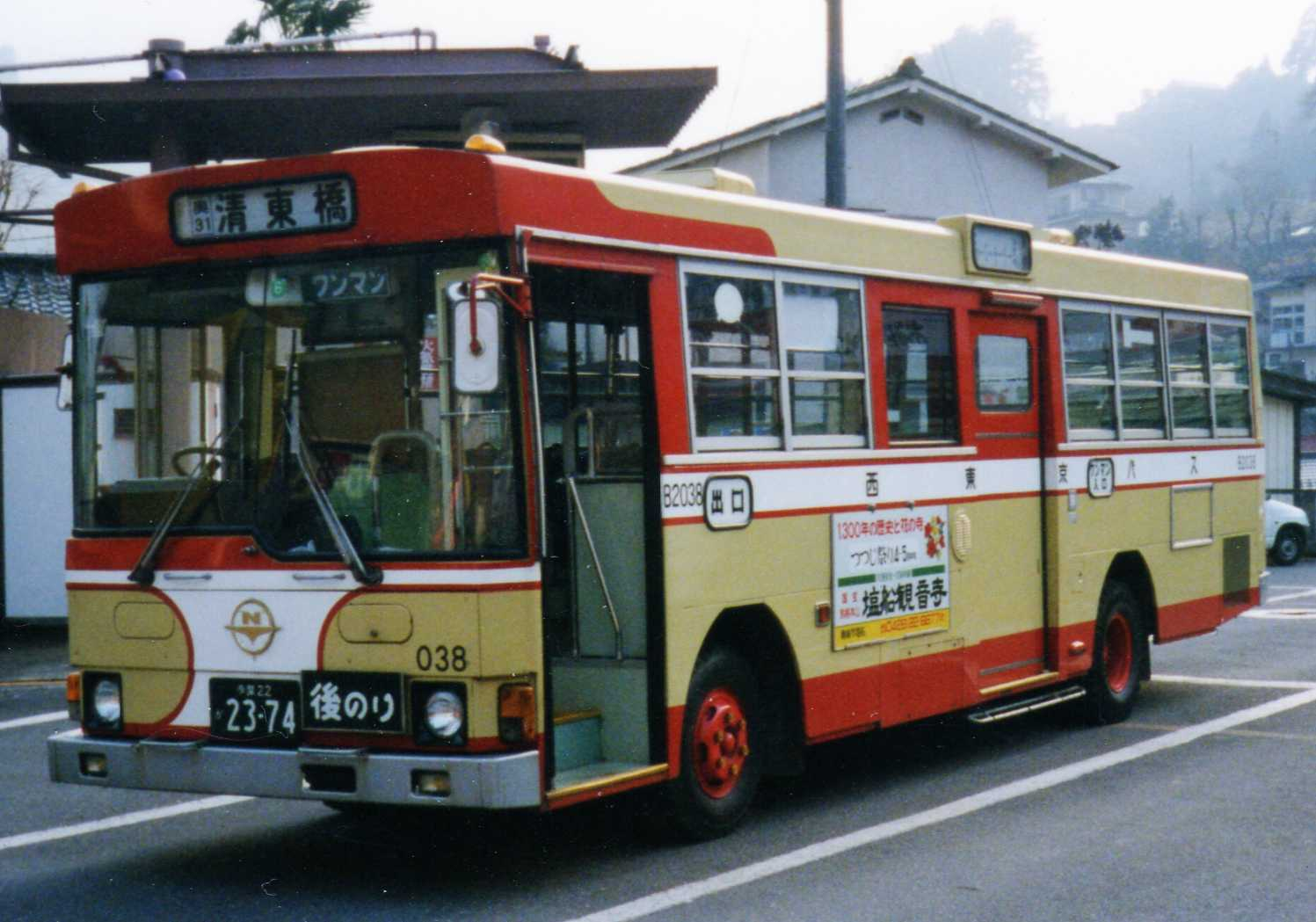
初代RJ 西東京バス K-RJ172AA
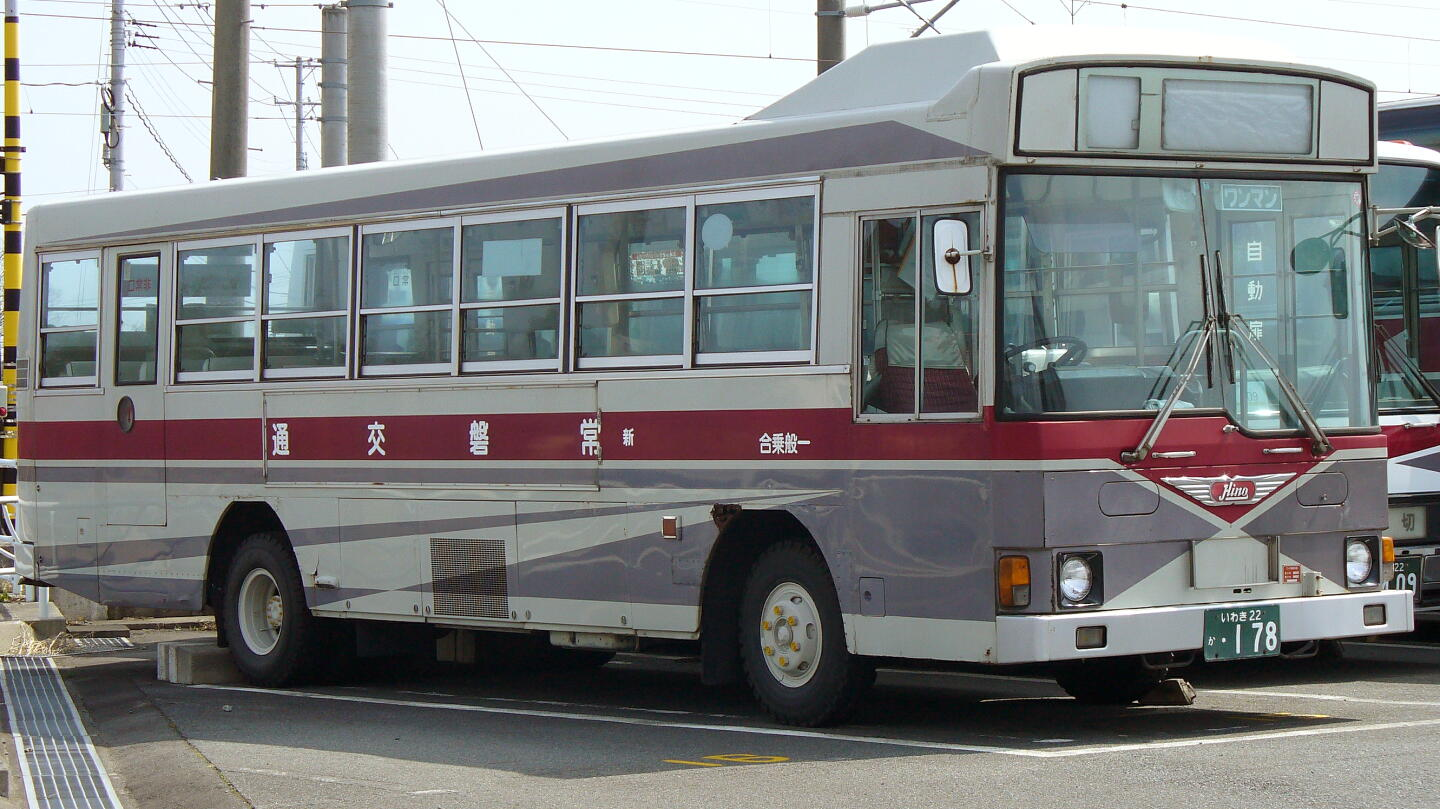
初代RJ 新常磐交通 K-RJ172AA
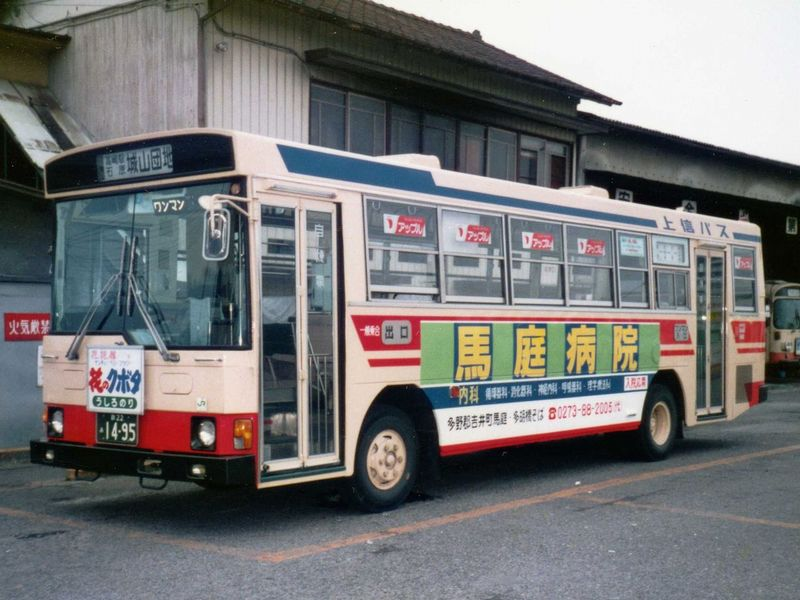
初代RJ 上信電鉄 K-RJ172AA

#### P-RJ/RR系
| P-RJ172BAの運転席 |  | P-RJ172BAの室内 |
| P-RJ172BAの運転席 |  | P-RJ172BAの室内 |

1984年、昭和58年排出ガス規制（規制記号:P-）適合にマイナーチェンジされた。型式は末尾がAAからBAに変更（P-RJ170/172BA、P-RR170/172BA）。エンジンはH07C型（直6・175 PS）に変更された。
大型方向幕が標準となり、前面の大型方向幕部分の屋根の隆起がなくなった。また、運転席インパネ類を一新した。側窓は2段式のほか、引き違い式（近畿日本鉄道、遠州鉄道など）、逆T字桟窓（阪急バス、東京都交通局など）も見られた。エンブレムは、筆記体で「Rainbow」と書かれたものが前面に斜めで付いていることが多かったが、1985年ごろまで大型車などにも見られた、後面に「Hino RJ」のエンブレムが取り付けられていた。
P-RJ

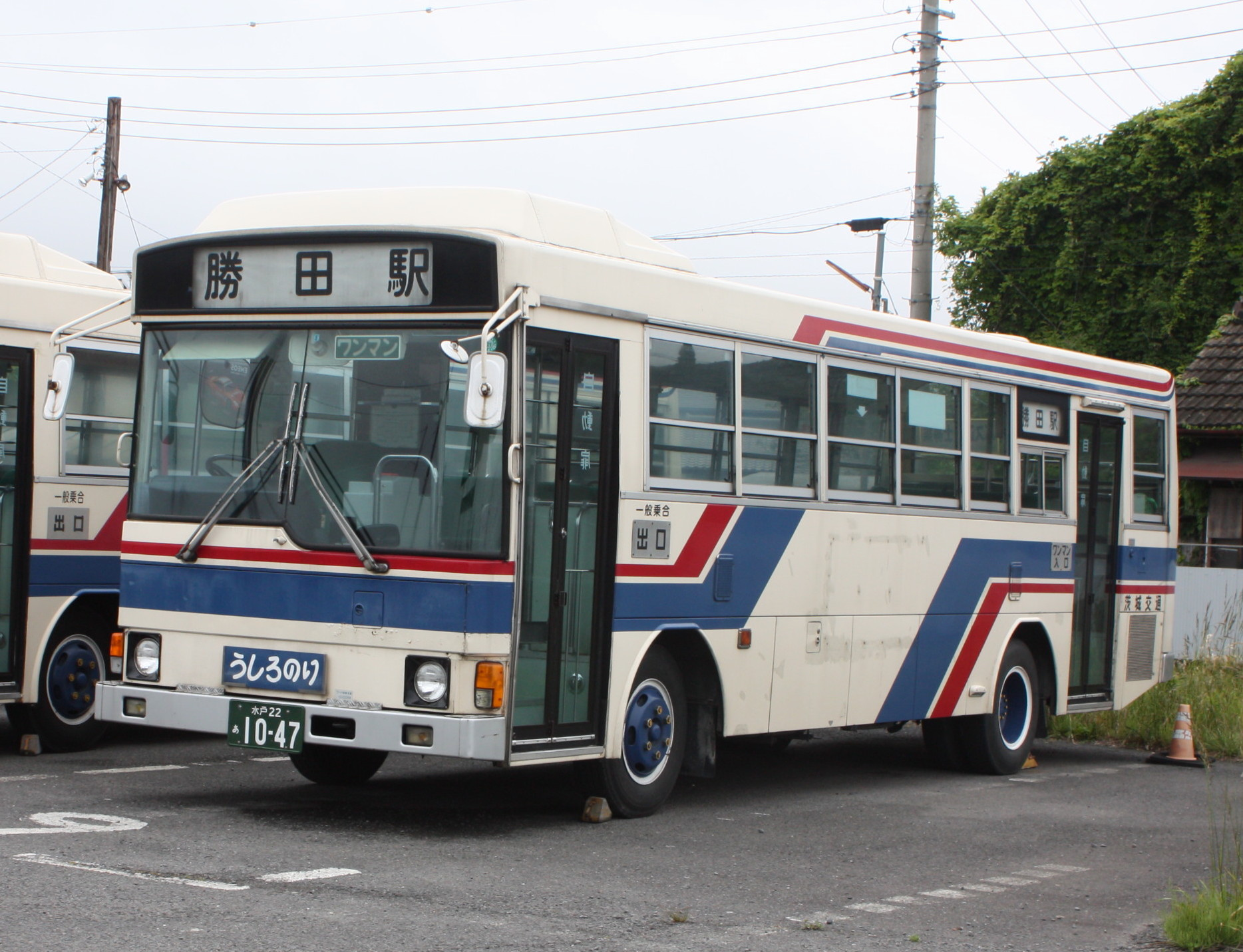
初代RJ 茨城交通 P-RJ172BA
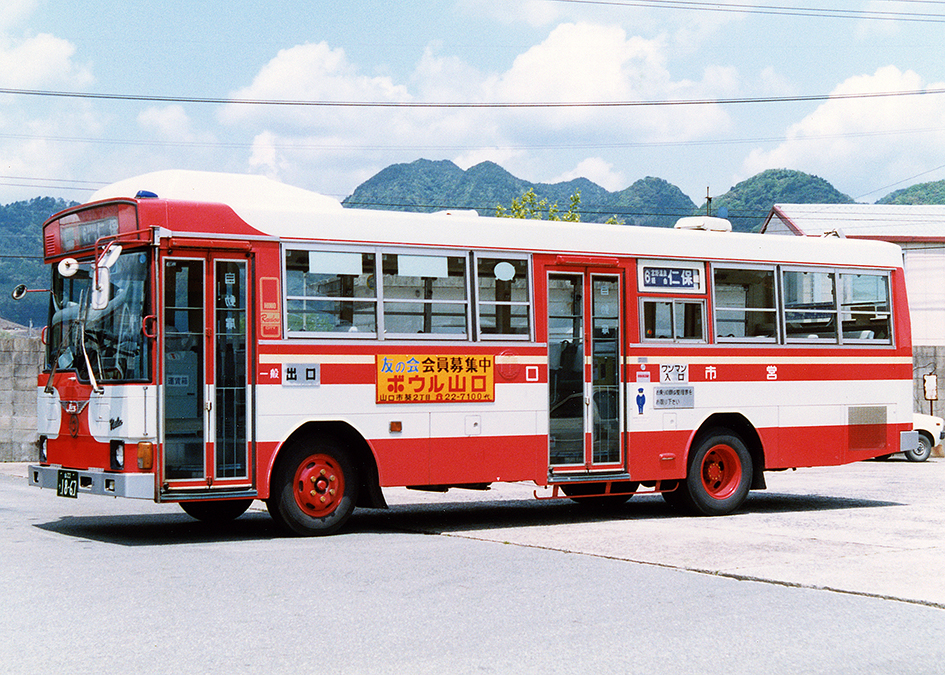
初代RJ 山口市交通局 P-RJ172BA
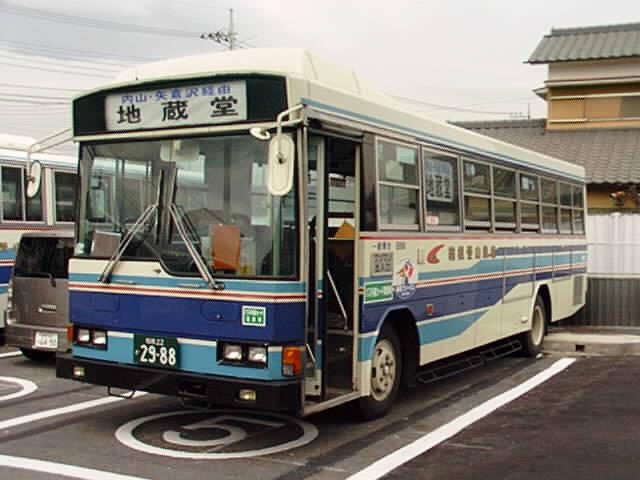
初代RJ（角型4灯） 箱根登山鉄道 P-RJ172BA
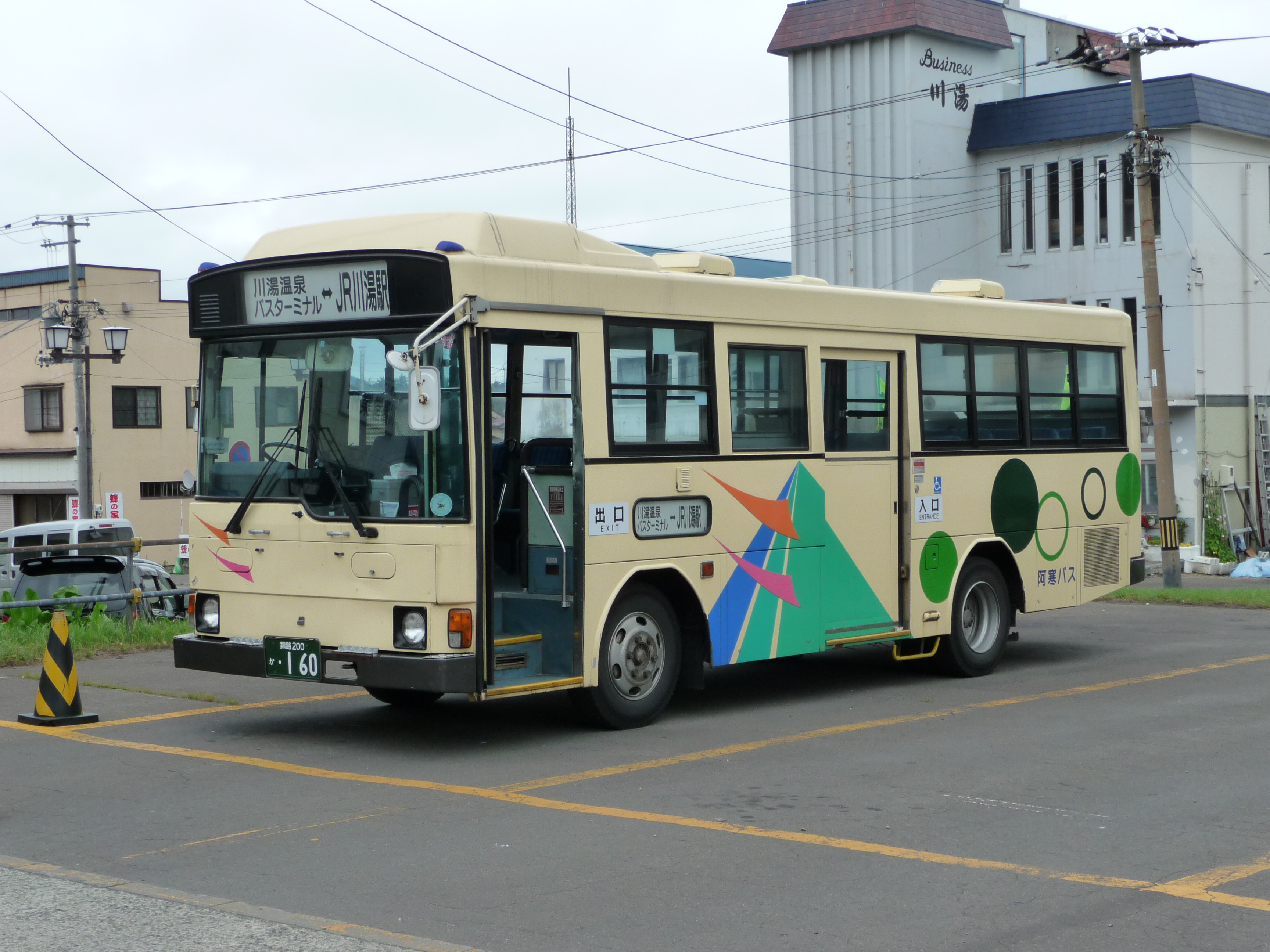
初代RJ 阿寒バス P-RJ170BA

### 2代目

#### P-RJ/RR17系
1988年、観光系とともにボディのフルモデルチェンジが行われた。モデルチェンジ前と比して型式は末尾がCAに変更（P-RJ171/172CA、P-RR171/172CA）。エンジンはH07C型（直6、180 PS）である。
エンジンワンキー操作が標準設定された。
直線的なスタイルは変わらないが、エッジが柔らかな印象となりイメージを一新した。前照灯は丸型4灯が標準（角型も選択可）となった。側窓についても天地が拡大されたが、前面窓は旧モデルを引き継ぎ、左側の下辺が下がった視野拡大型が継続された。

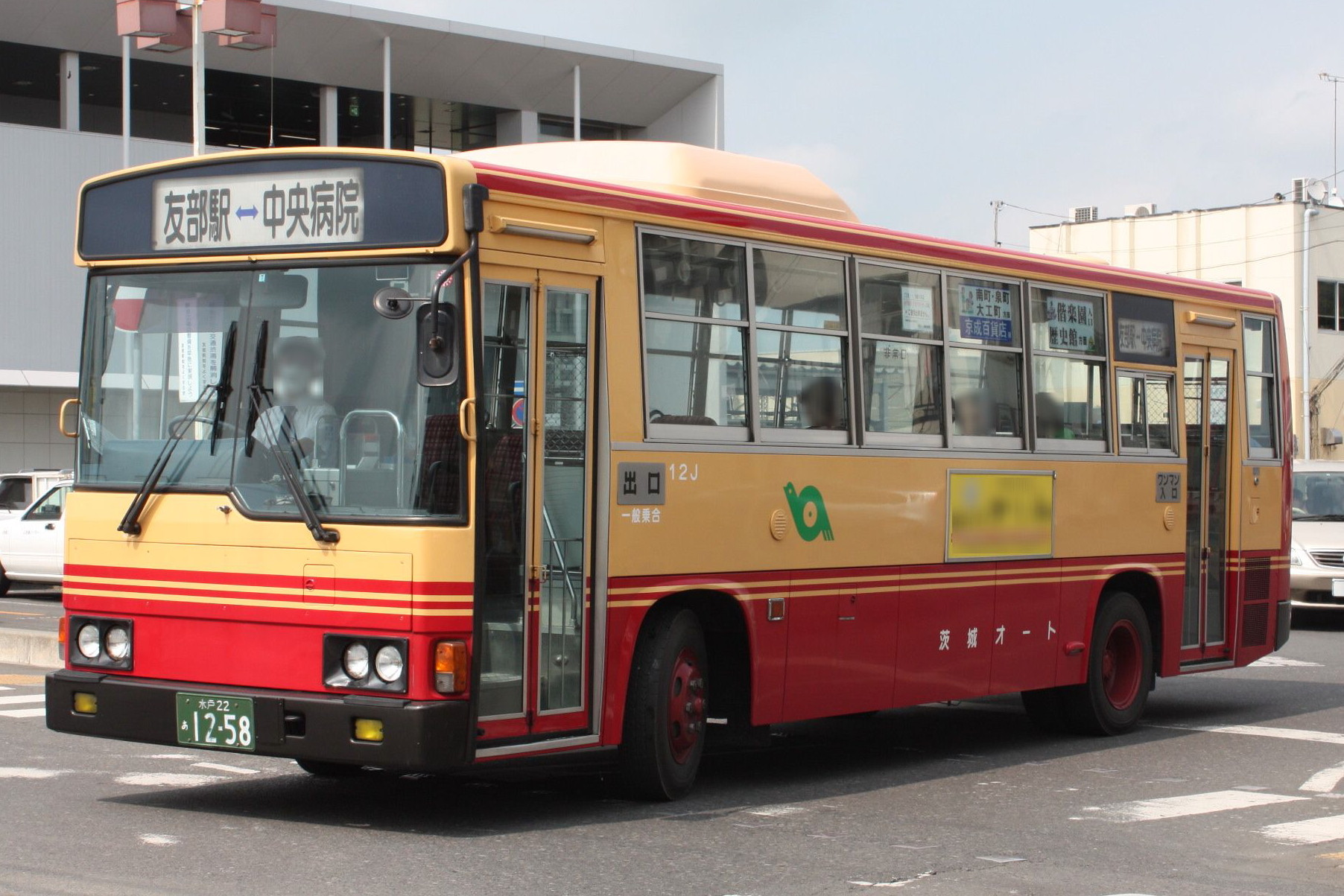
2代目RJ 茨城オート P-RJ172CA
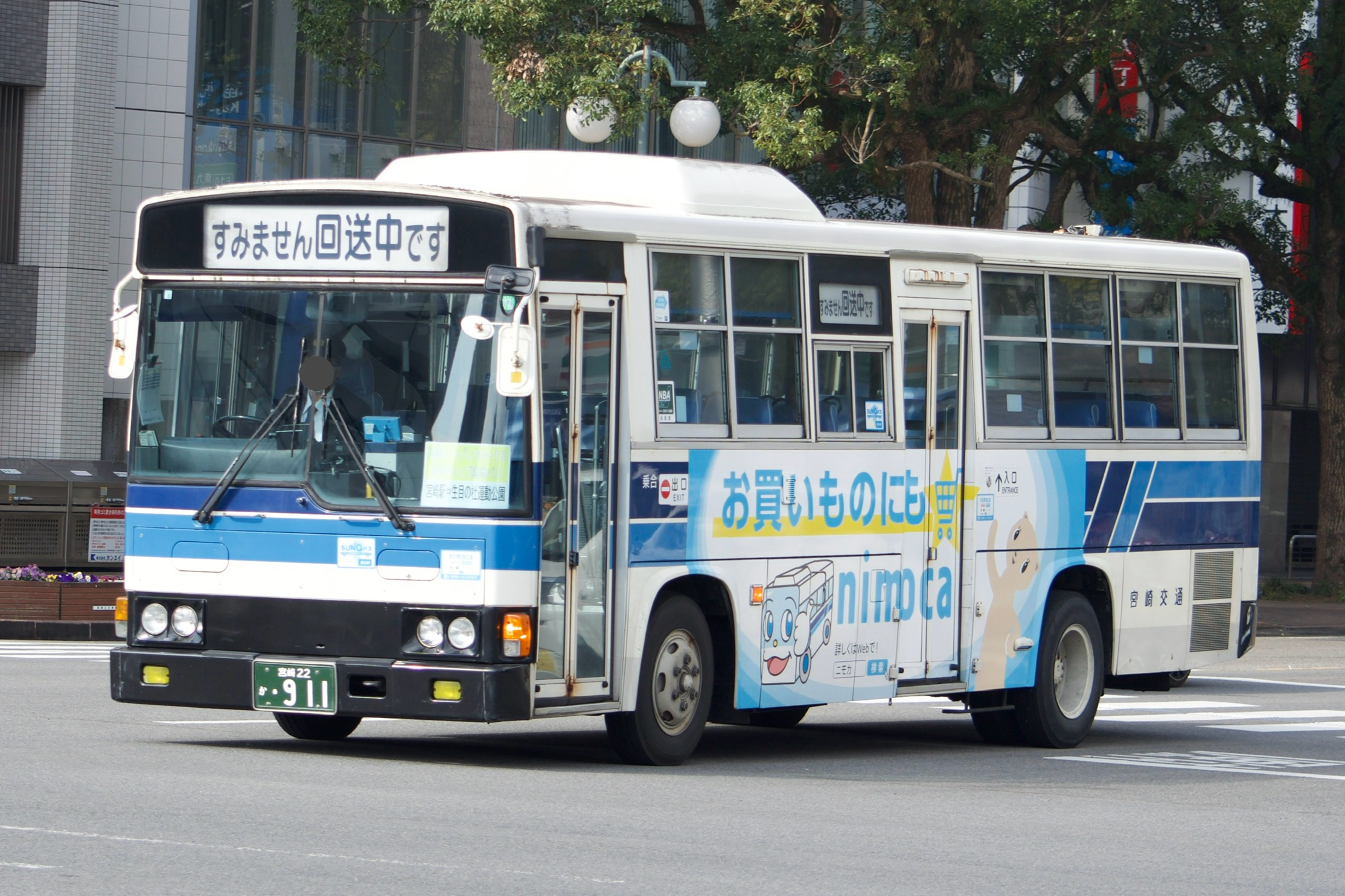
2代目RR 宮崎交通 P-RR172CA

#### U-RJ/RR3H系
1990年7月に平成元年排出ガス規制に適合（規制記号:U-）。ラインナップは大きな変更がない。RJ長尺車には低床車（改造登録）も設定された。エンジンはH07D型（直6、195 PS）になった。型式は大きく変更され、RJ/RR3H系となった。Hのあとに短尺がG、長尺がJを続け、末尾はAA（低床のみCA）となった。つまりU-RJ3HJAAという形になる。
1993年、トルクコンバーター式の5速オートマチックトランスミッション（以下AT）が追加された（大阪市交通局などに納入）。低床車はFFシフトの5速マニュアルトランスミッション（以下MT）が標準装備された。また冷房装置は直結式が標準となった。この代もオプションで前照灯が角形4灯や角形リアランプも選択できた（秋田市交通局や遠州鉄道、高知県交通、平和交通に納入）。

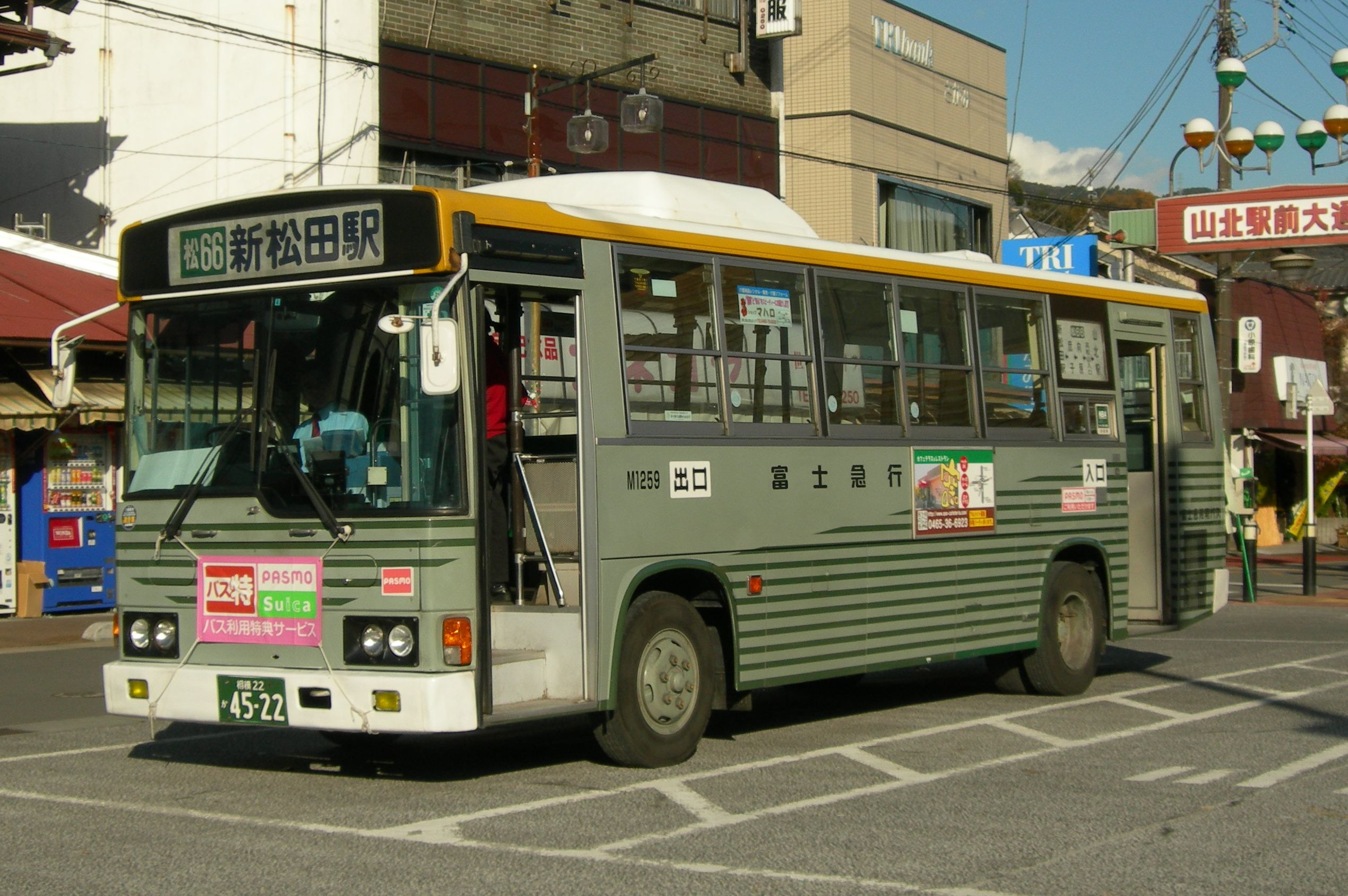
2代目RJ（前期型） 富士急湘南バス U-RJ3HJAA
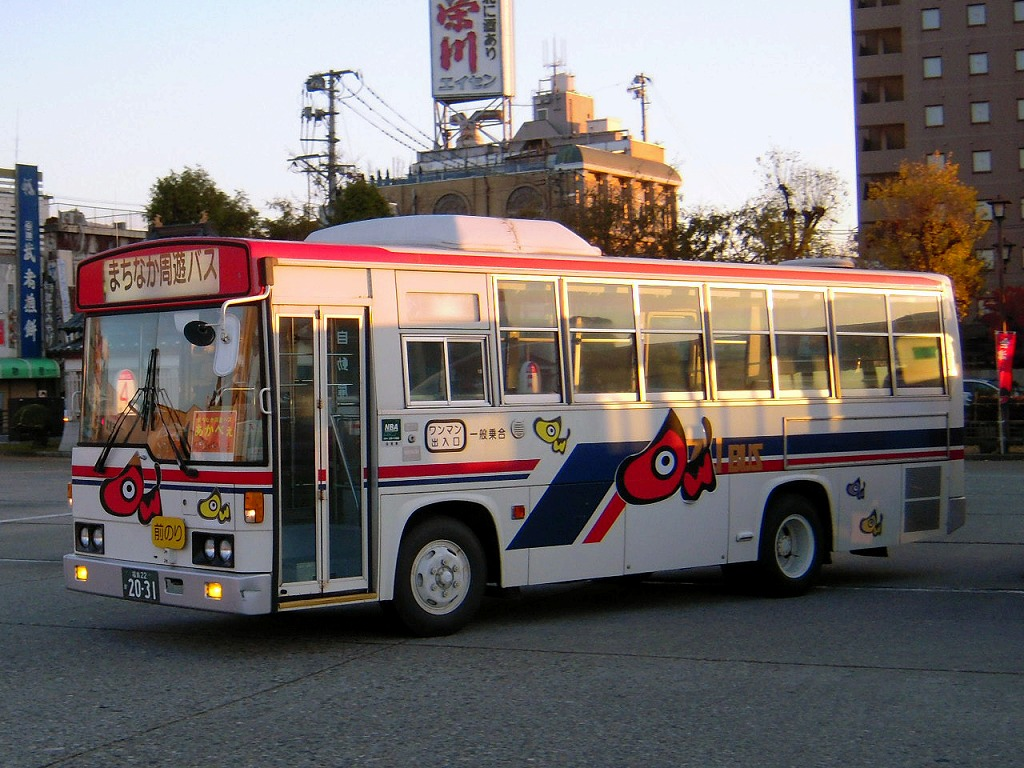
2代目RR（短尺車） 会津乗合自動車 U-RR3HGAA
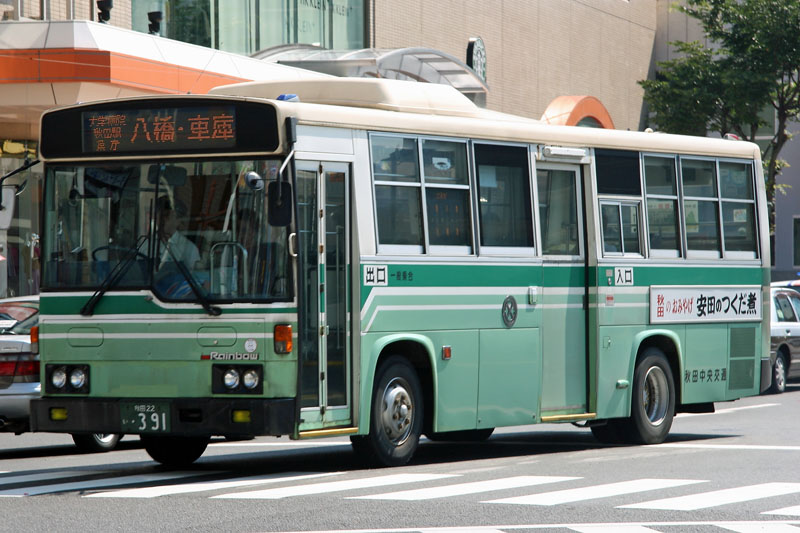
2代目RR（エアサス車） 秋田中央交通 U-RR3HJAA

#### KC-RJ/RR1J系
1995年に平成6年排出ガス規制に適合（規制記号:KC-）。ラインナップは短尺車がRRのみに変更された。エンジンはJ08C型（直6、215 PS）になった。また、ステアリング・ホイールの形状が変更され、メーカーエンブレムがウィングマークから現行のマークに変更となった。前照灯は角形4灯化された。
1997年3月、RJにワンステップ車が追加され、主に都市部の事業者向けに納入された（西日本車体工業製ボディを架装した車両も実績がある）。また、アイドリングストップ装置もこの頃から設定されるようになった。

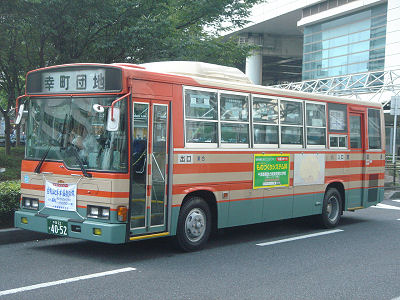
2代目RJ（後期型） 小湊鉄道 KC-RJ1JJAA
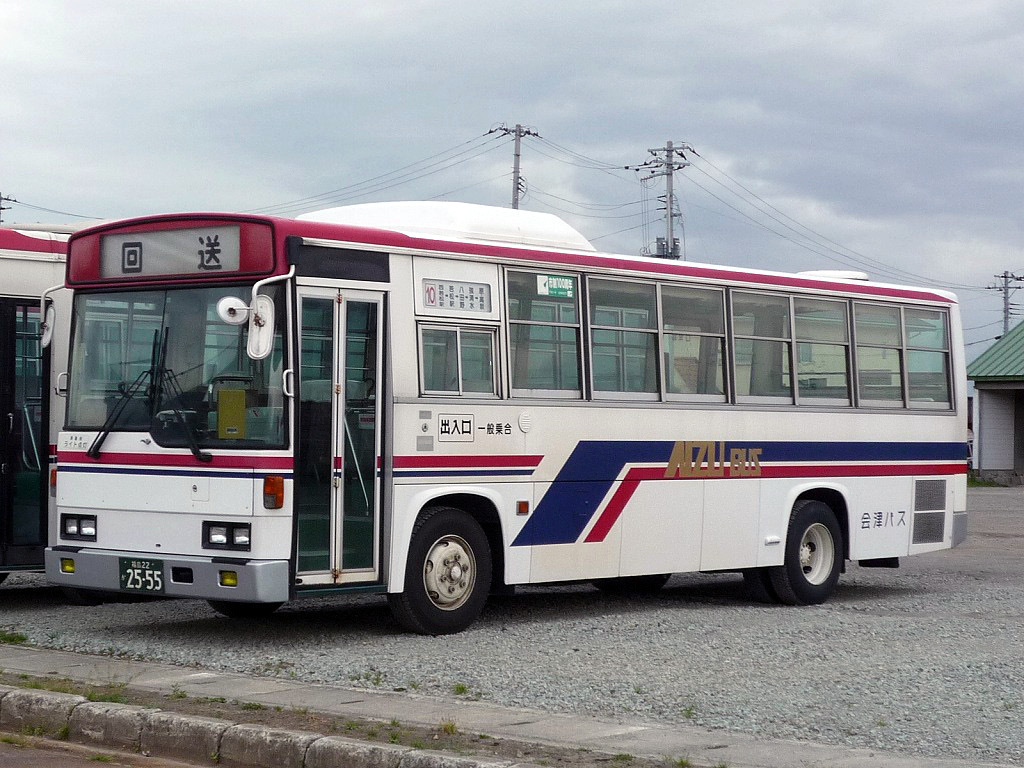
2代目RJ（前扉車） 会津乗合自動車 KC-RJ1JJAA
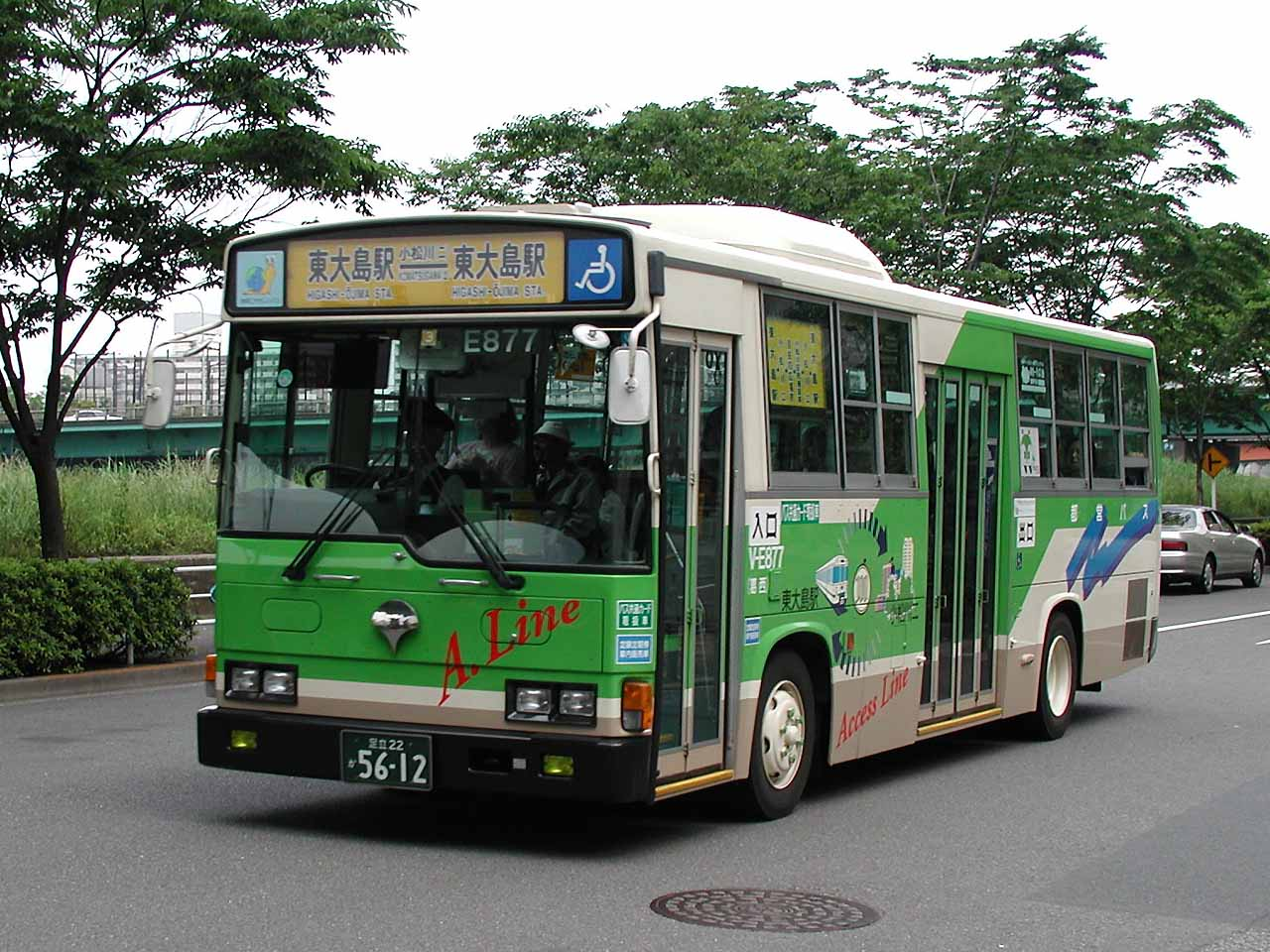
2代目RJ 東京都交通局 KC-RJ1JJCK
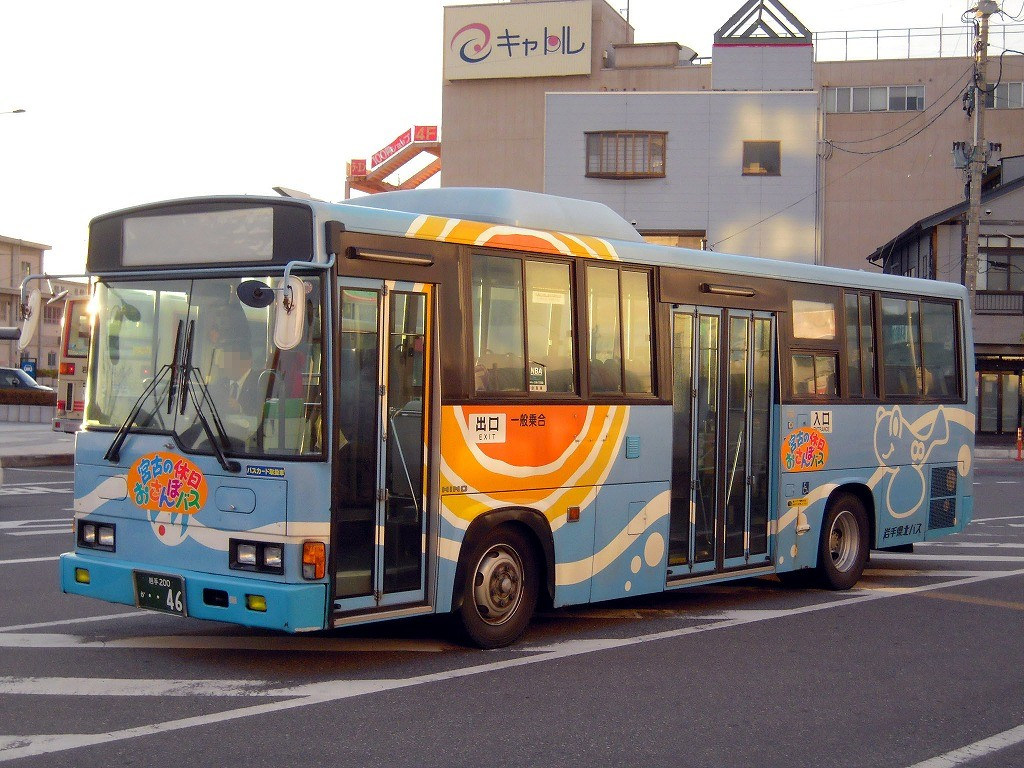
2代目RJ（ワンステップ） 岩手県北自動車 KC-RJ1JJCK

#### KK-RJ/RR1J系
| KK-RJ1JJHKの運転席 |  | KK-RJ1JJHKの室内 |
| KK-RJ1JJHKの運転席 |  | KK-RJ1JJHKの室内 |

1999年に平成10年排出ガス規制に適合（規制記号:KK-）。ラインナップから短尺車が消え、9 mの長尺車のみとなる。床形状はツーステップ標準床、低床、ワンステップの3種類となる。低床とワンステップはRJのみの設定である。エンジンはJ08C<j-v>型（直6、ネット220 PS）となった。ホイールパーク式駐車ブレーキや衝撃吸収型ステアリング・ホイールが標準装備される。給油口や燃料タンクの位置はHR（KK・KL系）と同様、中ドアの右側に変更となった。ワンステップとツーステップ低床はFFシフトを標準装備。
東京ディズニーリゾートと提携ホテル間を走行しているディズニーリゾートクルーザーは、一部車種がレインボーRJ系であるが外見からでは分かりにくい。
2000年にRJの改造登録扱いで、ワンステップ車に空気ばね車（型式:KK-RJ1JJHK改）が追加された。FFシフトMTが標準。2001年以降はRR路線系は消滅した形となり、以後は特装用が中心となった。
2004年8月に平成15年排出ガス規制（規制記号:PA-もしくはPB-）に移行する際、いすゞ自動車とのバス事業統合に伴う生産車種見直しにより製造を終了。ワンステップ路線系については、いすゞ自動車からエルガミオの供給を受け、レインボーIIとして販売されることになった（後述）。

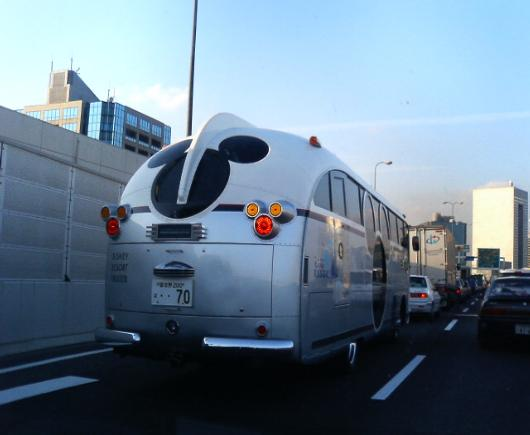
2代目RJ後部 ディズニーリゾートクルーザー
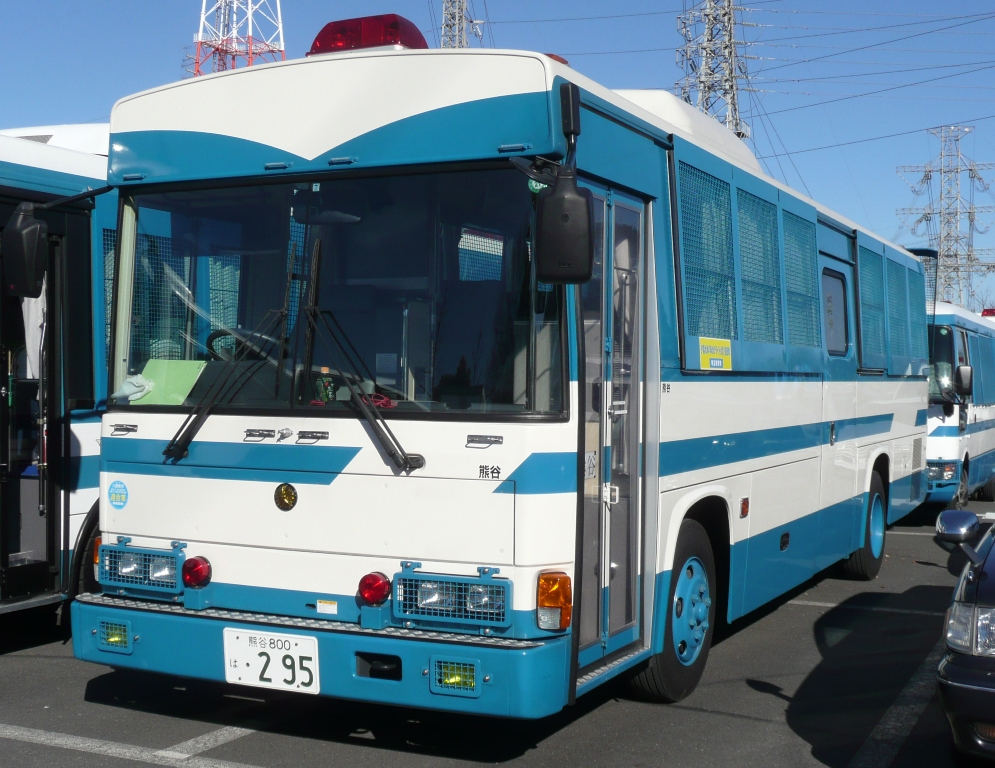
2代目RJ 機動隊人員輸送車 KK-RJ1JJGA

### 車体
標準の日野車体工業の車体を架装する例が大半だが、以下の例外が存在する。
- K-RJ(RR)＿AA：富士重工業製
1981年に加越能鉄道と大分バスが導入した車輌は、本来スケルトン構造で設計されたモデルにもかかわらず、モノコック構造の14型E (4E) ボディを架装したのが特徴である。その後、北海道中央バス、阪東自動車、小湊鉄道、宮城交通、大分バスが導入した車輌は16型E (6E) ボディになった。最大の特徴は、阪東自動車の車輌を除き、前照灯が日野車体製と同じ左右1つずつの「二つ目」仕様となっていたことである。
- P-RJ(RR)＿BA：富士重工業製
小湊鉄道、富山地方鉄道、遠州鉄道、昭和自動車で導入例が見られる。16E型E (6E) のパネルボディが架装されたが、K-RJ系とは異なり、前照灯は日デRMやいすゞLRに架装した場合と同じ、2×2灯である。
- P-RJ(RR)＿BA：西日本車体工業製
58MCが架装される。路線バス用のB型ボディと観光バス用のE型ボディの車両がある。西日本鉄道、亀の井バス、堀川バスなど九州の事業者と広島県の中国バスで導入された。
- P-RJ(RR)＿CA：富士重工業製
16型E (6E) が架装される。小湊鉄道が1台のみ導入。
- U-RJ(RR)、KC-RJ：西日本車体工業製
58MCが架装される。B型ボディのみ。西日本鉄道、亀の井バスなどが導入。
- KC-RJ(RR)、KK-RJ：西日本車体工業製
96MCが架装される。B型ボディのみ。大分交通、昭和自動車などが導入。

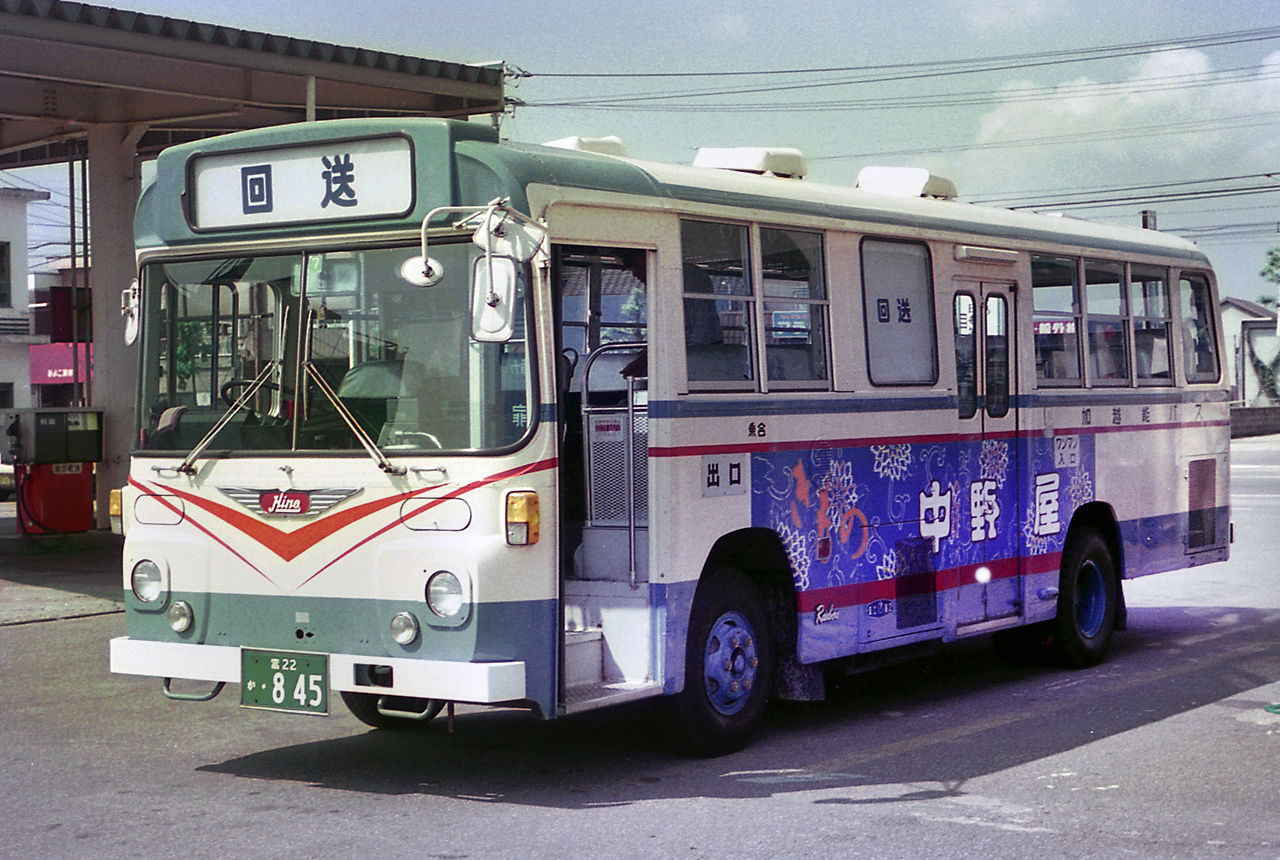
初代RJ富士4Eボディ架装車 加越能鉄道 K-RJ170AA
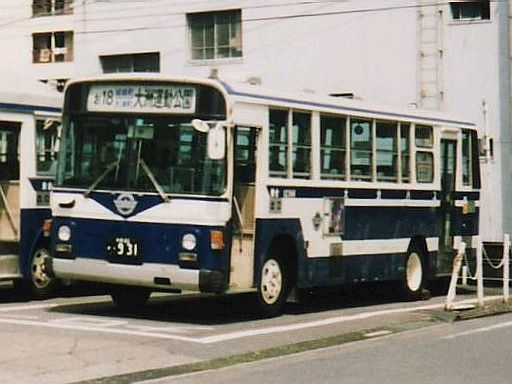
初代RJ富士6Eボディ架装車 大分バス K-RJ172AA
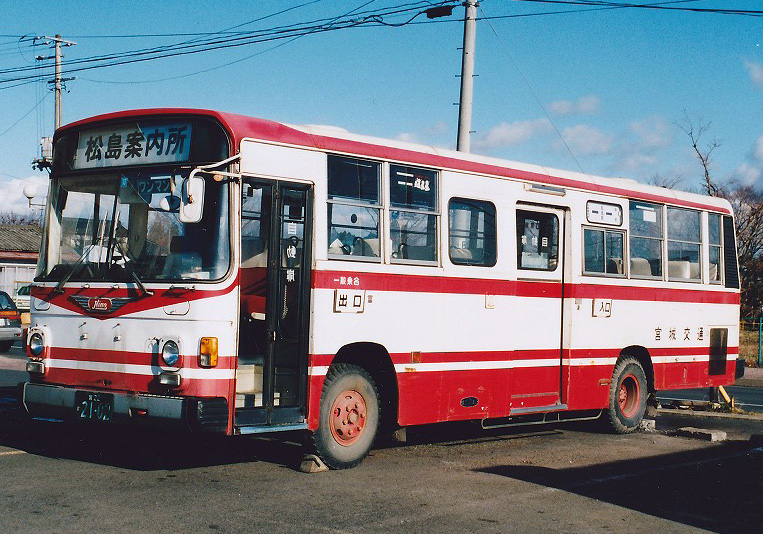
初代RJ富士6Eボディ架装車 宮城交通 K-RJ172AA
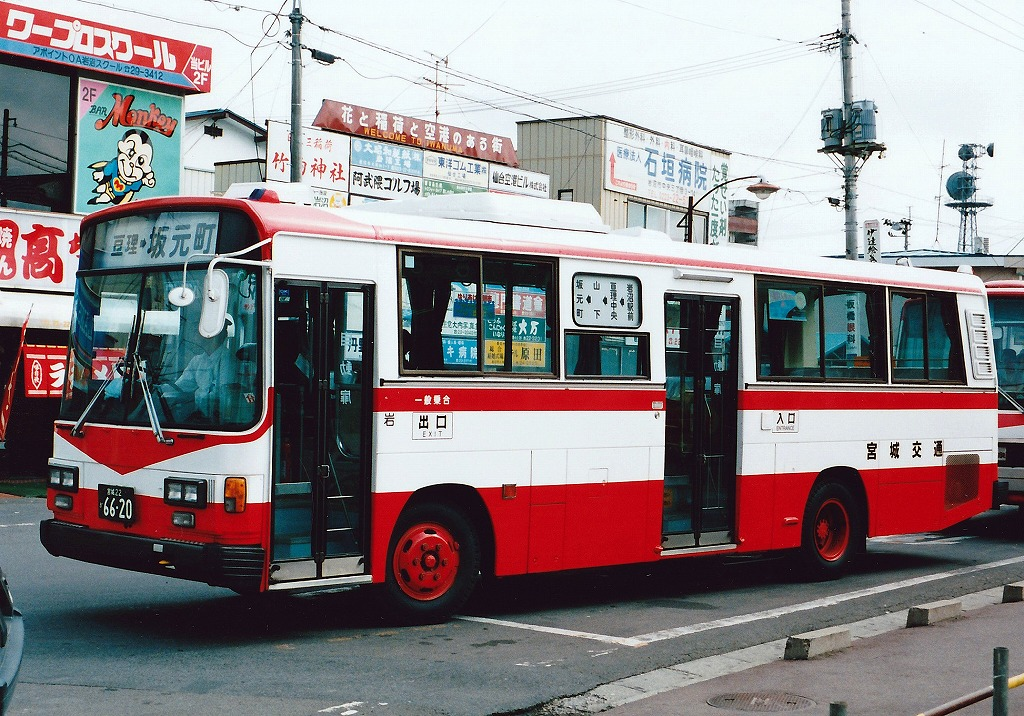
RJ富士6Eボディ架装車 宮城交通 P-RJ172BA 遠州鉄道からの移籍車
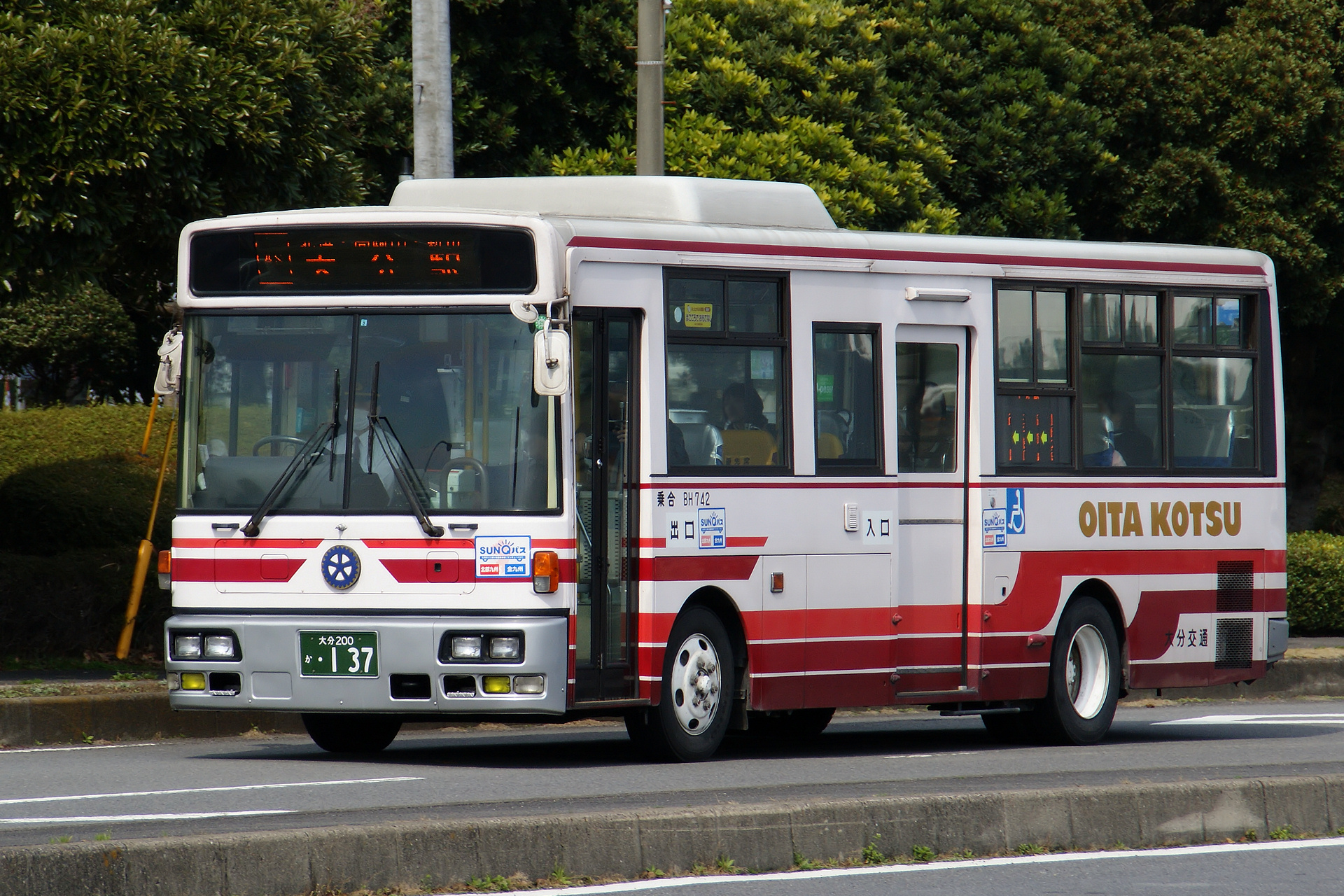
RJ西工架装車 大分交通 KK-RJ1JJHK
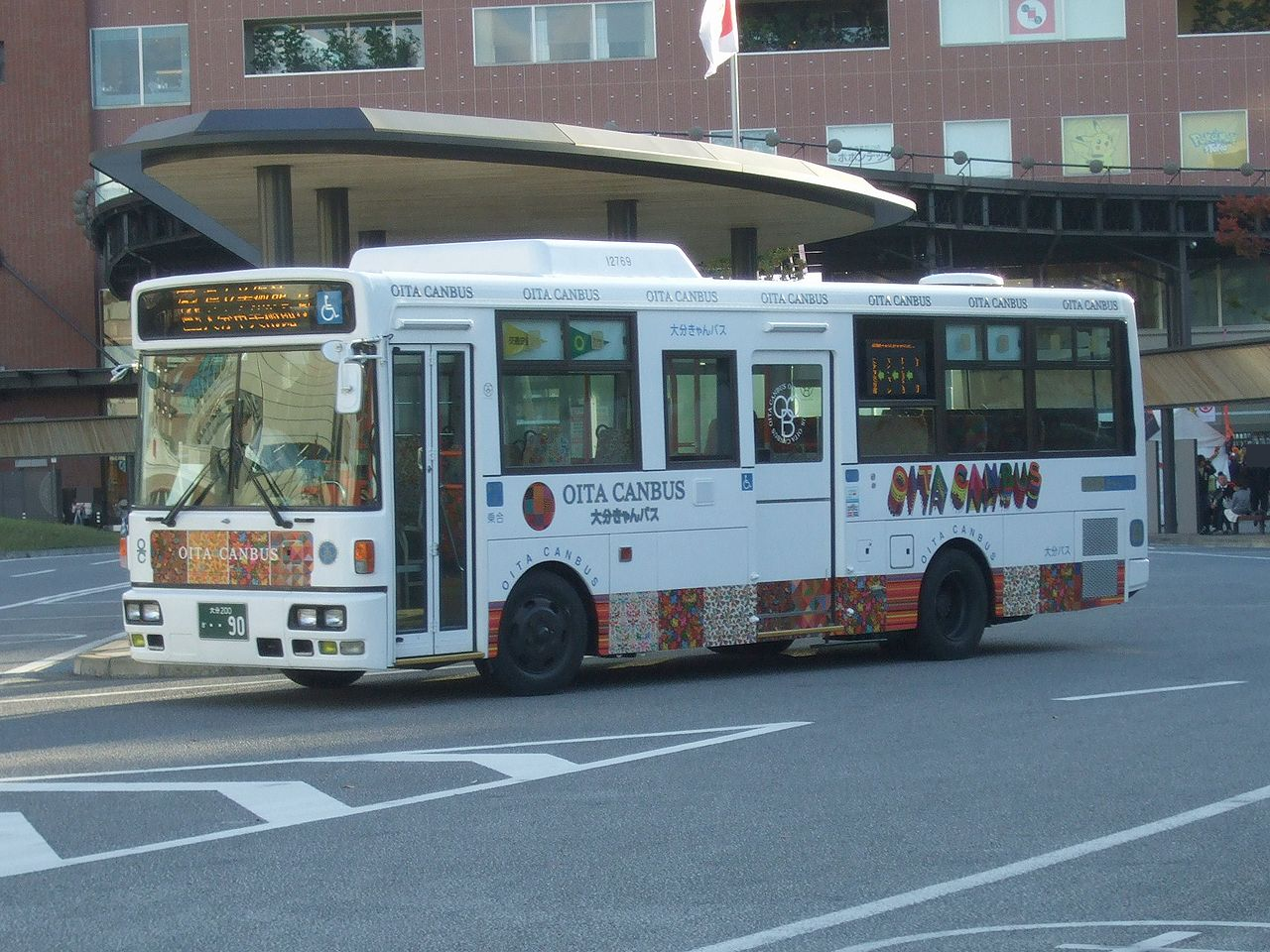
RJ西工架装車 大分バス 大分きゃんバス KK-RJ1JJHK
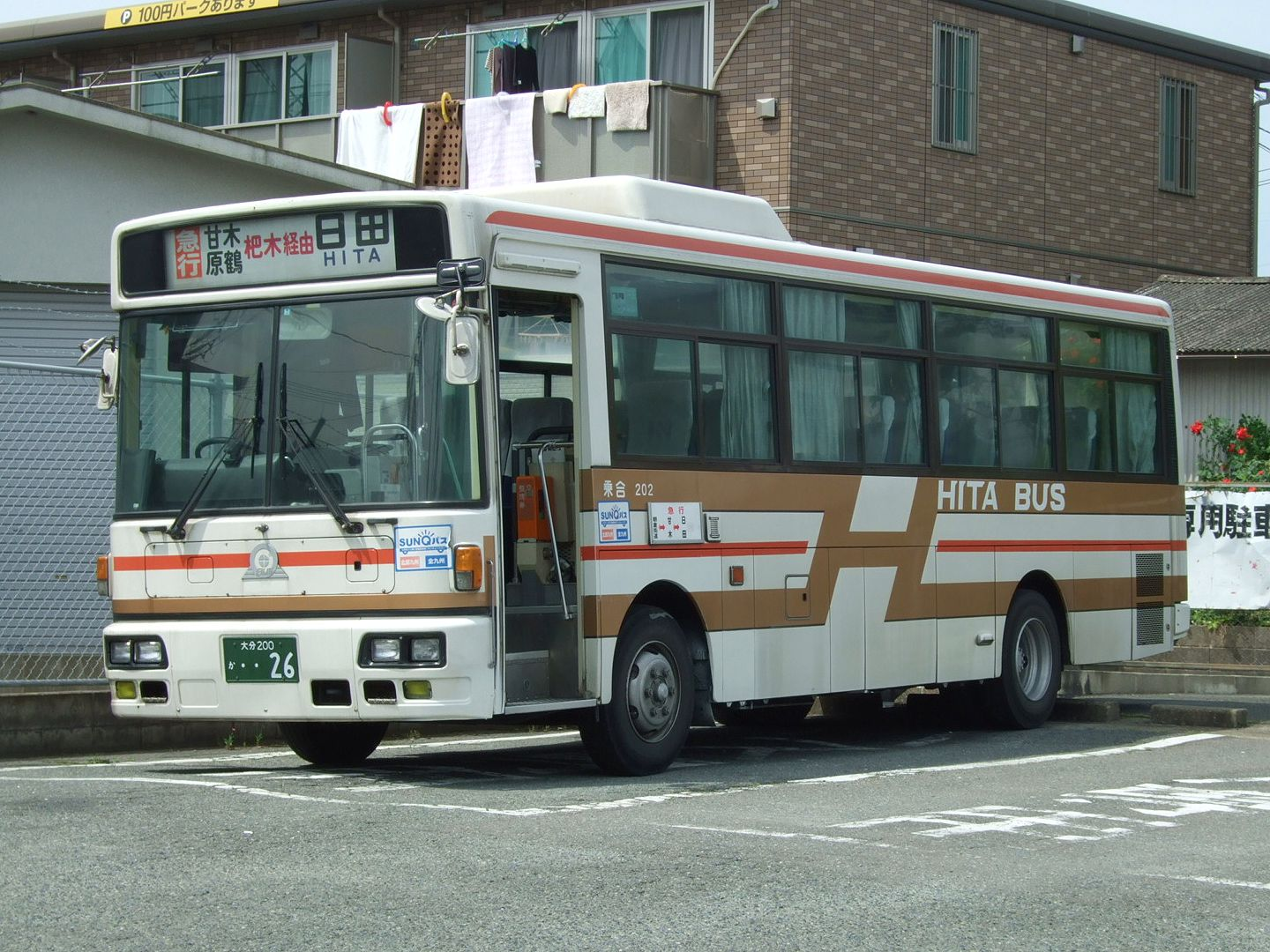
RJ西工架装車 日田バス KK-RJ1JJHA

## レインボーRJ・レインボーRR (観光・自家用系)
1980年に路線系とともに、まず板ばねのRJの発売を開始した。路線系とはラインナップは明確に区別されることになった。ハイカスタム（フルデッカ）、デラックス観光、ツーリング（デラックスおよびスタンダード）の4グレードを設定。全長は2タイプあり、短尺のRJ170A系と長尺のRJ172A系が用意された。昭和54年排出ガス規制適合車で、エンジンは路線系と同じEH700型（直6、170 PS）である。
車体の全体的雰囲気は、大型観光系スケルトン車のRS系の縮小版といった感じである。前照灯は角形4灯が標準で、丸形4灯のRSとは異なる。前面窓が傾斜している点や、1枚窓仕様も用意されているなどの点では違いも見受けられた。
1982年に路線系同様、板ばね併用空気ばねを採用したRR系が追加され、以後観光系はRR系が、自家用系はRJ系が主力と別れていく。1984年に昭和58年排出ガス規制適合車に変更。エンジンはW07型（直6、175 PS）と、RR観光系にはターボ付のH06C-T型（直6、195 PS）の2タイプが設定される。型式はターボなしがP-RJ/RR170/2B系、ターボ付きがP-RR192系となった。
1988年に路線系同様、ボディのフルモデルチェンジが行われ、全体的に柔らかい印象のボディに改められる。前年に登場した7 m級の7M/7W系（後述）に準じ、前照灯は異型角形2灯になる。また、「Rainbow」のエンブレムは筆記体からブロック体になった。H07C型（直6無過給、180 PS）とH06C-T型（直6ターボ、205 PS）の2種類となる。エンジンワンキー操作が標準設定された。
1990年に平成元年排出ガス規制適合。エンジンはH07D型（直6無過給、195 PS）とH07C-T型（直6ターボ、215 PS）の2種類となる。型式はU-RJ/RR 3H/2H G/J AAとなる。
1995年に平成6年排出ガス規制適合。エンジンはOHC24バルブのJ08C系（直6）で、無過給の<J-II>型215 PSと、観光系にはターボインタークーラー付き<JT-I>型235 PSの2タイプとなった。RR観光系は、高床 I の超デラックス観光と高床 II のデラックス観光があり、デラックス観光には短尺も設定される。RR/RJ自家用系は標準床で、RRには長尺と短尺を設定、RJは長尺のみである。また、RR・215 PS車には5速ATが設定されている。
1999年に平成10年排出ガス規制適合に合わせてメルファ9にフルモデルチェンジされた。

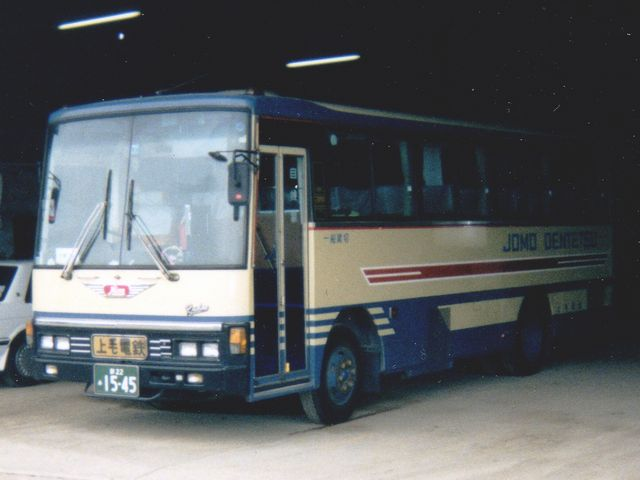
RR観光系（1987年以前） 上毛電気鉄道 P-RR172B
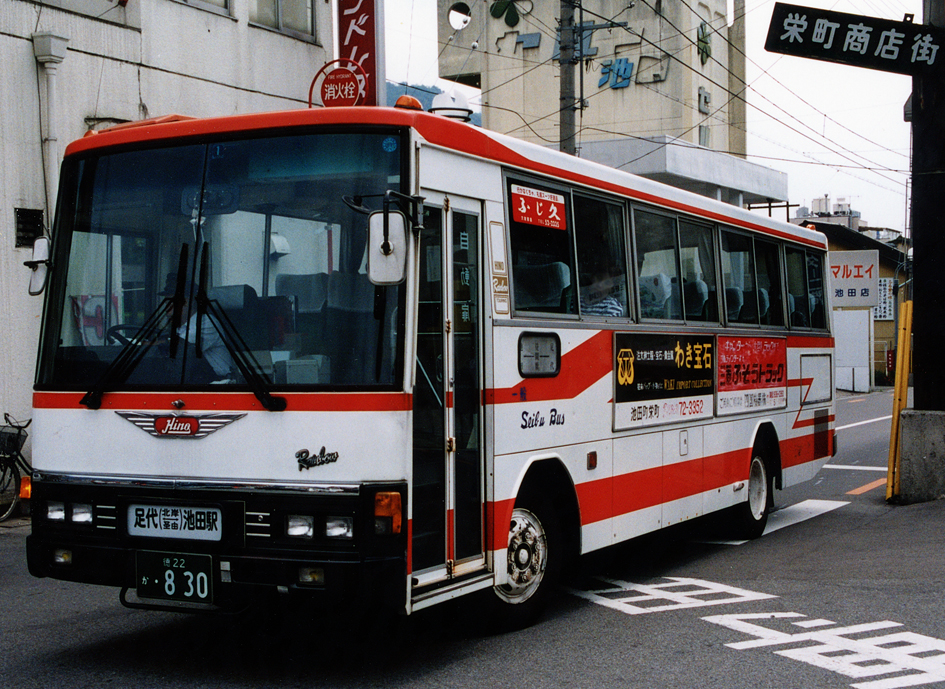
RR観光系（1987年以前） 徳島西部交通 P-RR172B
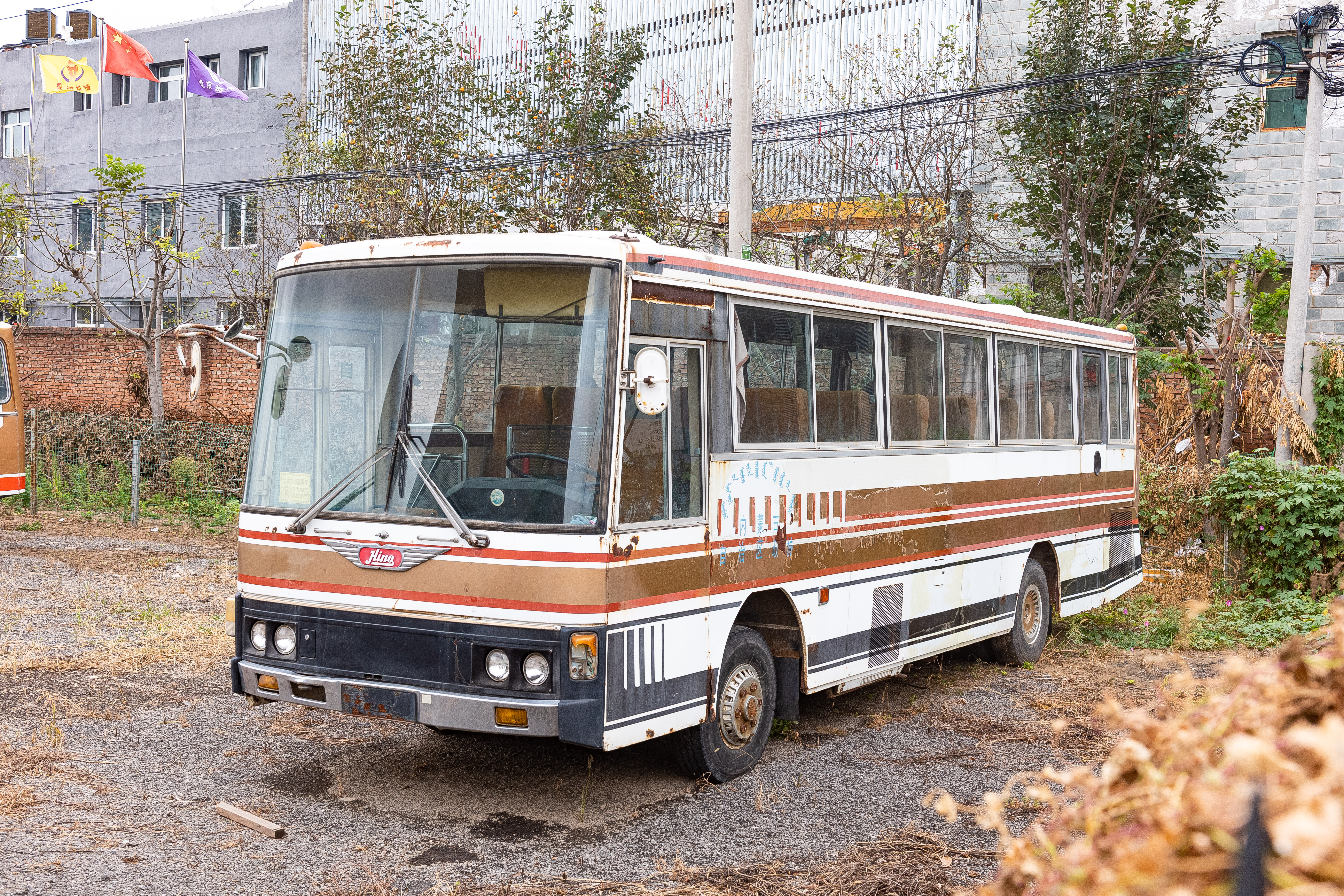
RR観光系（1987年以前） RR172SA
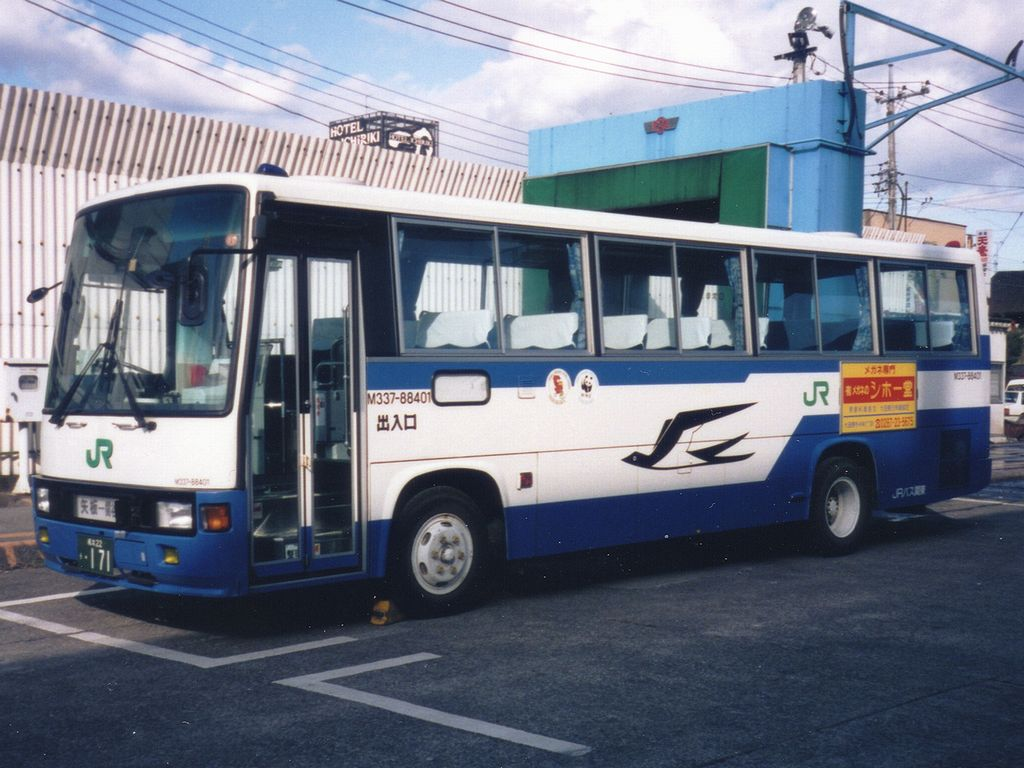
RR観光系（1988年以降） ジェイアールバス関東 P-RR192CA
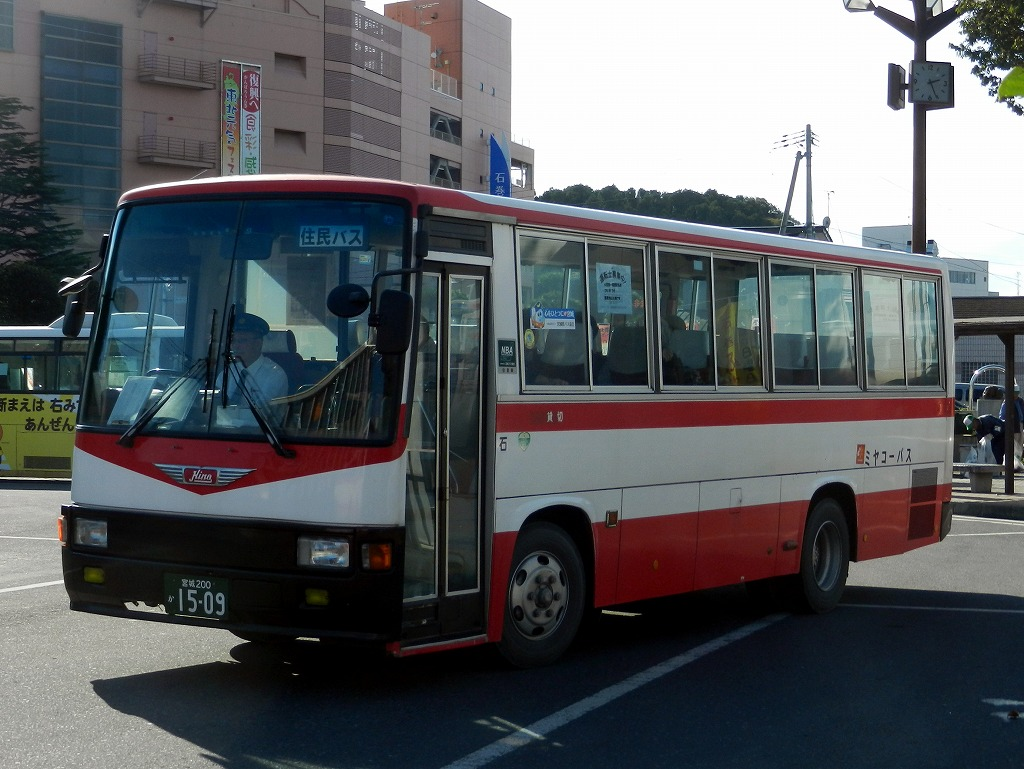
RJ自家用系 ミヤコーバス U-RJ3HJAA
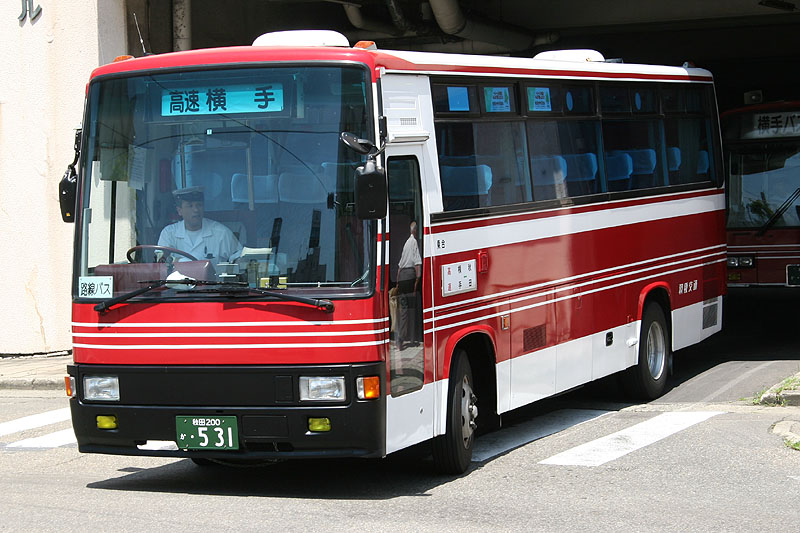
羽後交通 KC-RR1JJBA

## レインボーBM
1966年、日野自動車のバスラインナップのボトムレンジを担うべく、RM100系よりさらに小型のフロントエンジン車となるBM320系が登場した。シャシやパワートレインを中型トラックのレンジャー（KM300系）と共用するため、初代三菱・ローザ（B10/B20系）同様、国産キャブオーバーマイクロバスとしてはやや大型の部類に入る。ワンマン運転に都合の良い前寄りの客用扉とも相まって営業用としての需要が多く、札幌市営バスの都心循環線など路線バスとしても用いられた。
車体架装メーカーは2社あり、帝国自動車工業製がBM320T型、金産自動車工業製がBM320K型となる。両モデルとも直列4気筒エンジンを搭載するが、車体のスタイルと構造は異なっており、帝国は「カットスタイル」と呼ばれる角形のスケルトンボディを採用し、金産は丸形のセミモノコックボディであった。又、金産製ボディのフロントガラスは、一枚式もしくは二枚式のどちらか選択する事が出来た。
1969年、車名がレインボーBMとなる。
1970年、金産製ボディをマイナーチェンジ。助手席窓を引き違いから三角窓＋Hゴムのはめ殺しへ変更し、客席窓も角のアール（丸み）がなくなる。
1973年、マイナーチェンジ。フロントウインカーの大型化。運転席ドアをオプション設定。尚、金産製ボディに運転席ドアを装備した場合、助手席窓は引き違い式となる。

## レインボーAM・レインボーAC
1976年、それまでのフロントエンジン小型バスBM320系をフルモデルチェンジし、AM100系を発売した。車体はスケルトン構造を取り入れ、フロントエンジンながら車体幅は中型バス並みの幅広モデルとしていた。エンジンはEC100型（直6、120 PS）を搭載。BM系からは車体も一新して洗練され、当時のトラック・レンジャーKLにも似た一体型のフロントマスクが特徴である。主に自家用バスやレンタカーとして用いられたほか、観光仕様や路線仕様も用意されてバス事業者にも納入され、また特装車のベースとしても使われた。

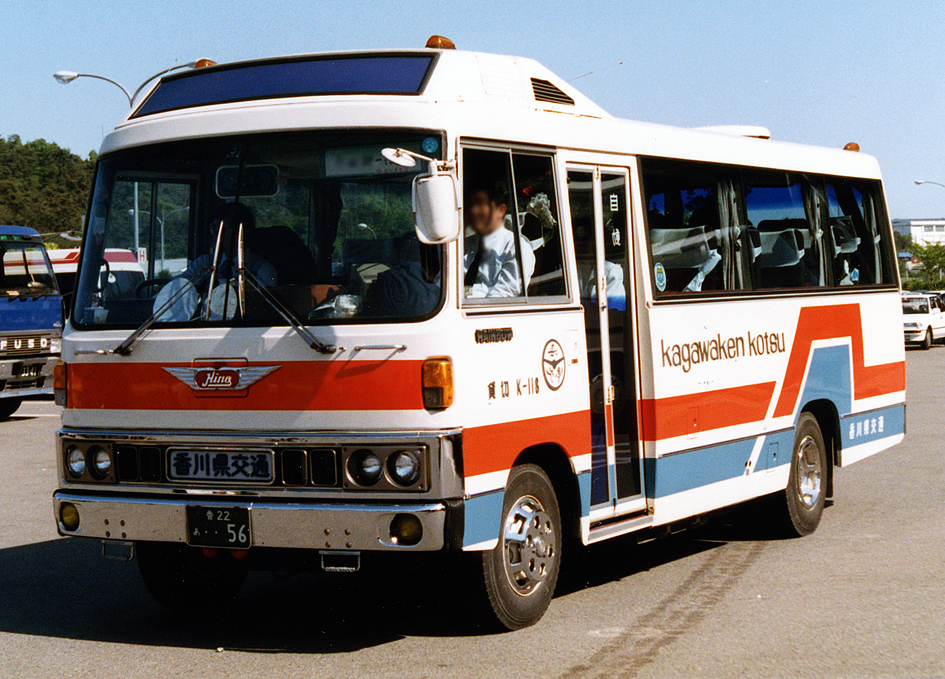
レインボーAM 香川県交通 AM101

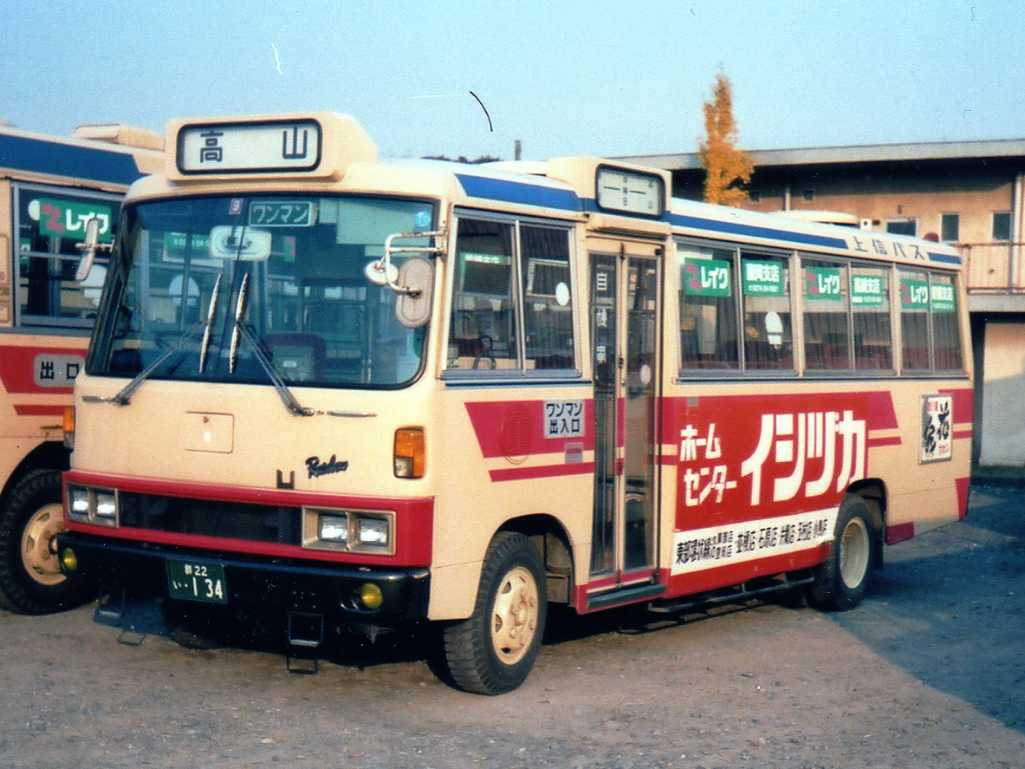
レインボーAC 上信電鉄 AC140AA

1980年にエンジンをEH100型（直6、145 PS）に変更し、型式もAM101に変更された。さらに昭和54年排出ガス規制適合により、型式がK-AM101となっている。一部の路線バス事業者向けに全長を切り詰めたものや、中後2ドア仕様も製造された。
1983年に昭和58年排出ガス規制によるマイナーチェンジが行われ、シリーズ名もAMから変更されAC140系となり、レインボーの名称も使われた。エンジンはW06C型（直4、145 PS）に変更し、型式はP-AC140AAとなった。外観の変化は前照灯の角型への変更など軽微である。観光用・自家用のほか幼児専用車、路線ワンマン仕様もあり、路線用では2ドア車も販売された。
1988年、レインボー7Wに引き継がれ、製造を終了した。

## レインボー7M・レインボー7W
AC系の後継として1987年に登場したのが、レインボー7M（CH系） および7W（RH系）である。中型幅（車幅2.3 m）で全長7 m以下の小型観光・自家用バスで、このクラスの地位向上に果たした役割は大きい。いずれも板ばね併用空気ばねで、前輪にワイドサスを採用して乗り心地にも配慮した。

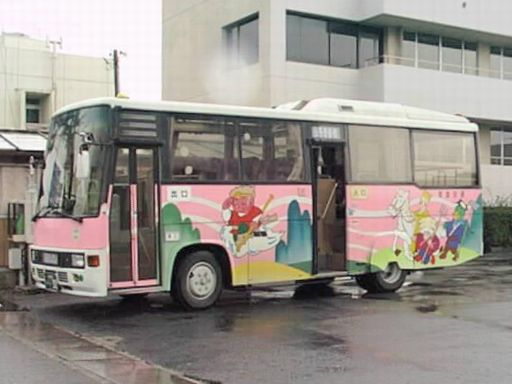
レインボー7M 奈良交通
P-CH160AA改
なら・シルクロード博シャトルバス「西遊記」塗装

7Mはシリーズ名CHで、フルデッカー・トップドアの観光用モデルである。直列エンジンを中央床下に水平配置したセンターアンダーフロアエンジンで、7 m車という制約のなかで重量配分にも考慮した設計である。エンジンはW06E型（直6自然吸気式、165 PS）を搭載、型式はP-CH160AA。
奈良交通には、7Mをベースにリヤオーバーハングを延長してこの部分に展望デッキを設けた特注車が販売された。1988年に奈良市で開催された「なら・シルクロード博覧会」シャトルバス（4月24日から10月23日まで運行）用に導入され、博覧会終了後は塗装を生かして奈良市内の100円バスに転用された。
7Wはシリーズ名RHで、AC系の代替としてCHに準じたスタイルの、リアエンジンの自家用中心モデルである。7Mに比べて床や車体が低くグレードにも差が付けられていた。当初は中扉専用であったが、1991年以降は路線仕様も追加された。7W系はレインボーRB系の拡幅版ともいえ、シャーシはフレーム付きとして特装車のベースとしても使える設計とした。型式はP-RH160AAである。エンジンはW04C-TI型（直4ターボインタークーラー付き、165 PS）を搭載、型式はP-RH160AA。

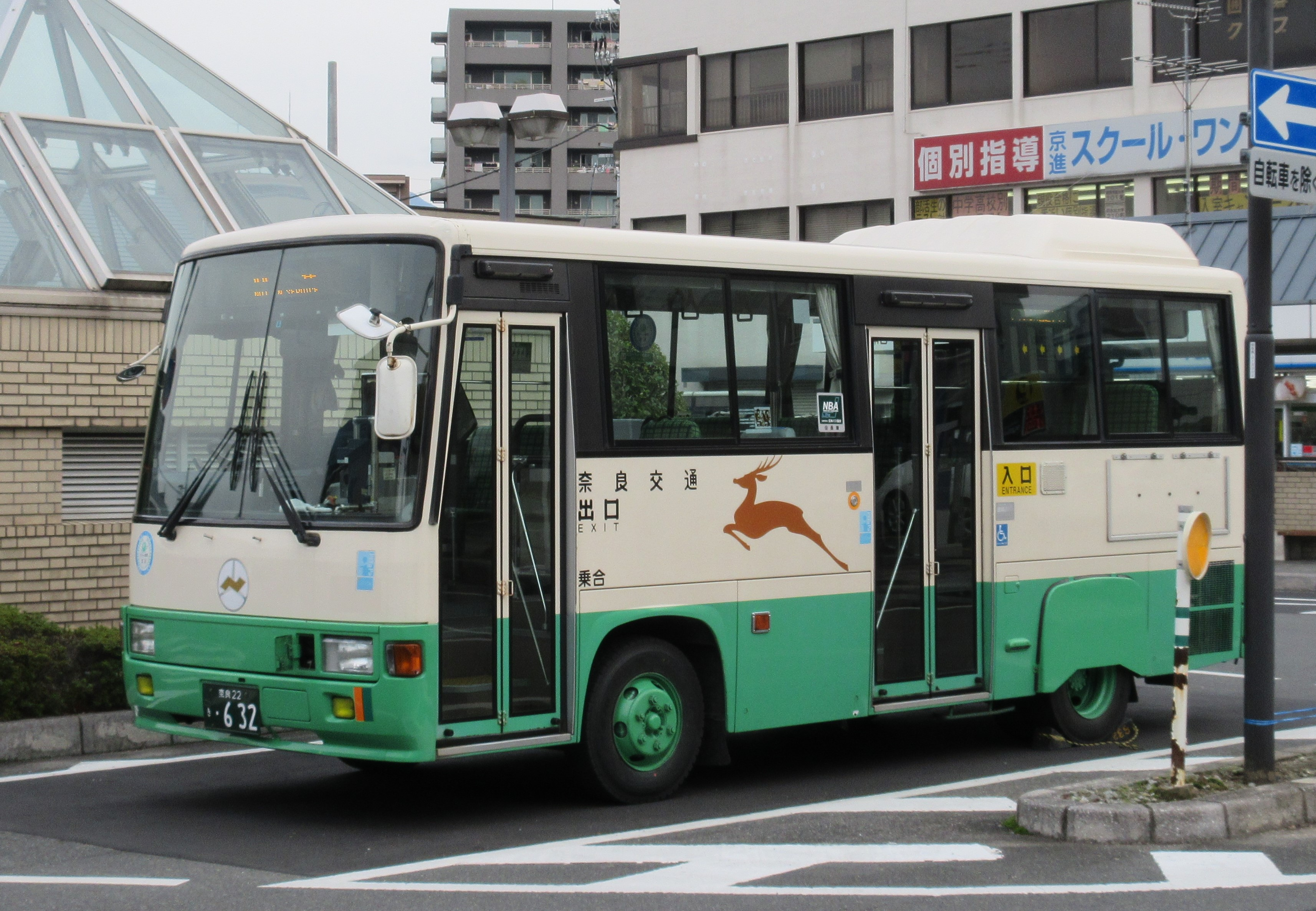
レインボー7W 奈良交通
KC-RH1WFBA
葛城営業所所属 632号車

1990年1月に平成元年排出ガス規制適合。7M系はエンジンをH07D型（直6、195 PS）に変更し、出力を大幅に向上させるとともに、最後部席の5人掛け対応やボディ最後部へのトランクルーム設置などの改良がなされた。型式はU-CH3HFAA。7W系は、エンジンはW04C-TI型（直4ターボインタークーラー付き、165 PS）、特装用胴殻仕様が追加されている。型式はU-RH1WFAA。
1991年に7Wがモデルチェンジ。型式はU-RH1WFBA。ホイールベースを短縮して中扉専用からトップドアに変更、外観的にはより7Mの下位車種の位置付けが濃くなった。また観光用のほか路線用2ドア車も追加、奈良交通などに納入され路線バスとしても使用された。
1995年に平成6年排出ガス規制適合。7MはレインボーRJ/RRと共通の新型エンジン・J08C<j-ii>型（直6無過給、215 PS）に変更し、型式はKC-CH1JFAAとなった。7Wはリエッセと共通のJ05C-TI型エンジン（直4ターボインタークーラー付き、175 PS）に変更、またオプションとして3速ATが追加され、同時に足回りも改良された。型式はKC-RH4JEAA。
1998年7月にフルモデルチェンジし、メルファ7に名称変更された。7Mがメルファ7（ハイデッカー・CH系）、7Wがメルファ7（ミドルデッカー・RH系）にそれぞれ引き継がれ、2004年まで製造された。
レインボー7M

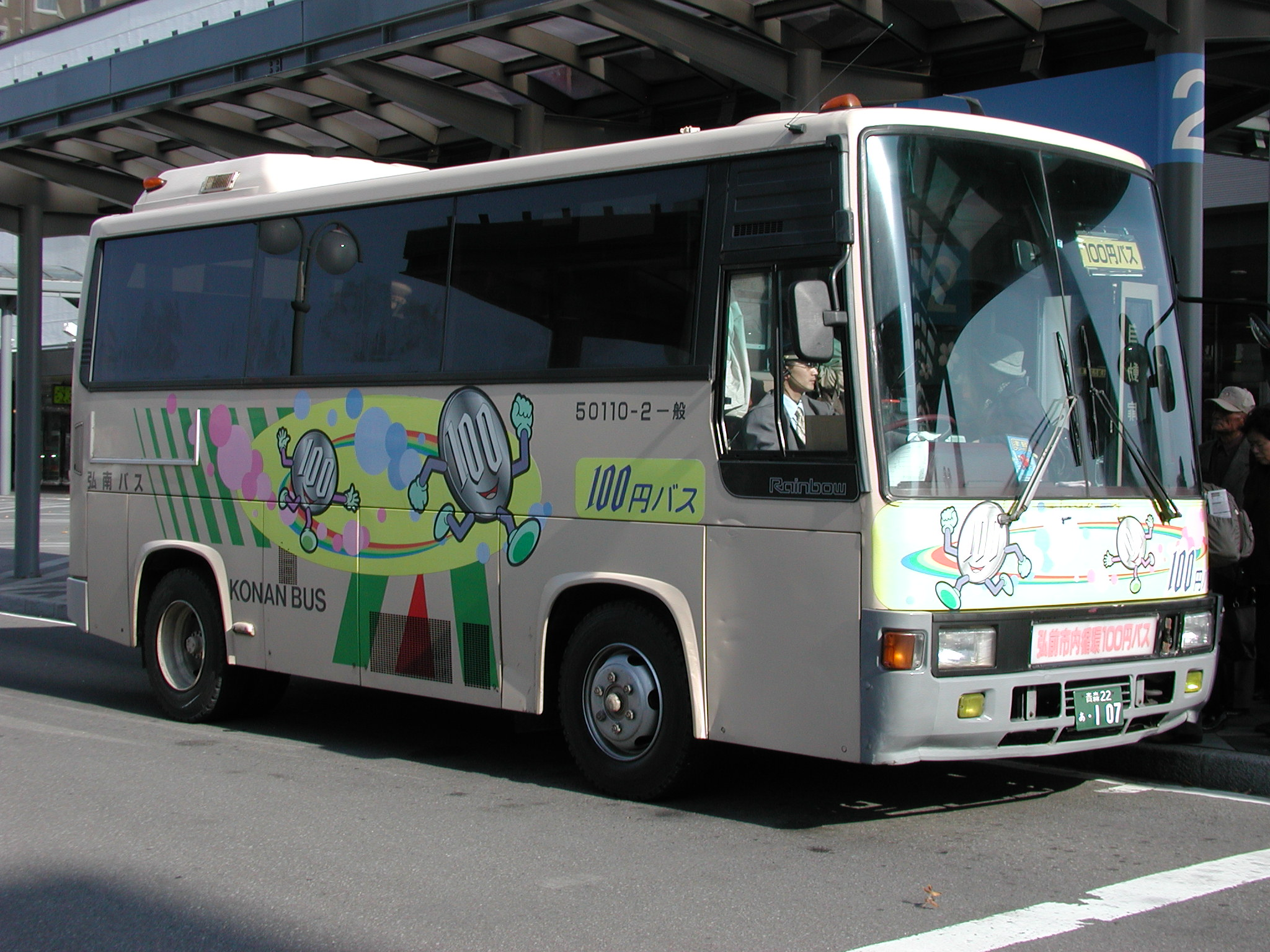
P-CH160AA 弘南バス
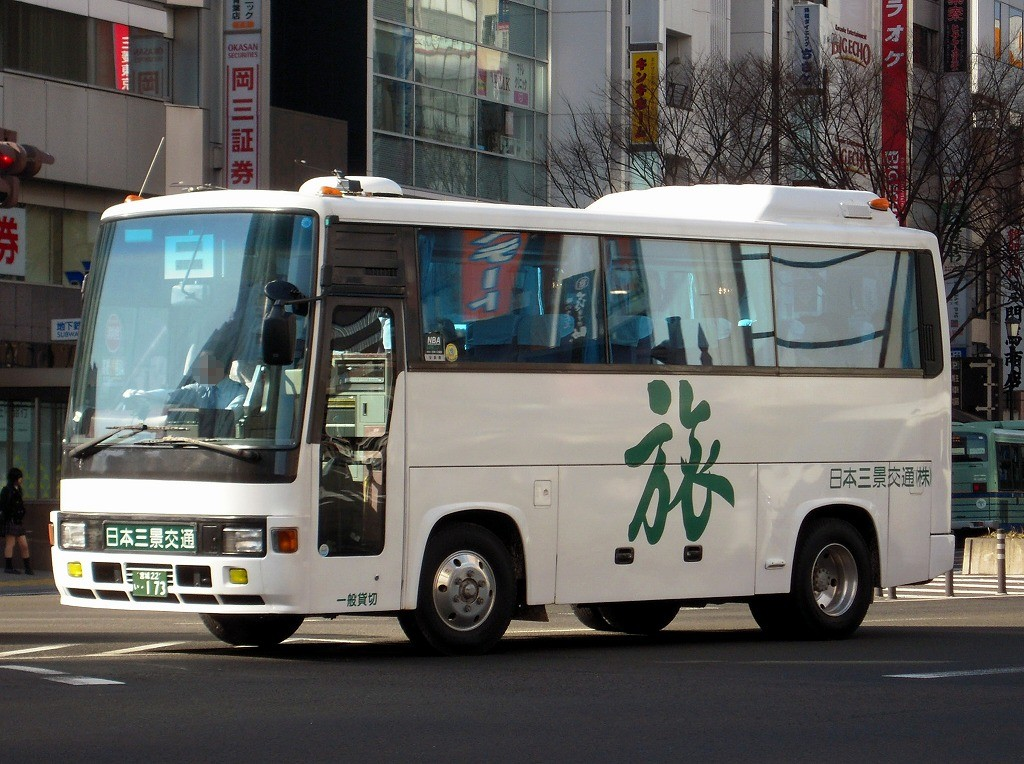
U-CH3HFAA 日本三景交通
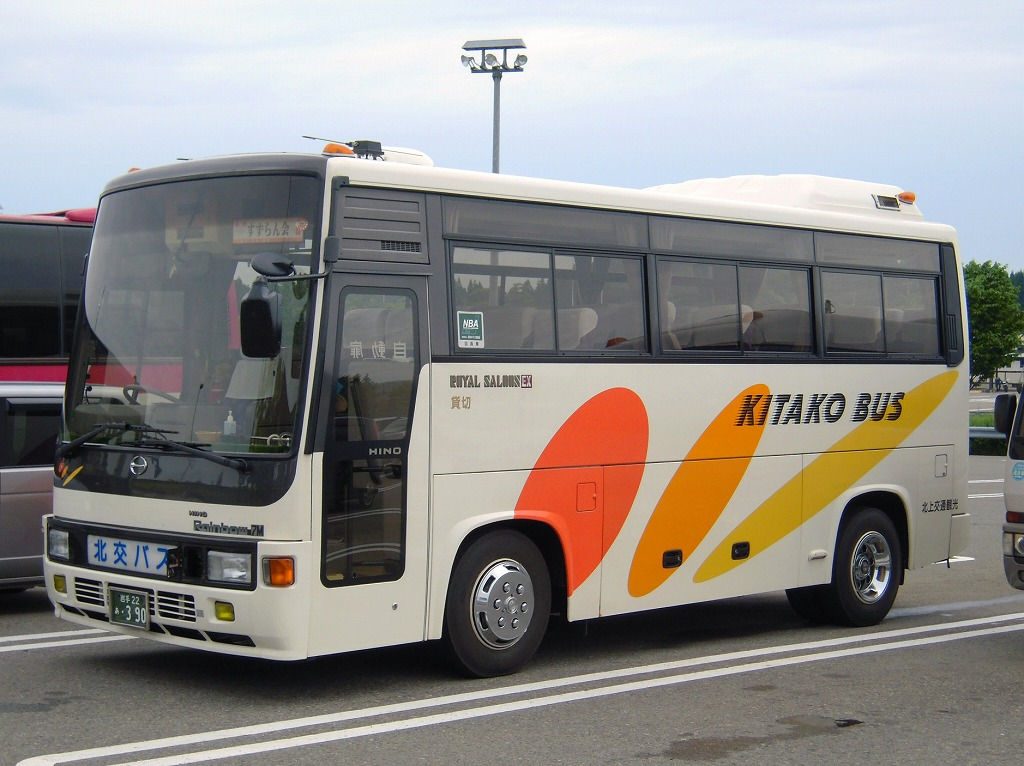
KC-CH1JFAA 北上交通観光

レインボー7W

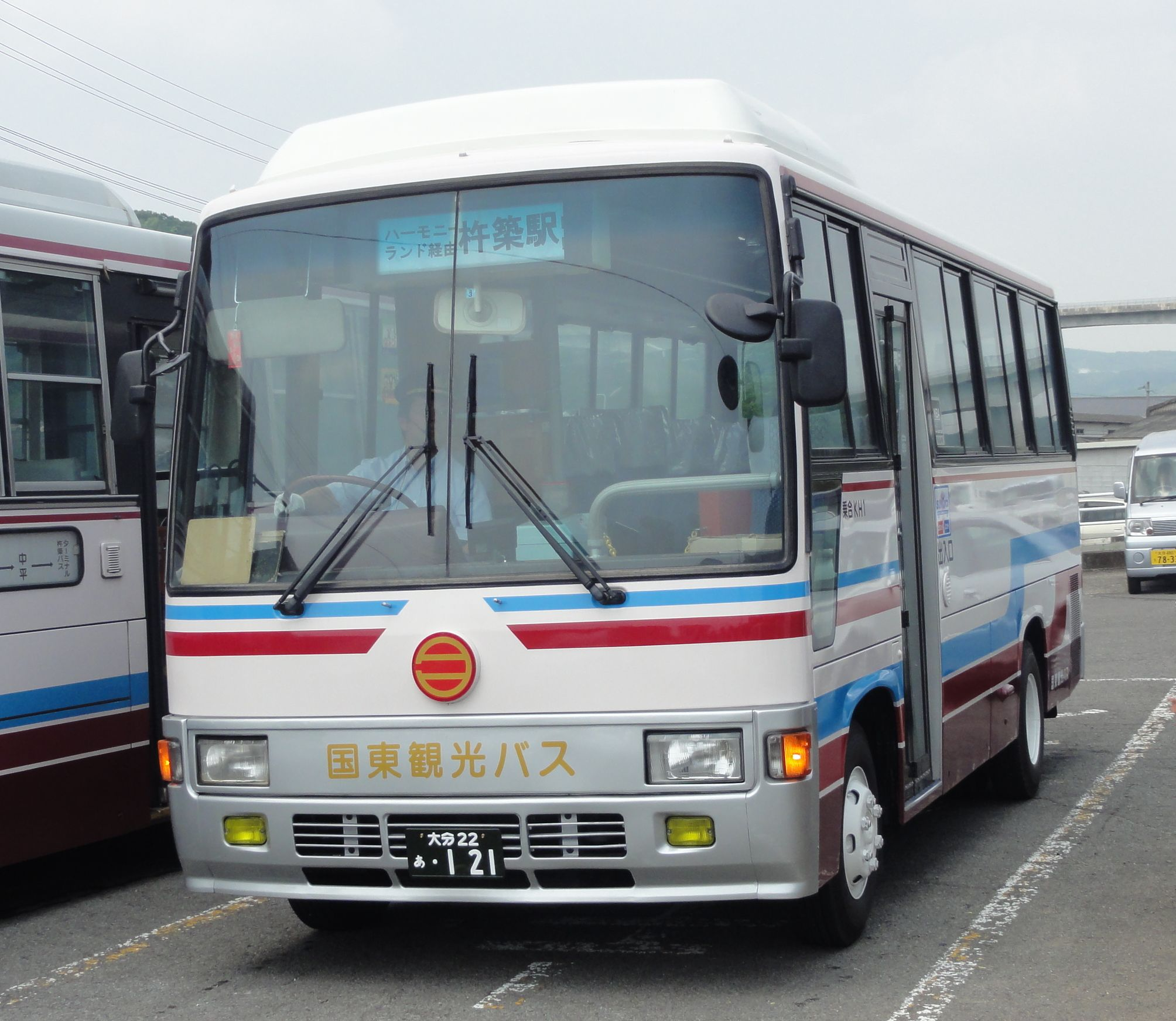
U-RH1WFAA 国東観光バス
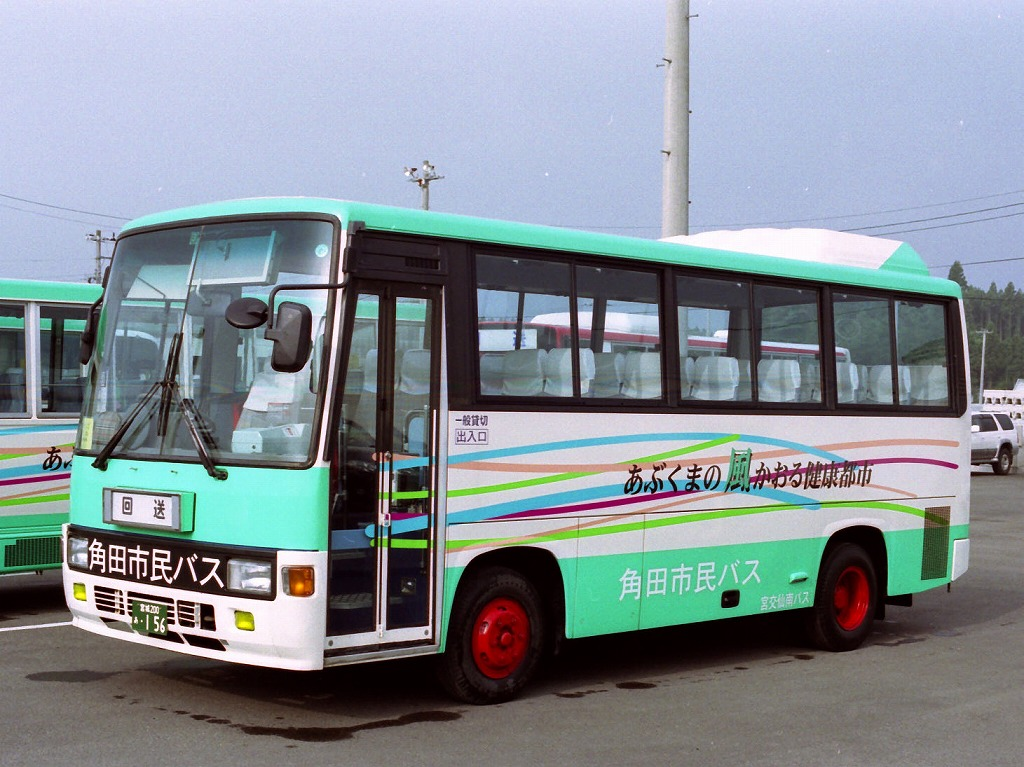
U-RH1WFBA 宮交仙南バス（当時）
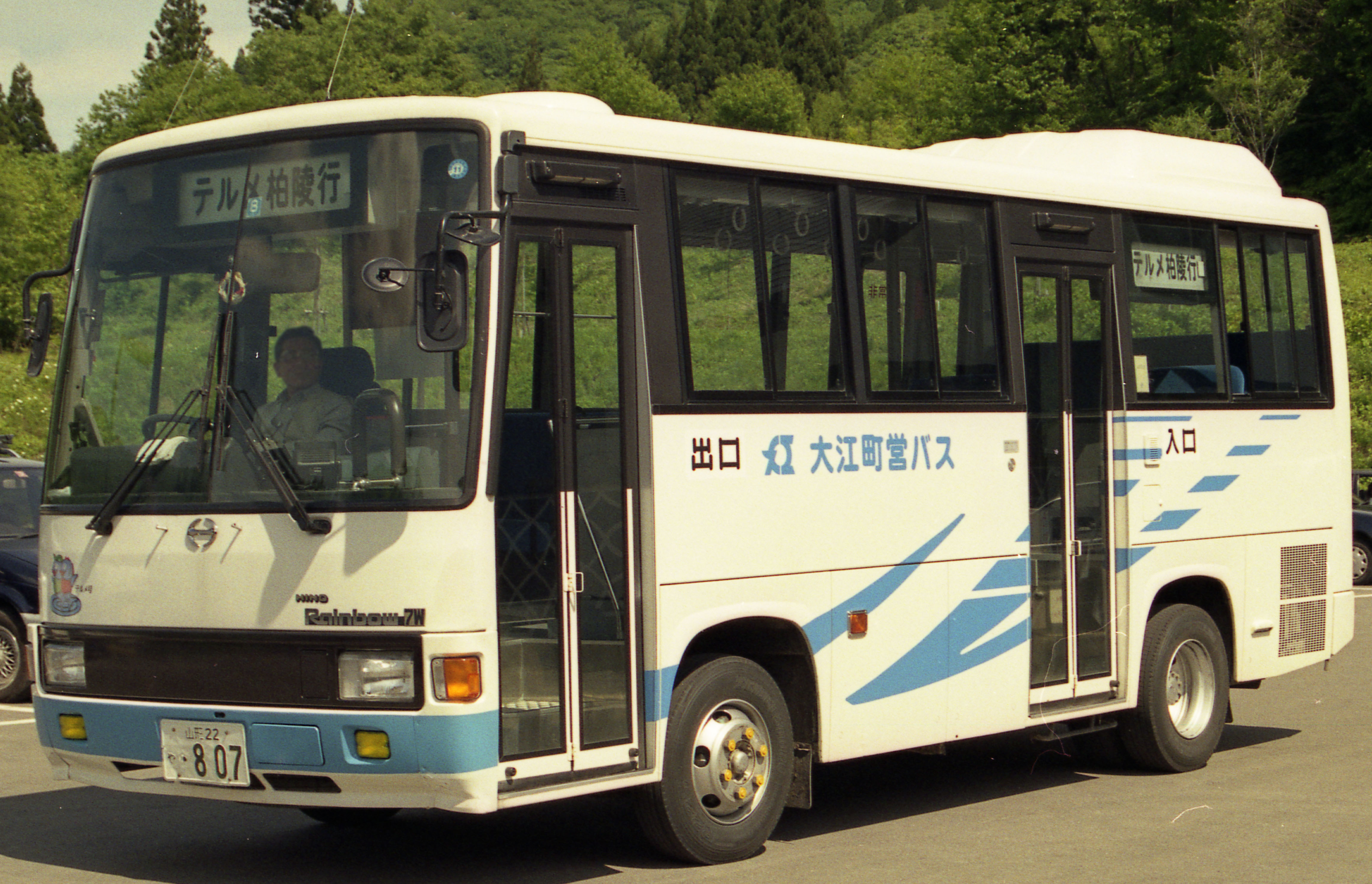
大江町営バス（町保有の自家用バス）

## HR系ノンステップバス
1999年に登場した中型車幅のノンステップバス専用モデルとしてレインボーHRが誕生。当時路線バスの主流となりつつあったノンステップバスを、いち早く7 m、9 m、10.5 mの3車体長でラインナップを完成させたが、ラインナップ整理が徐々に行われ、モデル末期は中型長尺の10.5 m車のみとなった。
レインボーRJ・レインボーRR (路線系)のノンステップ版後継車種として、1999年12月のレインボーHR（KK-HR）発売から2004年8月のレインボーRJ（KK-RJ/RR）製造終了までは、レインボーHRとレインボーRJ路線仕様が併売されていた（詳細は#KK-RJ/RR1J系を参照）。
発売当初の製造は日野車体工業で行われていたが、同社はいすゞ自動車と日野のバス製造事業に伴って設立された2社の合弁会社・ジェイ・バスに吸収合併され、生産終了までジェイ・バス小松事業所（旧日野車体工業）で製造されていた。また、いすゞ自動車にはエルガJとしてOEM供給もされた（詳細は#いすゞ・エルガJを参照）。
HR系は改造仕様の車両が多数納入されている。観光マスクは東京特殊車体で対応する。CNG車はメーカーオプションではなく、フラットフィールドによる改造で、コミュニティバスや伊予鉄バスなど一部の事業者へ納入例がある。詳細は「フラットフィールド#日野・レインボーHR」を参照。
2004年10月1日、いすゞ・日野のバス製造事業統合に伴い、製造会社が日野車体工業からジェイ・バス小松事業所へ移管された。
レインボーHRの新短期規制適合マイナーチェンジにあたり、レインボーRJの生産終了を受け、車名が単にレインボーを名乗るようになった。

### レインボーHR
KK/KL-HR系は、長期規制（7 m車と9 m車は平成10年、10.5 m車は平成11年規制）適合車で、全長7 m車・9 m車・10.5 m車の3種からなる。
エンジンはJ08C<J-VA>型（直6、ネット220PS）及びJ08C-NA型（同205PS、タイプLE)。横置きエンジン＋アングルドライブ（名称は「日野パラレルドライブ」）を採用し、低床化とコストダウンを両立させた。中扉から後ろは7 m車はツーステップ、9 m車と10.5 m車はワンステップ＋スロープとなっている。トランスミッションはFFシフトによる5速MTのみ。酸化触媒マフラーやEGRを使用して指定低公害車にも適合している。
車体はレインボーRJに準じた意匠だが、改良点も多数見られる。ノンステップ化に伴う窓位置の低下、方向幕板の大型化、前照灯ベゼル・後面コンビネーションランプの配置、非常口位置（非公式側中央部）などが挙げられる。
型式は以下のとおり。
|              | 7 m車 WB 3.35 m | 9 m車 WB 4.6 m | 10.5 m車 WB 5.48 m |
| ------------ | --------------- | -------------- | ------------------ |
| レインボーHR | KK-HR1JEEE      | KK-HR1JKEE     | KL-HR1JNEE         |

#### KK-HR系
1999年12月に7 m車（KK-HR1JEEE）・9 m車（KK-HR1JKEE）を発売。7 m車はクラス初のノンステップバスとなった。9 m車は横置きエンジン+アングルドライブ採用により、わずかながらホイールベースを長くしてノンステップ部分の床面積を拡大した。
2003年1月8日に指定低公害車制度に適合させた低公害仕様車「タイプLE」を発売。エンジンは出力を15PSデチューンしたJ08C-NA型を搭載する。当初よりPMトラップを装着しており、平成17年東京都条例をクリアし東京都低公害車導入対象車両（良低公害車「☆」）に認定されている他、七県都市低公害車指定制度、京阪神6府都市低排出ガス車指定制度にも適合している。

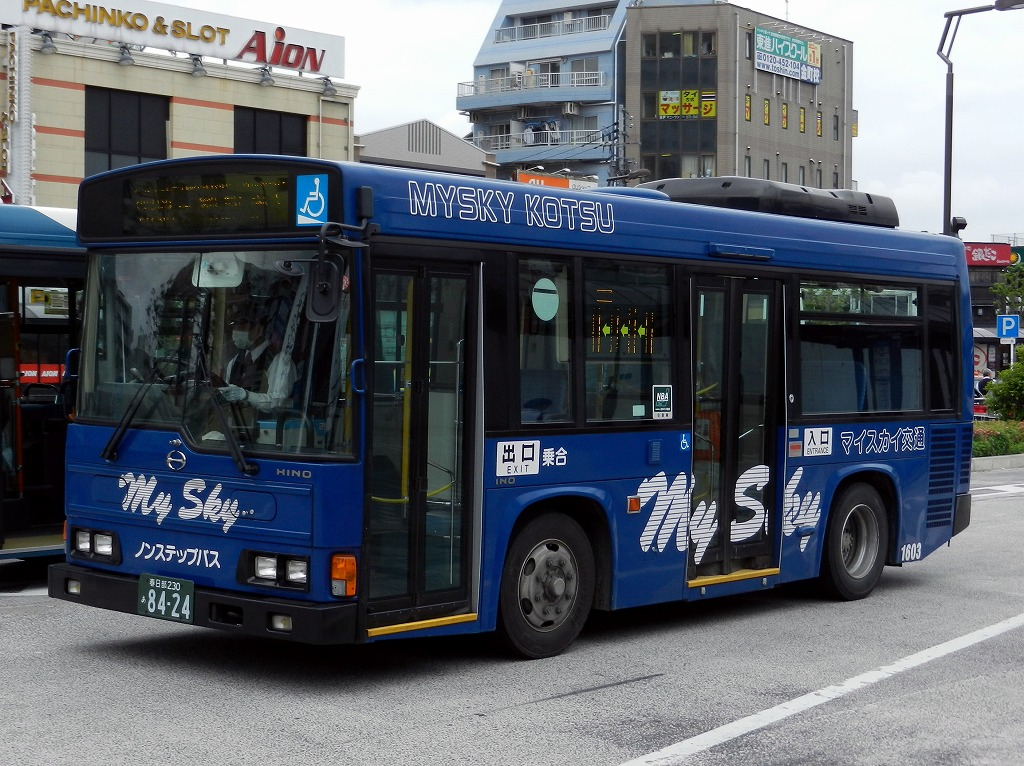
7 m車 KK-HR1JEEE マイスカイ交通
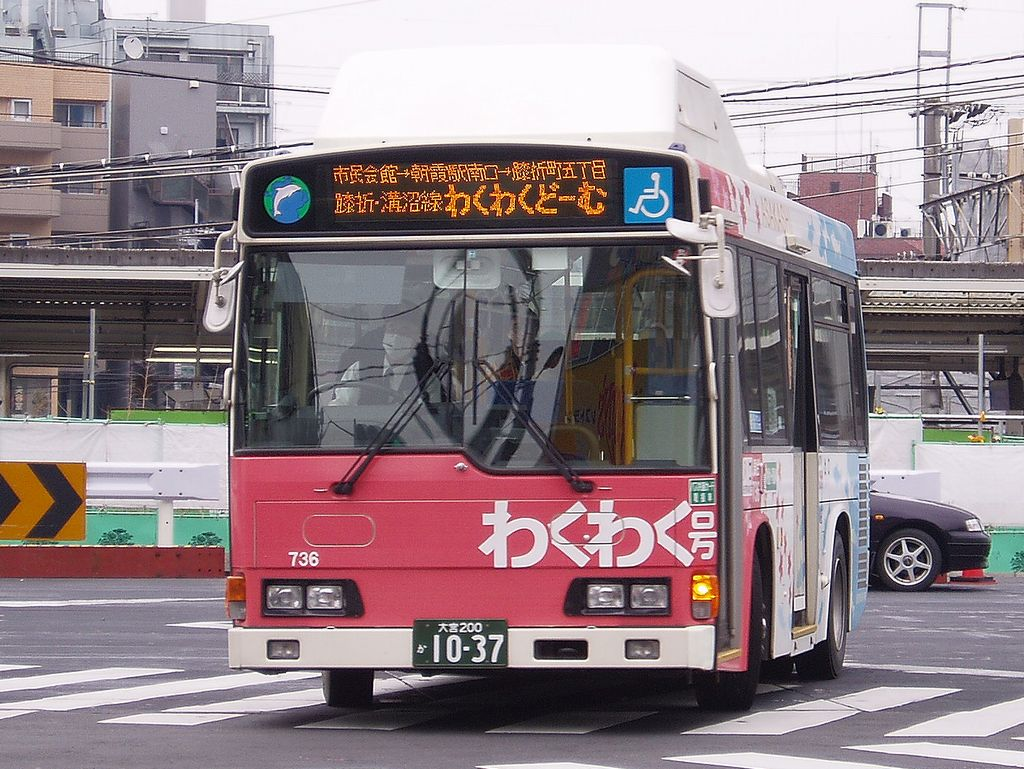
7 m車 国際興業バス 朝霞市内循環バス改造 CNG改造車（フラットフィールド）
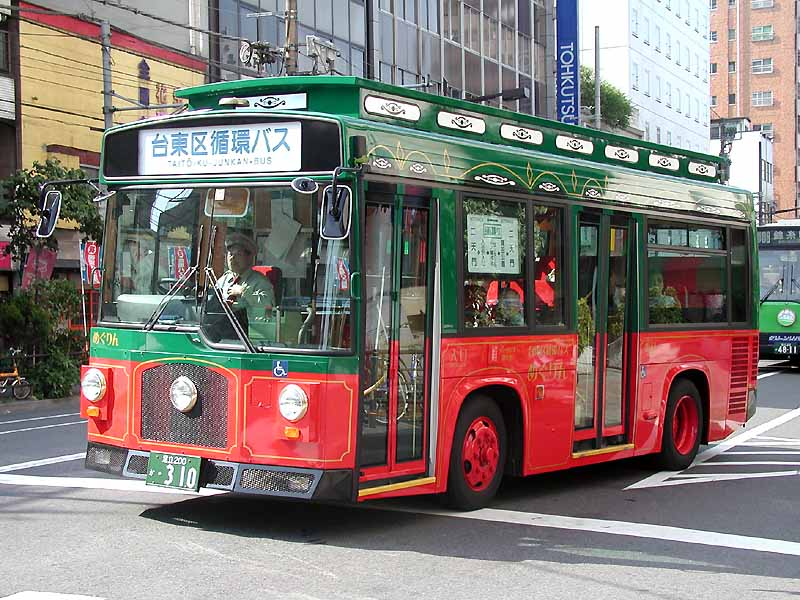
7 m車 KK-HR1JEEE 東京都交通局「めぐりん」（当時） 東京特殊車体改造
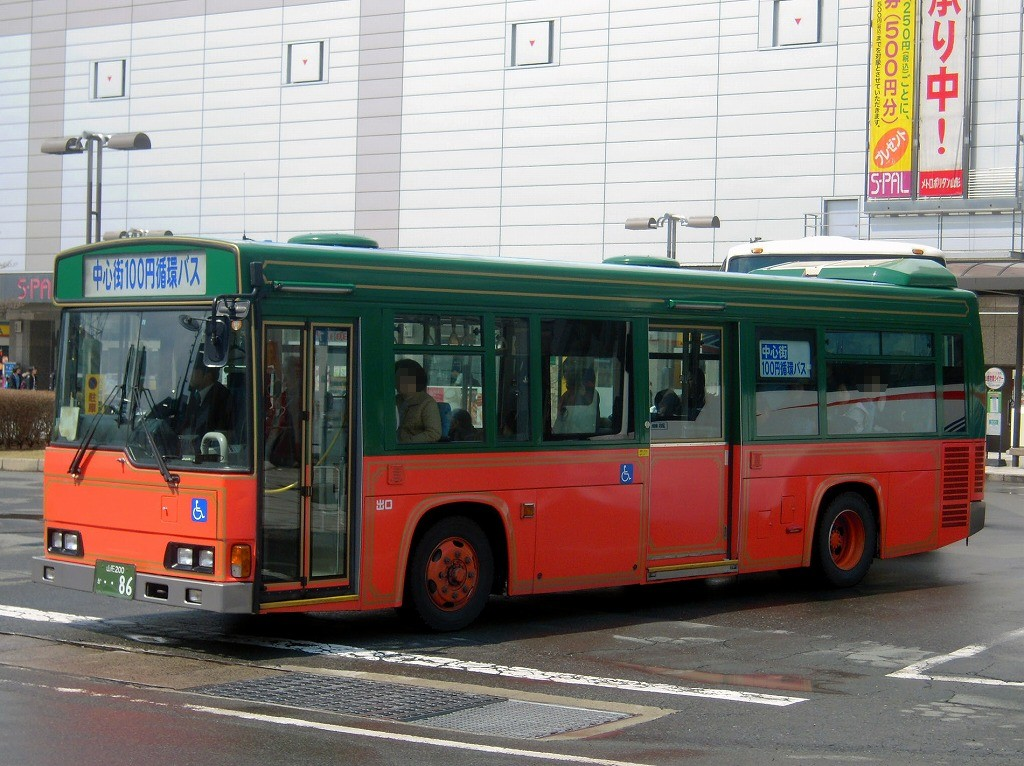
9 m車 KK-HR1JKEE 山交バス

#### KL-HR系
2000年7月、ラインナップに10.5 m車（KL-HR1JNEE）が追加され、9 m車および7 m車のKK-HR系と併売となった。このタイプの中型長尺車（中型ロング車）は、1999年に発売された日産ディーゼル（現：UDトラックス）JP系に続くものとなる。
5速MTのみのラインナップだが、同時期に発売されていた日野の大型ノンステップバスであるブルーリボンシティはAT仕様のみのため、MT車を要望する事業者や、全体的な車両導入コストを下げたい事業者に好評を得た。

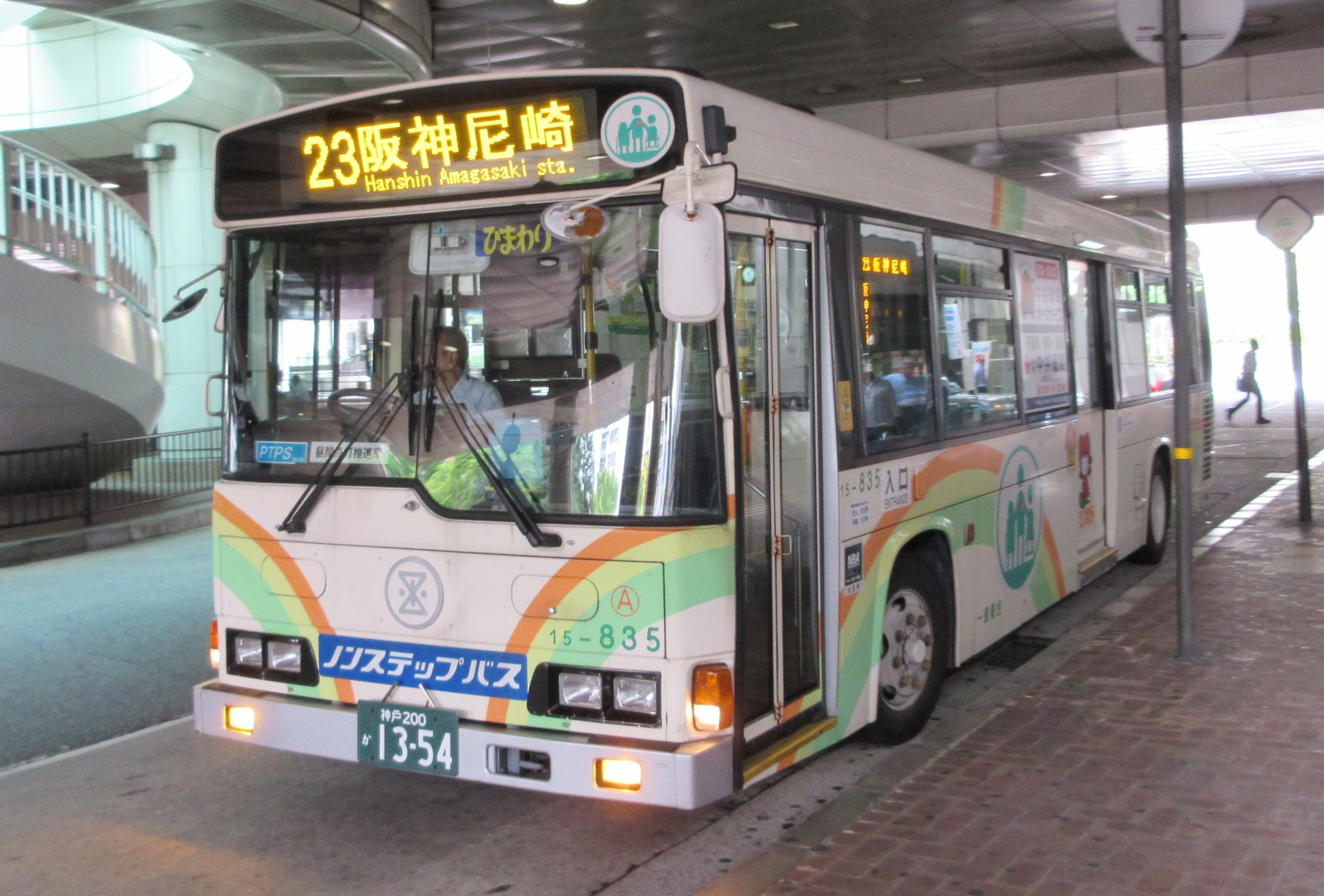
10.5 m車 KL-HR1JNEE 尼崎市交通局
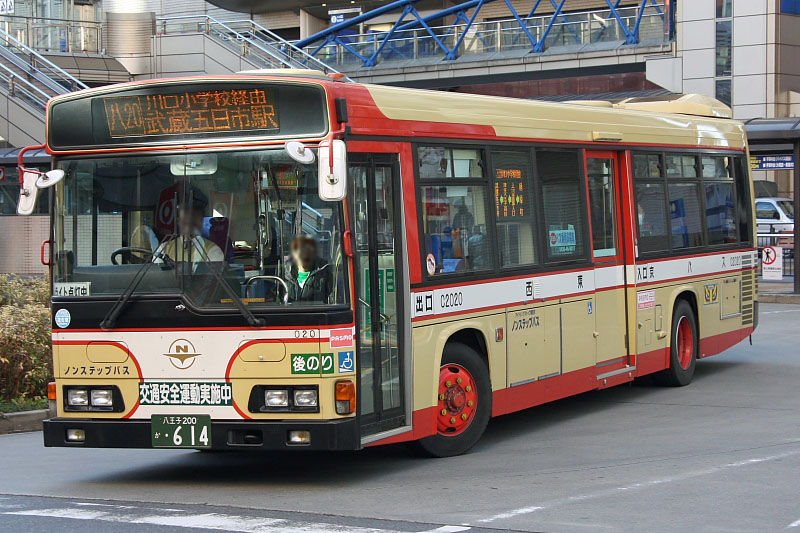
10.5 m車 KL-HR1JNEE 西東京バス 自社発注車
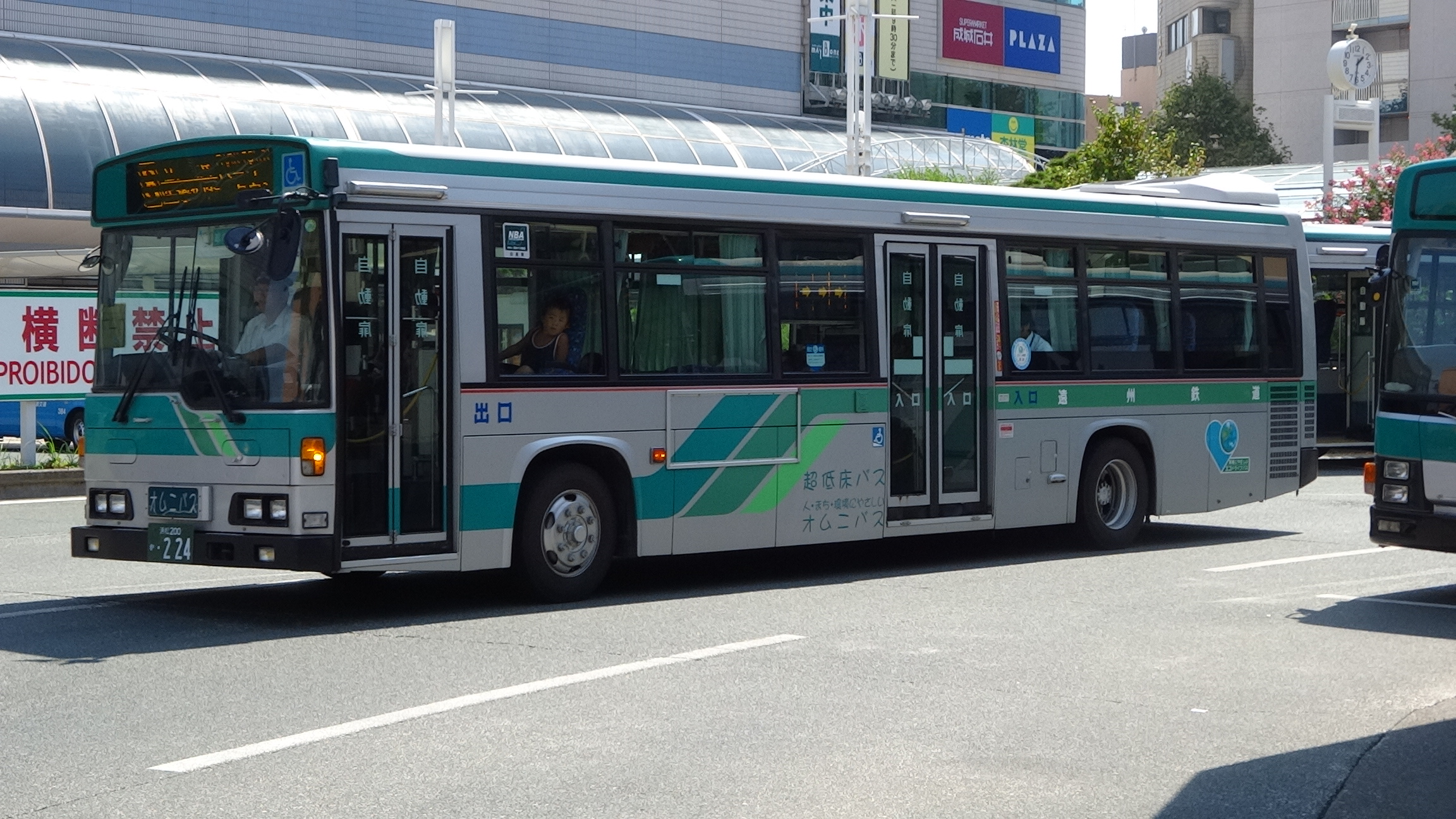
10.5 m車 KL-HR1JNEE 遠鉄バス 中扉グライドスライドドア

### レインボー (HR系)
レインボーHRの後継車種で、型式は同様にHR系となる。併売されていたレインボーRJが生産終了したことで、車名は単にレインボーとなった。なお、のちにいすゞ・エルガミオとの統合車種であるKR系も、2016年5月6日のモデルチェンジ（2代目、SKG-KR290J2）以降は単にレインボーを名乗るようになったが、当モデルとの時期的な重なりはない。

#### PB/PK-HR系

PB-HR7JHAEの運転席

2004年8月24日発売。新短期規制（9 m車は平成15年、10.5 m車は平成16年排出ガス規制）適合車。PM排出レベルは平成12年基準値比85 %減（☆☆☆☆適合）である。
このモデルではレインボーHR（KK-HR系・KL-HR系）から多くの点が変更されている。エンジンが横置きから縦置きになり、客室面積が拡大して9 m車では後部座席が3列から4列に増えたが、その一方で7 m車は対応できずに製造中止となった。またホイールベースも見直され、9 m車は短縮された一方で10.5 m車は延長されてノンステップ部分の床面積を拡大した。さらに、トランスミッションも5速トルコンATがオプション設定（改造扱い）で設定可能になった。
外観も変更点が多く、前面フォグランプ部分、右側面の非常口（中央部から後部へ）、後面コンビネーションランプの位置（下部へ）、後面ナンバープレート取り付け位置の変更のほか、前面の通気口がなくなった。この他、次期灯火規制（側面の反射板取り付け）や国土交通省標準仕様ノンステップバス認定制度への対応を行った。
エンジンはJ07E-TC（直5ターボインタークーラー付き、ネット225PS、MT車）もしくはJ07E-TB（同、220PS、AT車）を搭載する。なお、J07E-TC型エンジンは、日産ディーゼル（現:UDトラックス）にも供給され、同時期にモデルチェンジした中型バスJP・RM・RPにも搭載されている。
いすゞ自動車へのOEM供給車「エルガJ」としては、KL-HR系に引き続き10.5 m車の供給となる。
名古屋市観光文化交流局が運営するなごや観光ルートバス「メーグル」（運行は名古屋市交通局）には、東京特殊車体が車両改造を手掛けたブルーリボンシティと同様のフロントマスクの車両が存在する。
型式は以下のとおり。
|      | 9 m車 WB 4.24 m | 10.5 m車 WB 5.58 m |
| ---- | --------------- | ------------------ |
| HR系 | PB-HR7JHAE      | PK-HR7JPAE         |

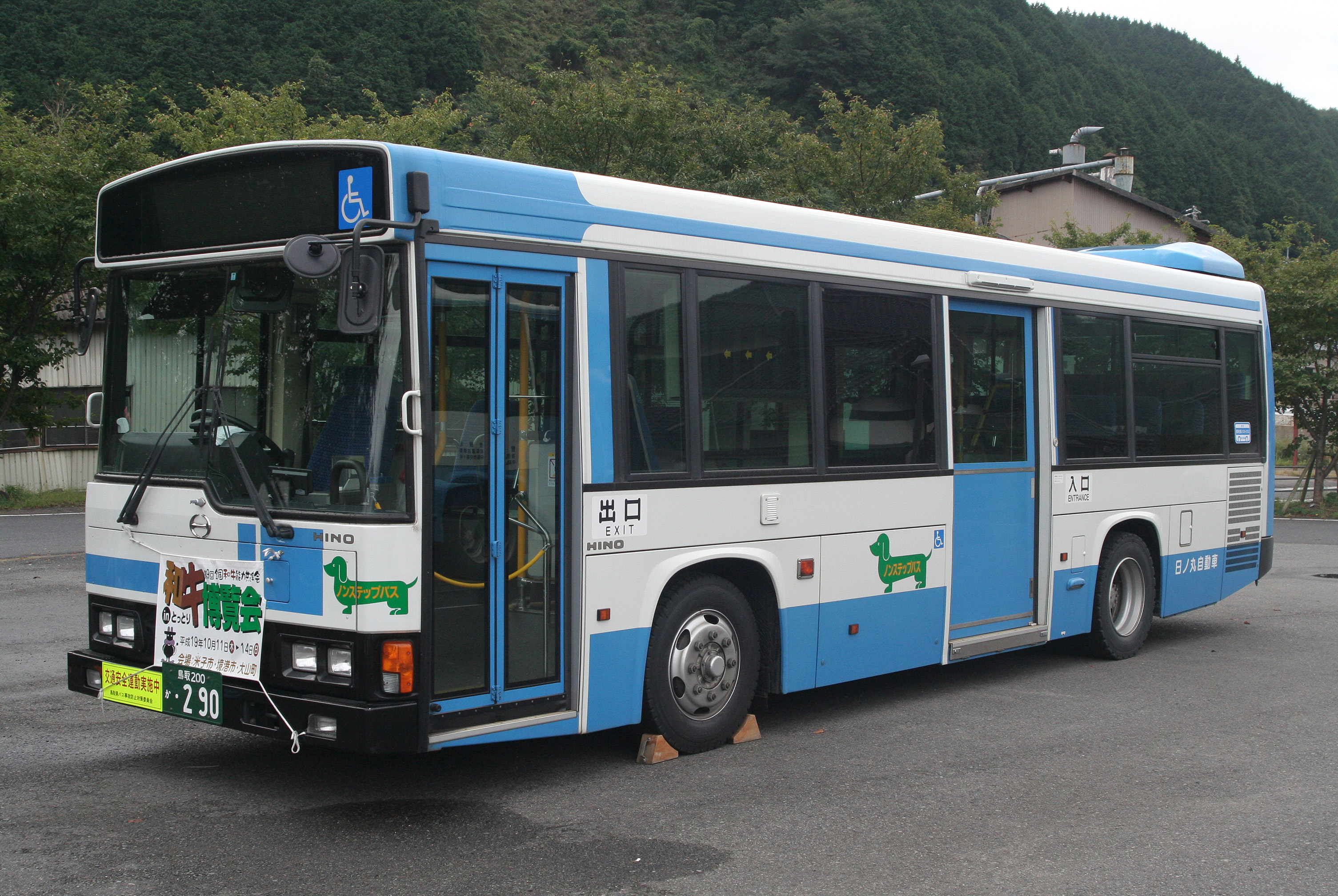
9 m車 PB-HR7JHAE 日ノ丸自動車
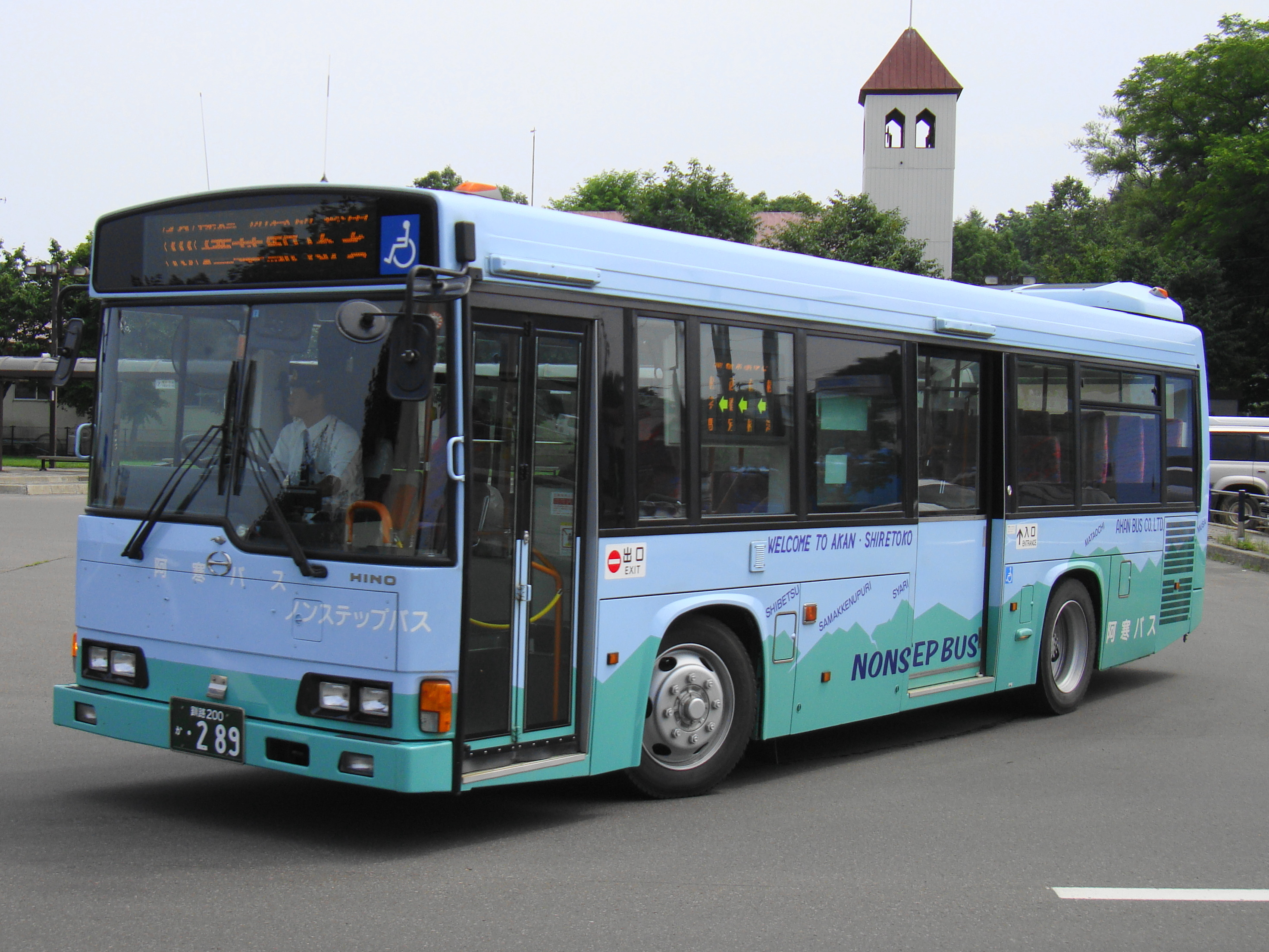
9 m車 PB-HR7JHAE 阿寒バス
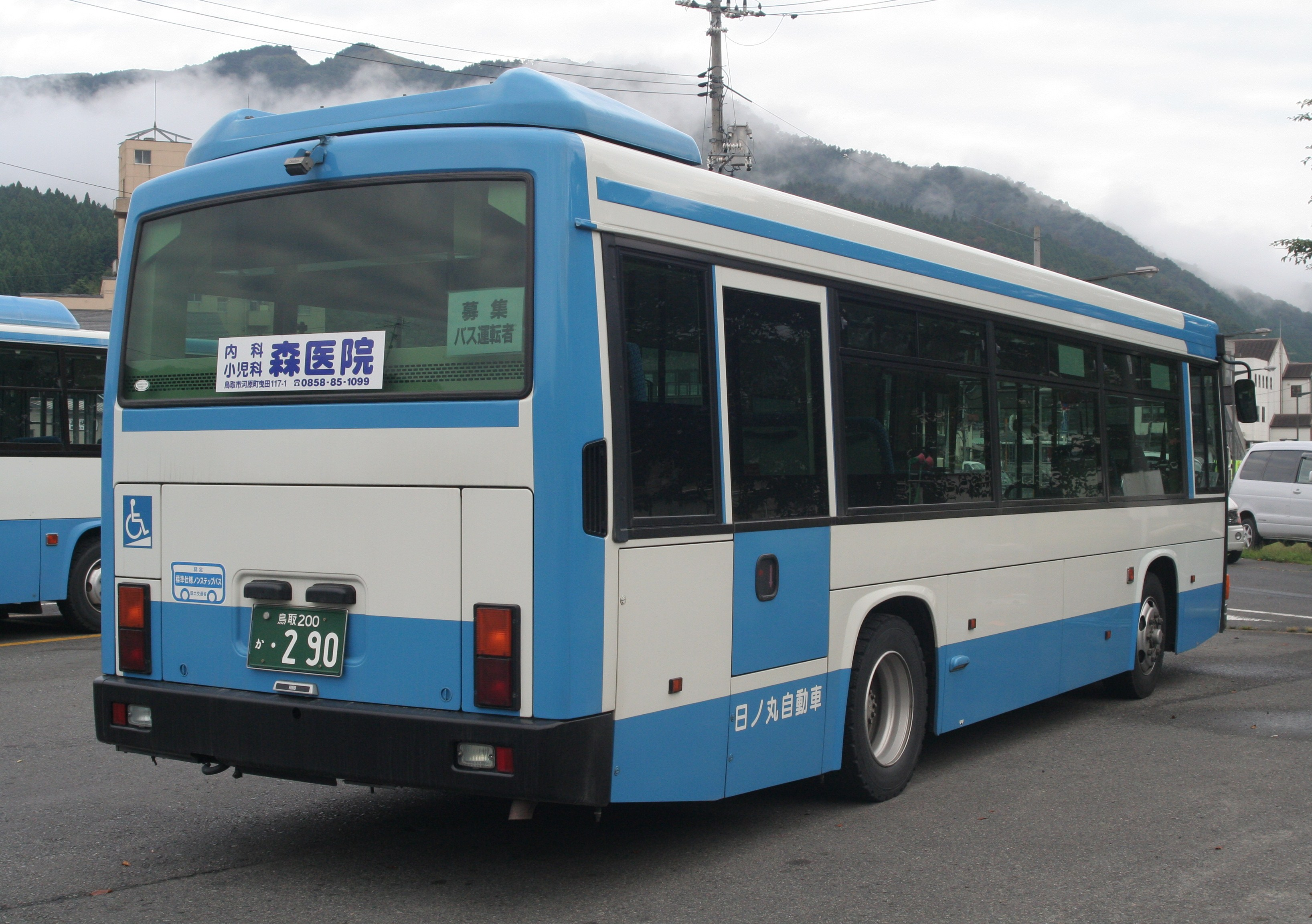
9 m車 PB-HR7JHAE 日ノ丸自動車
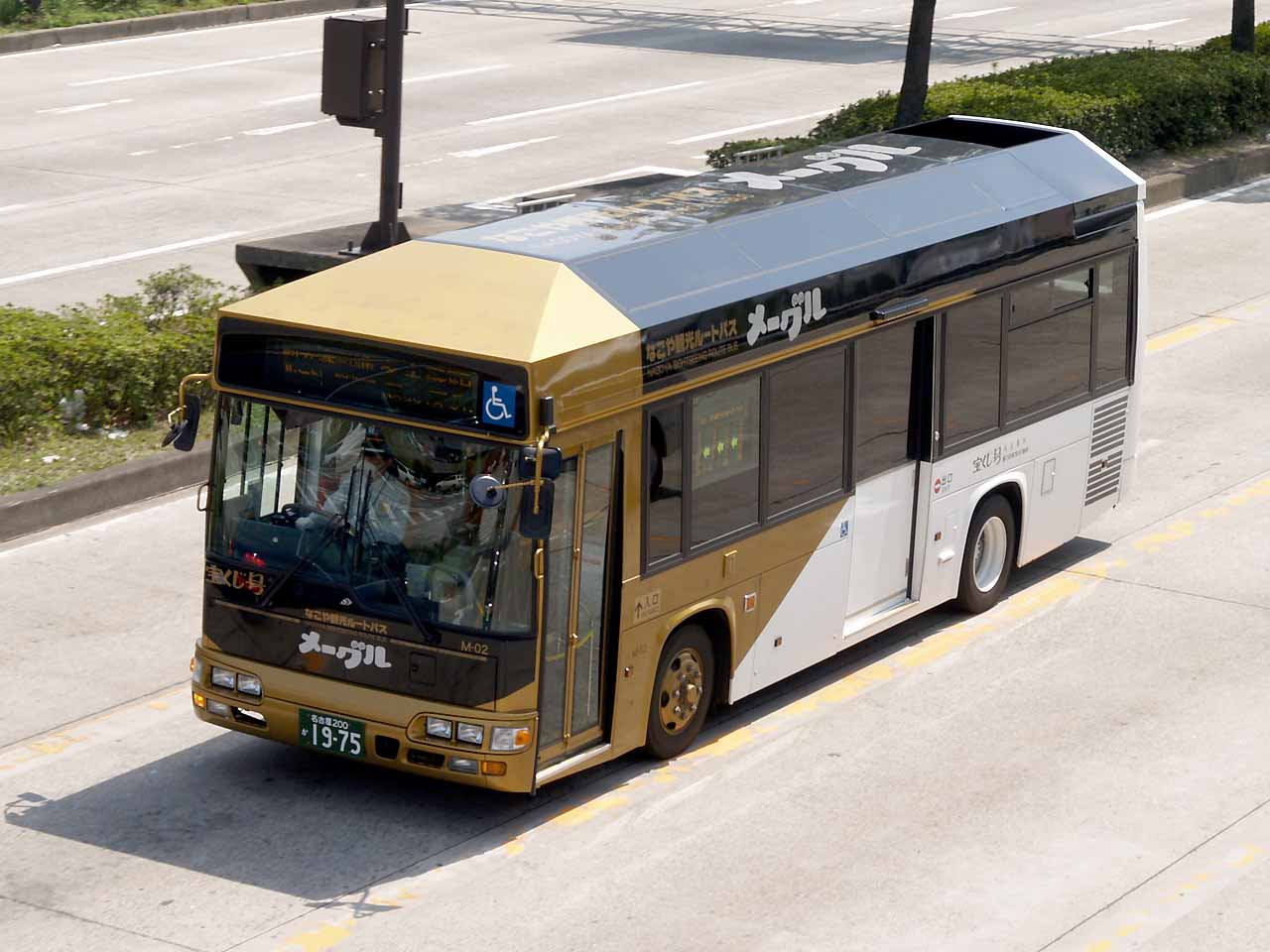
9 m車 PB-HR7JHAE 名古屋市交通局「メーグル」 東京特殊車体改造[7]（トルコンAT車）
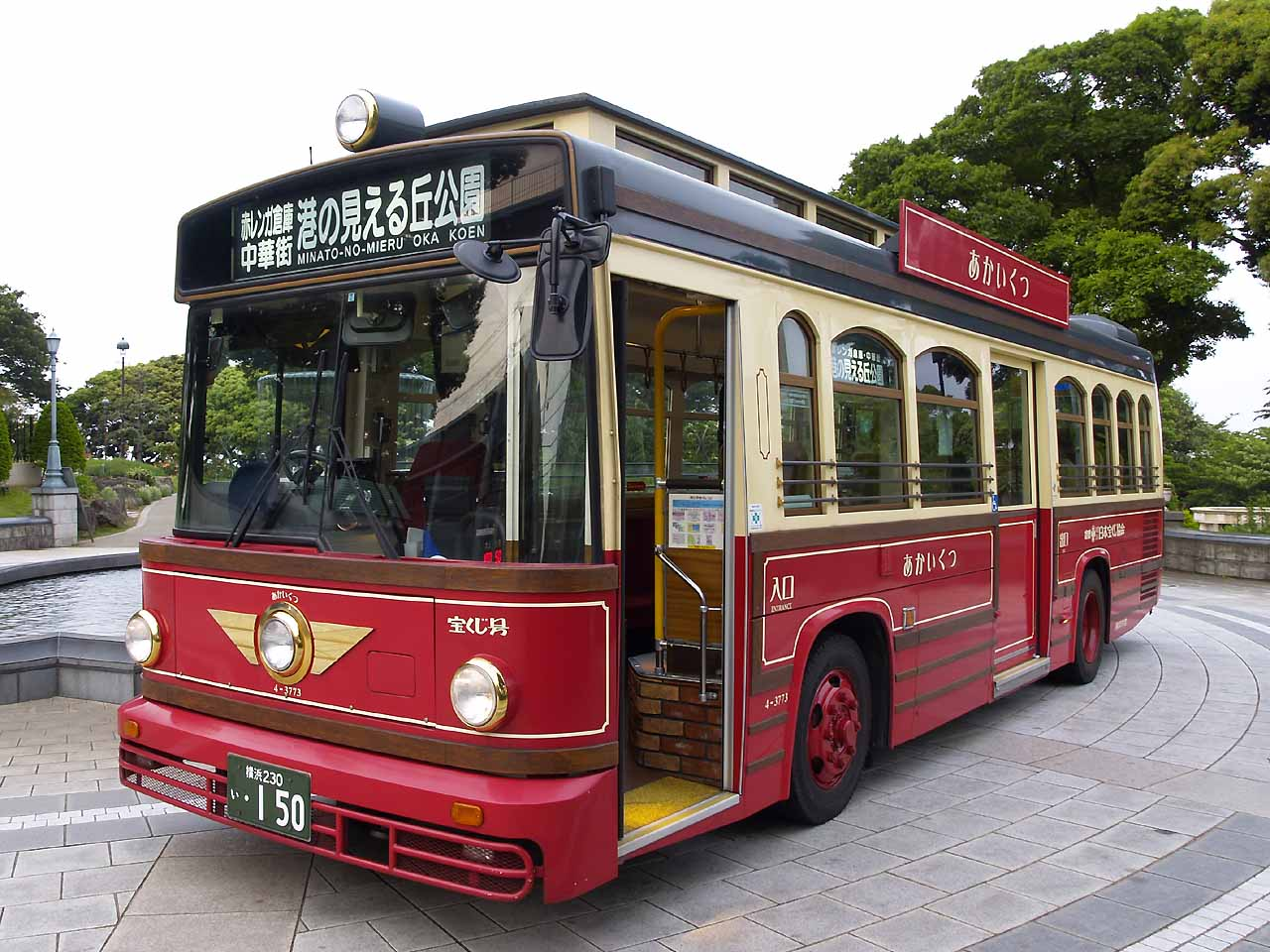
9 m車をベースに改造された特殊車両 横浜市交通局「あかいくつ」 東京特殊車体改造
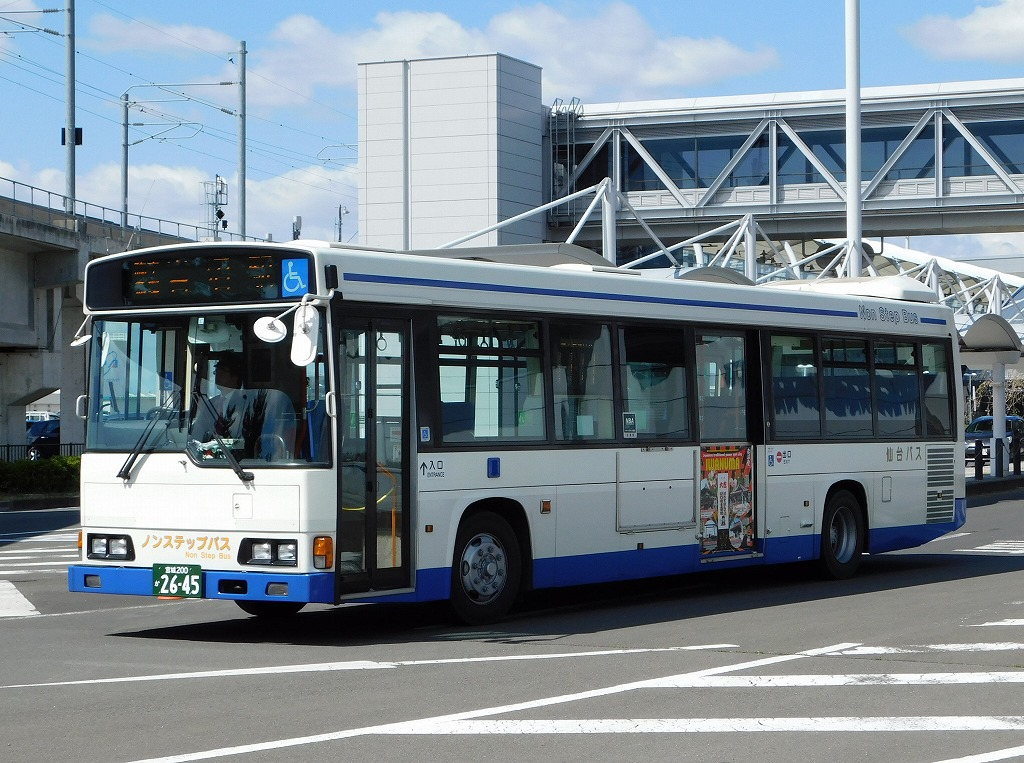
10.5 m車 PK-HR7JPAE 仙台バス

#### BDG-HR系
2007年6月6日発売。新長期規制（平成17年排出ガス規制）適合車。基準値に対し、NOx・PMの10 %減を達成している。エンジンはJ07E-TG（225PS）、ホイールベースは5.58 m。このモデルからAT車の設定が廃止され、トランスミッションはFFシフトのMTのみとなった。型式はBDG-HR7JPBE。
ラインナップから9 m車が姿を消し、10.5 m車のみに縮小された。9 m車に関してはいすゞと日野で車種が重複していたが、エルガミオ側に整理され、レインボーIIとして供給されるようになった。いすゞへの「エルガJ」としての供給も終了した。
2010年9月をもって製造終了となった。

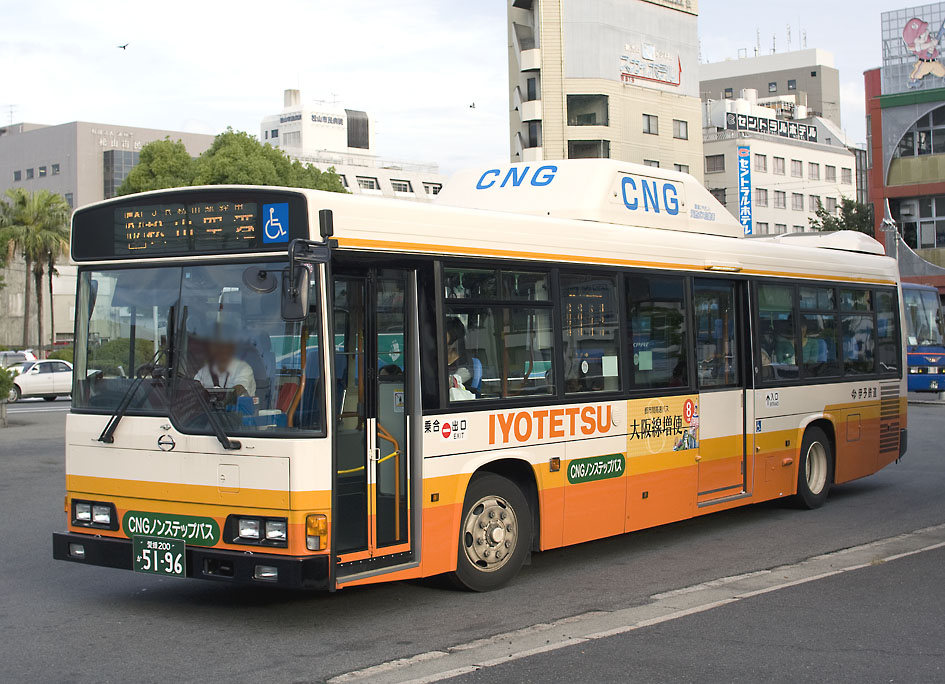
10.5 m車 BDG-HR7JPBE改 伊予鉄バス CNG改造車（フラットフィールド）
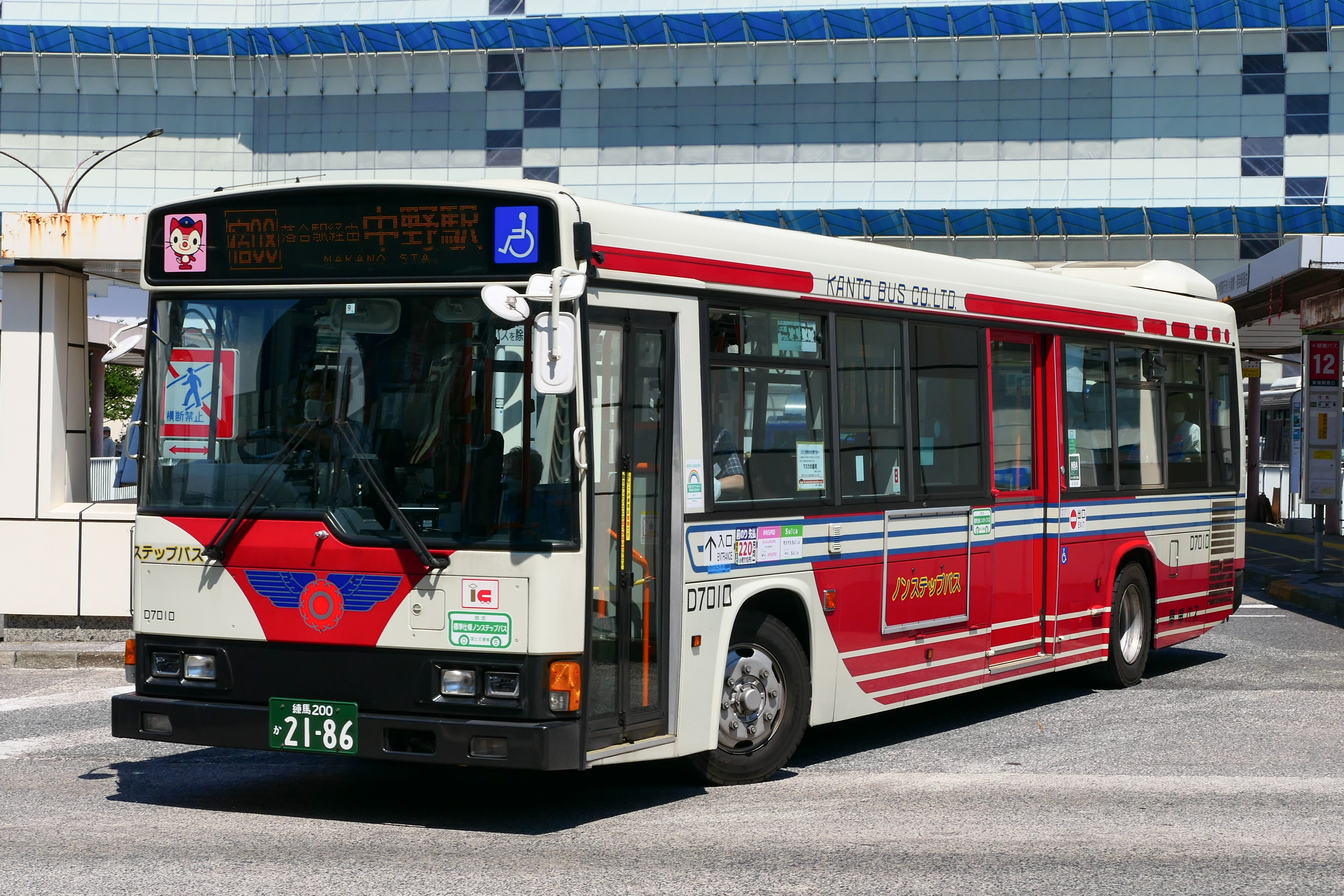
10.5 m車 BDG-HR7JPAE 関東バス

## いすゞ・エルガJ

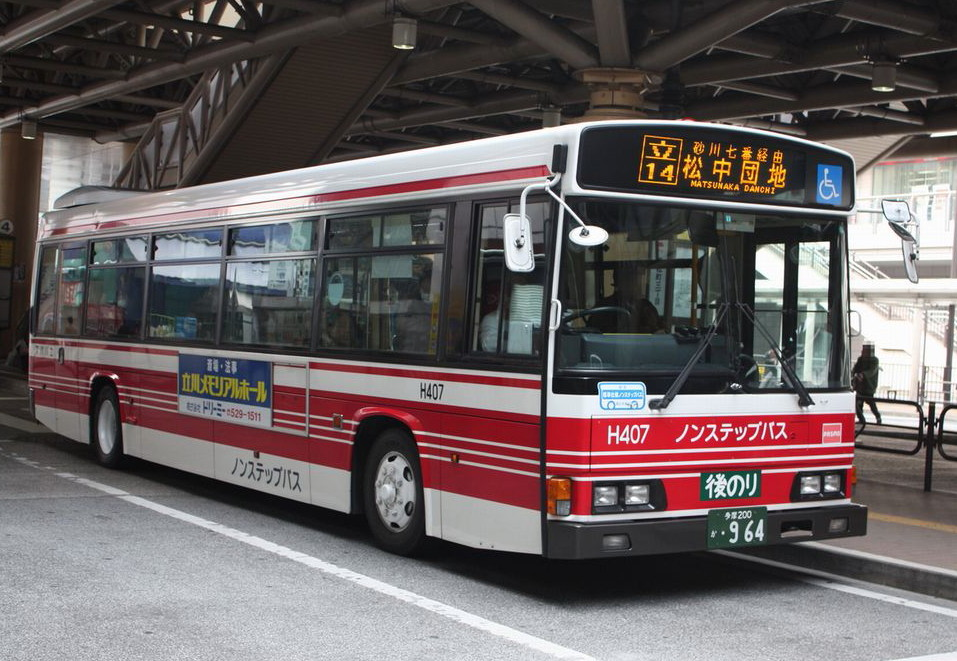
エルガJ (PK-HR7JPAC)
立川バスはエルガJの最大保有事業者であった

エルガJは、前述のレインボーHRおよびレインボー (HR系)の10.5 m車が、いすゞ自動車にOEM供給され発売されていた車種である。
中型車幅で全長10.5 mの中型長尺車としては、日産ディーゼル工業（現：UDトラックス）のJP系を皮切りに、三菱ふそうトラック・バスのエアロミディMKが発売されているが、いすゞ自動車では製造されておらず、レインボーHR系のOEM供給車としての発売となっており、日野自動車からの導入がない事業者で納入例がみられる。しかしながら納入先はごくわずかで、全国で15台ほどしかいない。
いすゞ自動車からは、平成17年排出ガス規制適合車（排出ガス規制識別記号BDG-）・低排出ガス重量車（NOx・PM10 %低減）適合車は発売されていない。

### KL-HR1JNEC
2003年末より、レインボーHRの10.5 m車（KL-HR1JNEE）が、いすゞ自動車へエルガJとしてOEM供給を開始したが、製造・導入実積はない。型式はKL-HR1JNEC。

### PK-HR7JPAC
2004年、日野自動車での、レインボーHR（KL-HR1JNEE）からレインボー（PK-HR7JPAE）へのモデルチェンジに合わせてマイナーチェンジされた。型式はPK-HR7JPAC。2007年まで発売されたが、日野と異なりいすゞではこの世代をもって発売終了した。
PK-規制車では、以下の事業者などに新製導入された。
- 立川バス：2004年から2005年にかけて8台（401 - 408号車）[9]
- 京成バス：2005年に2台（市川営業所所属の2261・2262号車）
- 九州産交バス：大津営業所に1台（熊本200か506）
→光の森営業所に移管
- 熊本市交通局：上熊本営業所に1台（熊本200か529）
→熊本都市バスへの移行に伴い、熊本都市バス上熊本営業所へ移籍（ナンバー変更なし）
九州産交バスと熊本都市バスに新製配置された車両は、現在もそのまま稼働中である。

エルガJの最大保有事業者であった立川バスでは、2015年までに全車除籍され「エルガJ さよなら運転」が行われた。
立川バスのエルガJは、以下の3事業者へ移籍した。
- 熊本電気鉄道へ4台
- 熊本都市バスへ2台
- 道南バスへ2台

熊本電気鉄道への移籍により、熊本県内の4大バス事業者では熊本バスを除く3社でエルガJが走ることとなった。
京成バスでも2016年までに全車が除籍され、京成グループのちばグリーンバス（元2262→CG-305）と関東鉄道（元2261）へ1台ずつ移籍した。その後、千葉県に大きな被害をもたらした2019年（令和元年）10月の台風21号に伴う豪雨災害により、ちばグリーンバス本社併設の田町車庫が水没してバス10数台が廃車となり、その際にCG-305号車も廃車となっている。詳細は「ちばグリーンバス#令和元年台風21号による豪雨被害」を参照。

## レインボーII
| レインボーIIとエルガミオはPDG-よりヘッドライト形状が異なっていた。 |  | レインボーIIとエルガミオはPDG-よりヘッドライト形状が異なっていた。 |
| レインボーIIとエルガミオはPDG-よりヘッドライト形状が異なっていた。 |  |                                                                    |

レインボーIIは、いすゞ・エルガミオのOEM車として登場し、のちに同車との統合車種となった中型路線バスである。

### PA-KR234J1改
この世代では日野自動車からディーゼルノンステップバスのHR系レインボーが発売されていたため、ディーゼルノンステップバスを除いたディーゼルワンステップバスとCNGノンステップバスがバス事業の統合先であるいすゞ自動車よりレインボーIIとしてOEM供給された。こちらはジェイ・バス宇都宮事業所が製造しており、外観・仕様はエルガミオと同一で見分けはつかない。車内のコーションプレートも「ISUZU」のままである。
ディーゼルワンステップバス・CNGノンステップバスともにホイールベース4.4 mのエアサス車であり、型式はPA-KR234J1改である。

#### ディーゼルワンステップバス
| PA-KR234J1改の運転席 |  | PA-KR234J1改の室内 |
| PA-KR234J1改の運転席 |  | PA-KR234J1改の室内 |

詳しい車種説明は、いすゞ・エルガミオ#PA-LR系を参照。
レインボーRJワンステップバスを2004年8月の平成16年排出ガス規制適合の際に製造終了し、エルガミオディーゼルワンステップバスのOEM供給車となった。
エンジンはいすゞ製6HK1-TCN型（直6ターボインタークーラー付、177 kW (240 PS)）で、6速MT（いすゞ・ACT）が標準。粒子状物質（PM）排出レベルは平成12年基準値比75 %減の「三つ星」仕様で、日野の自社製（四つ星）に対しては環境性能が劣っていた。この供給開始により数年間、日産ディーゼルの中型バスに日野製エンジンを搭載するようになった一方で、日野が発売する一部の中型バスには自社製エンジンが載らないという現象を生んだ。その後日産ディーゼルの中型バスは提携先の変更により、三菱ふそう製エンジン搭載となった。

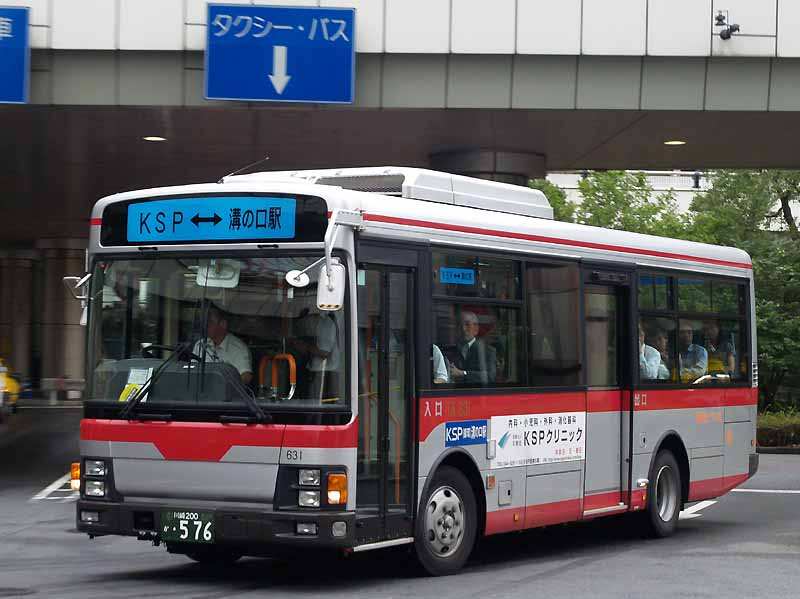
ワンステップ PA-KR234J1改 東急トランセ
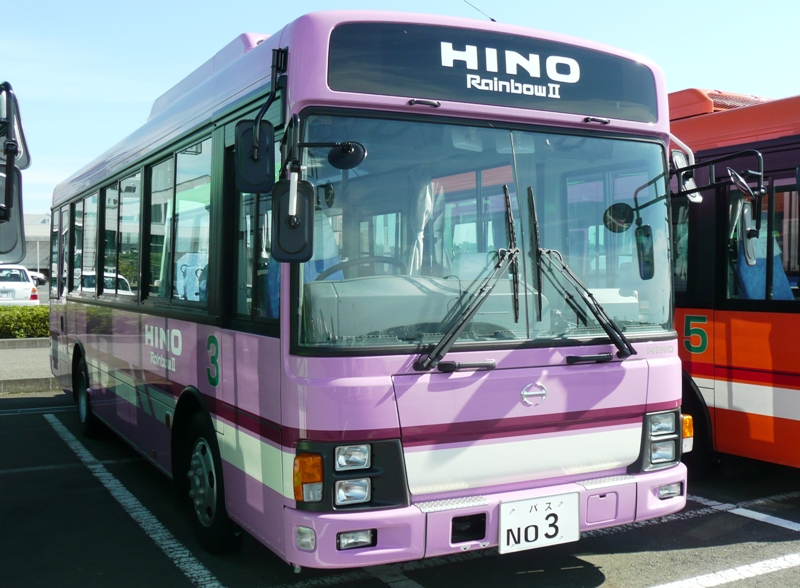
教習車仕様

#### CNGノンステップバス
詳しい車種説明は、いすゞ・エルガミオ#PA-LR234J1改を参照。
この世代ではディーゼルエンジン車と同じくエルガミオのOEM供給を受けたCNG（圧縮天然ガス）エンジン車も設定され、こちらはワンステップ車のみのディーゼル車とは異なりノンステップ車のみとなっている。エンジンはいすゞ製6HA1型（直6、140 kW (190 PS)）で、5速MT（いすゞ・ACT）が標準。

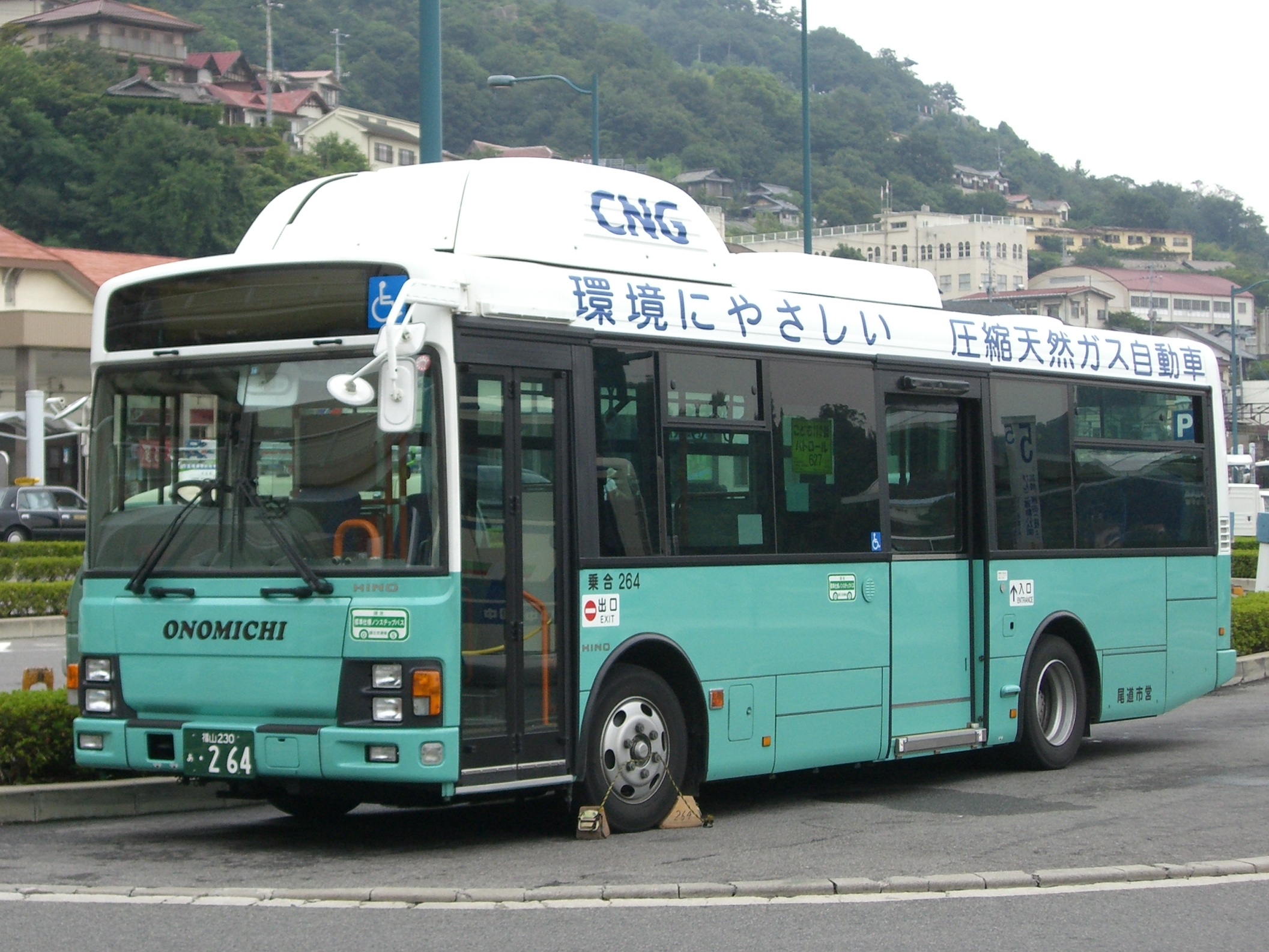
CNGノンステップ PA-KR234J1改 尾道市交通局（当時）

### PDG-KR234J2
詳しい車種説明はいすゞ・エルガミオ#PDG-LR系を参照。
2007年8月29日には、平成17年排出ガス規制適合車にマイナーチェンジされ、OEM車から「統合車種」に移行した。基準に対し、NOx（粒子状物質）10 %減を達成している。同時にディーゼルのノンステップ車が発売された。変速機は標準の6速MT（いすゞ・ACT）に加えて5速AT車がオプションで設定された。レインボーHRが9 mノンステップを廃止しているため、今後は当モデルが9 m路線車全般をカバーする。外観上はヘッドライトがブルーリボンIIと同様に規格型角形2灯化されたことで、エルガミオとの区別が可能になった。また、PA-代では車内のコーションプレートは「ISUZU」になっていたが、当モデルより「日野自動車」になっている。
CNG車についてはこの世代から設定が廃止されたが、ディーゼル車をベースに他社でCNG車に改造された車両が存在する。
ノンステップ・ワンステップともにホイールベース4.4 mのエアサス車であり、型式はPDG-KR234J2である。

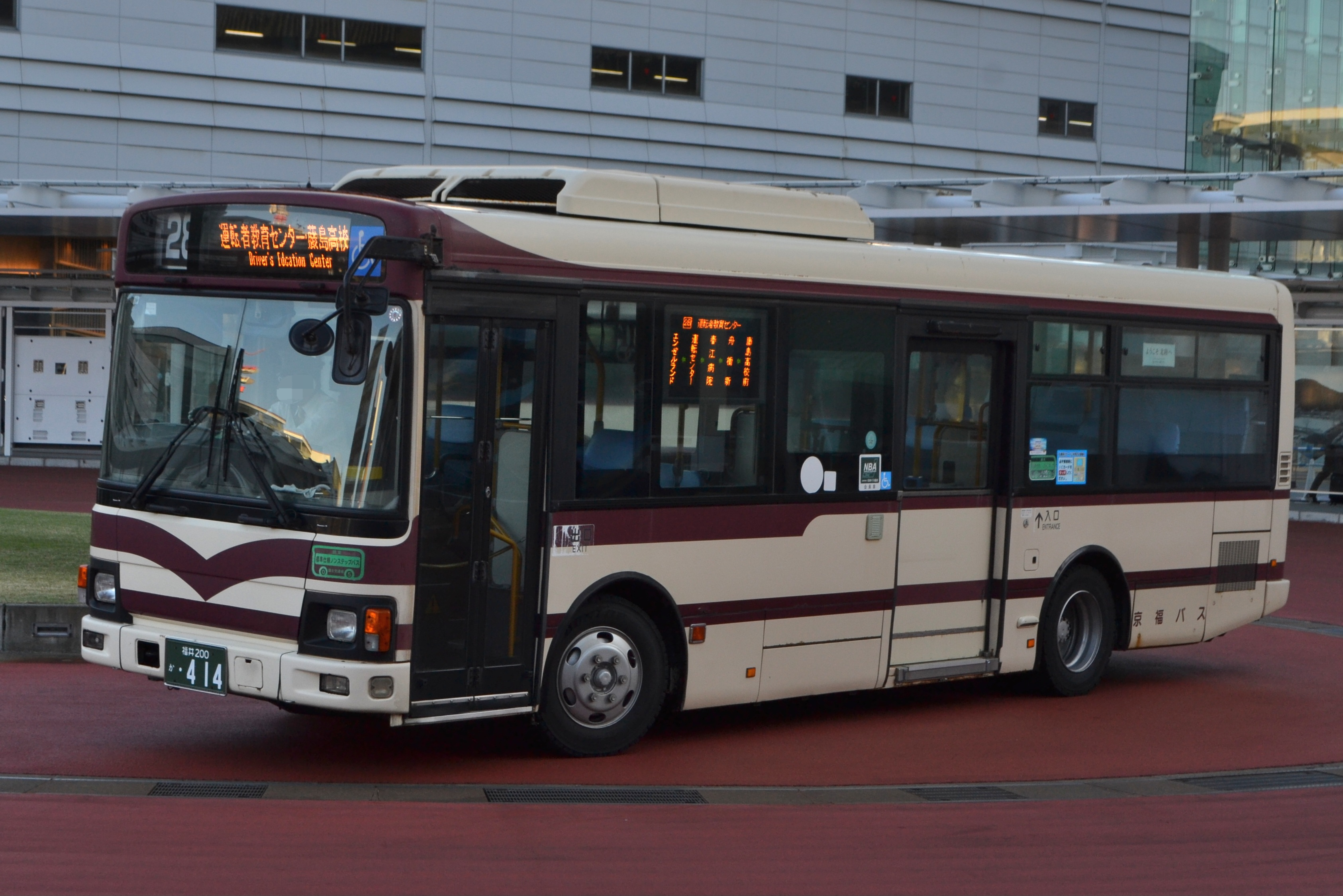
ノンステップ PDG-KR234J2 京福バス
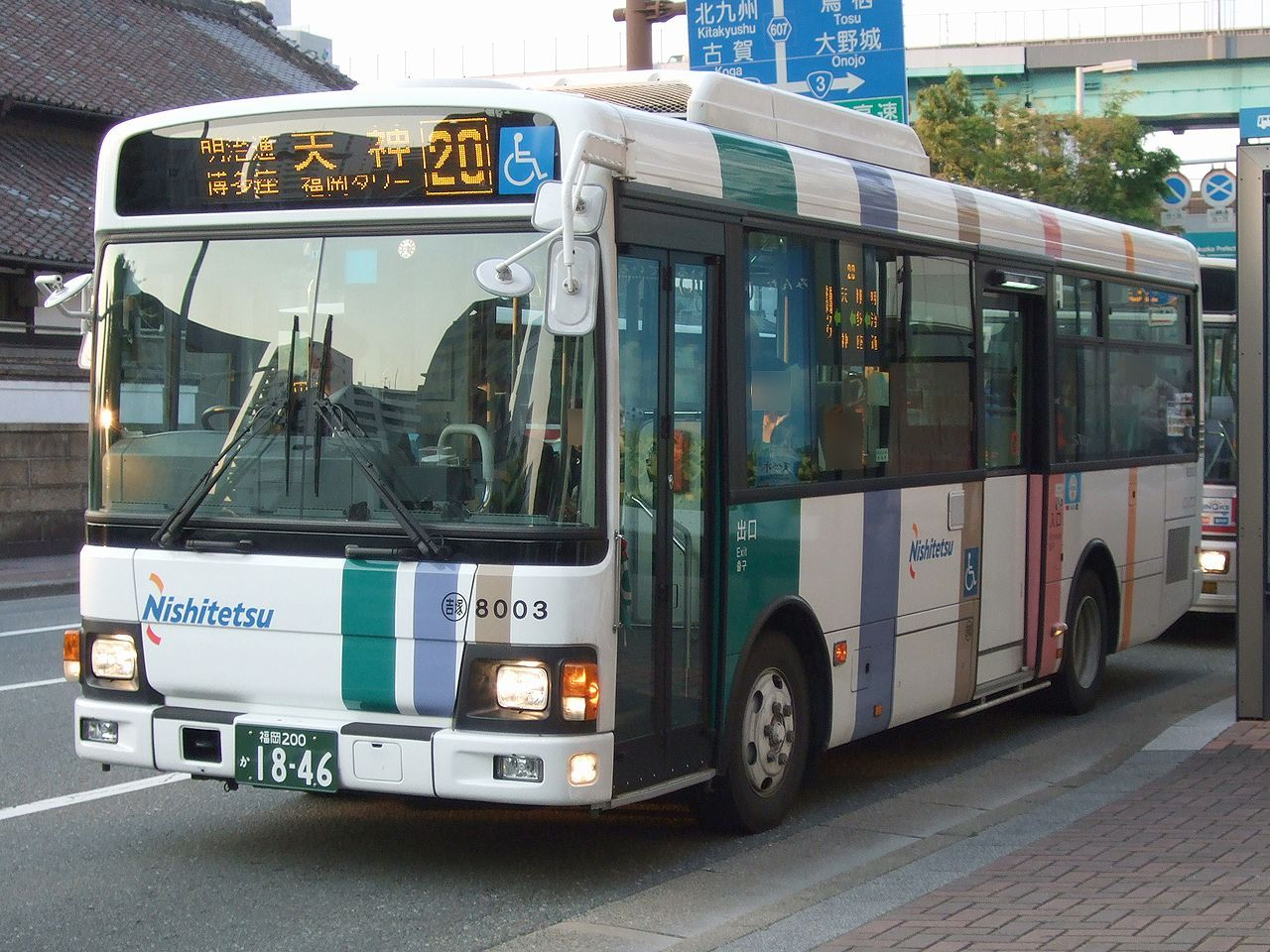
ワンステップ PDG-KR234J2 西日本鉄道
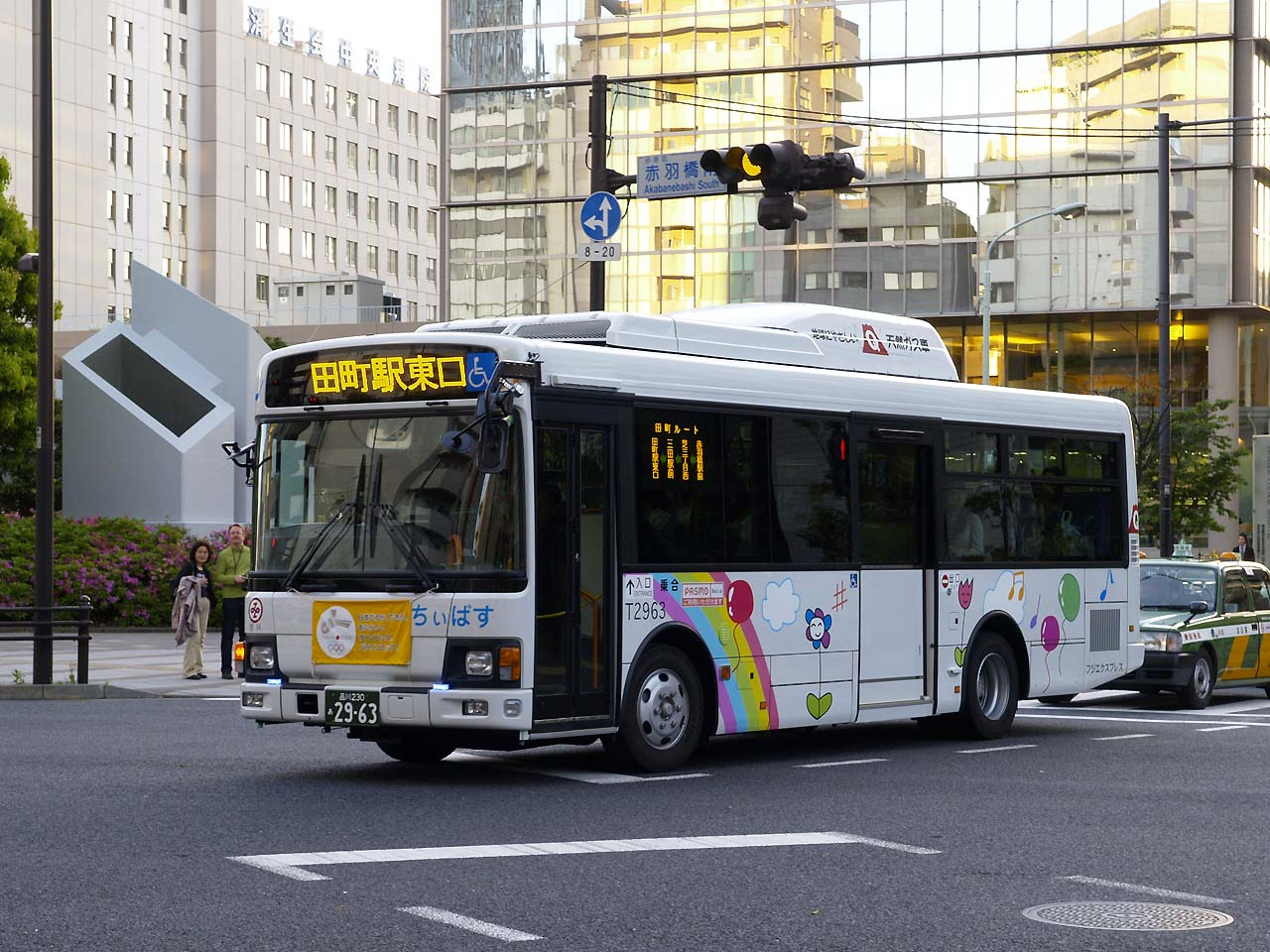
CNGノンステップ PDG-KR234J2改 フジエクスプレス （協同改造）

### SKG/SDG-KR290J1
約2か月の空白期間を経て、2011年11月30日に、平成22年排出ガス規制適合車にマイナーチェンジした。型式はSDG-KR290J1。ベース車である、いすゞ・エルガミオに準じ、エンジンは直列4気筒排気量5,193 cc、出力177 kW (240 PS)、最大トルク765 N⋅m (78 kg⋅m)の4HK1-TCH型に変更。尿素を用いずに、排出ガス規制に適合している。型式の数字も234から290に変更となった。4気筒と小型化されたが出力は従来なみで最大トルクは706 N⋅m (72 kg⋅m)からアップしている。発進時にエアコンを停止させる機能をもたせるなどして燃費向上も実現した。また、ABSが本モデルより標準装備となっている。なお、いすゞが開発を担当しているため、ブルーリボンII同様に排出ガス浄化システムに「AIR LOOP」の名称は用いられていない。
2012年6月19日には、新ワンマンバス構造要件適合（中扉開時の動力伝達カット装置標準装備）、MT車に新アイドリングストップ&スタートシステムを標準装備した上で平成27年重量車燃費基準達成などの、マイナーチェンジを実施して発売された。型式はSDG/SKG-KR290J1。なお、新アイドリングストップ&スタートシステム未装着車・並びにAT車の型式は、SDG-のままで変わりはない。
今回のマイナーチェンジでは、ブルーリボンII同様に、開発を担当しているいすゞが発売しているいすゞ・エルガミオより先行発売された。

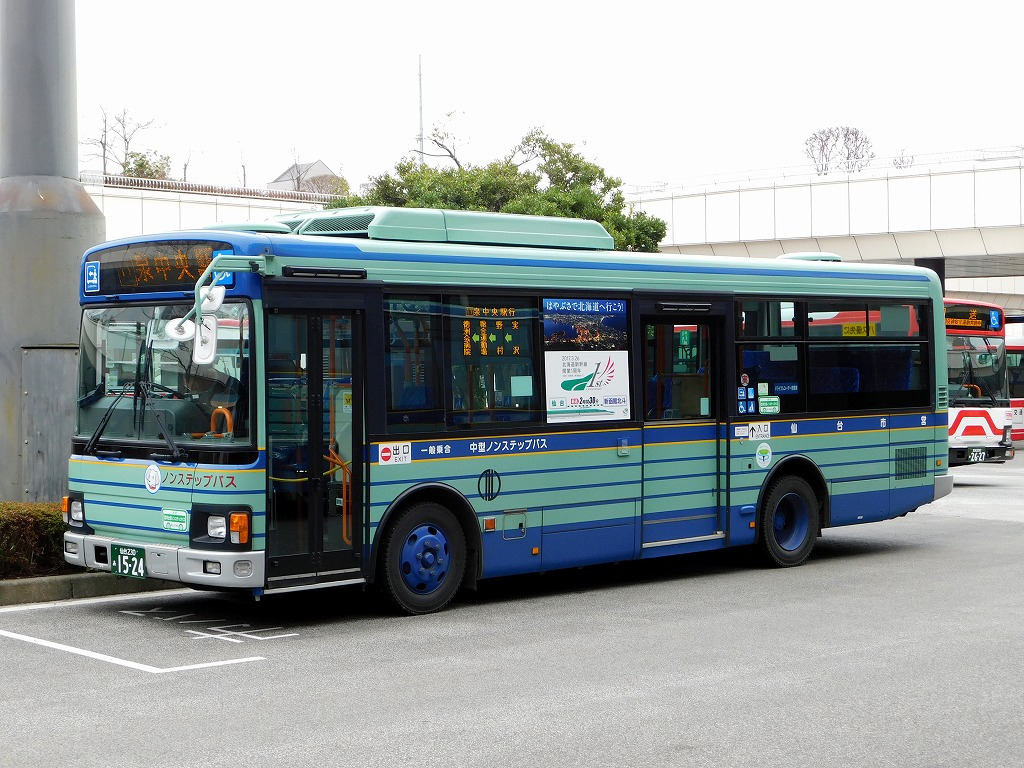
ノンステップ SDG-KR290J1 仙台市営バス
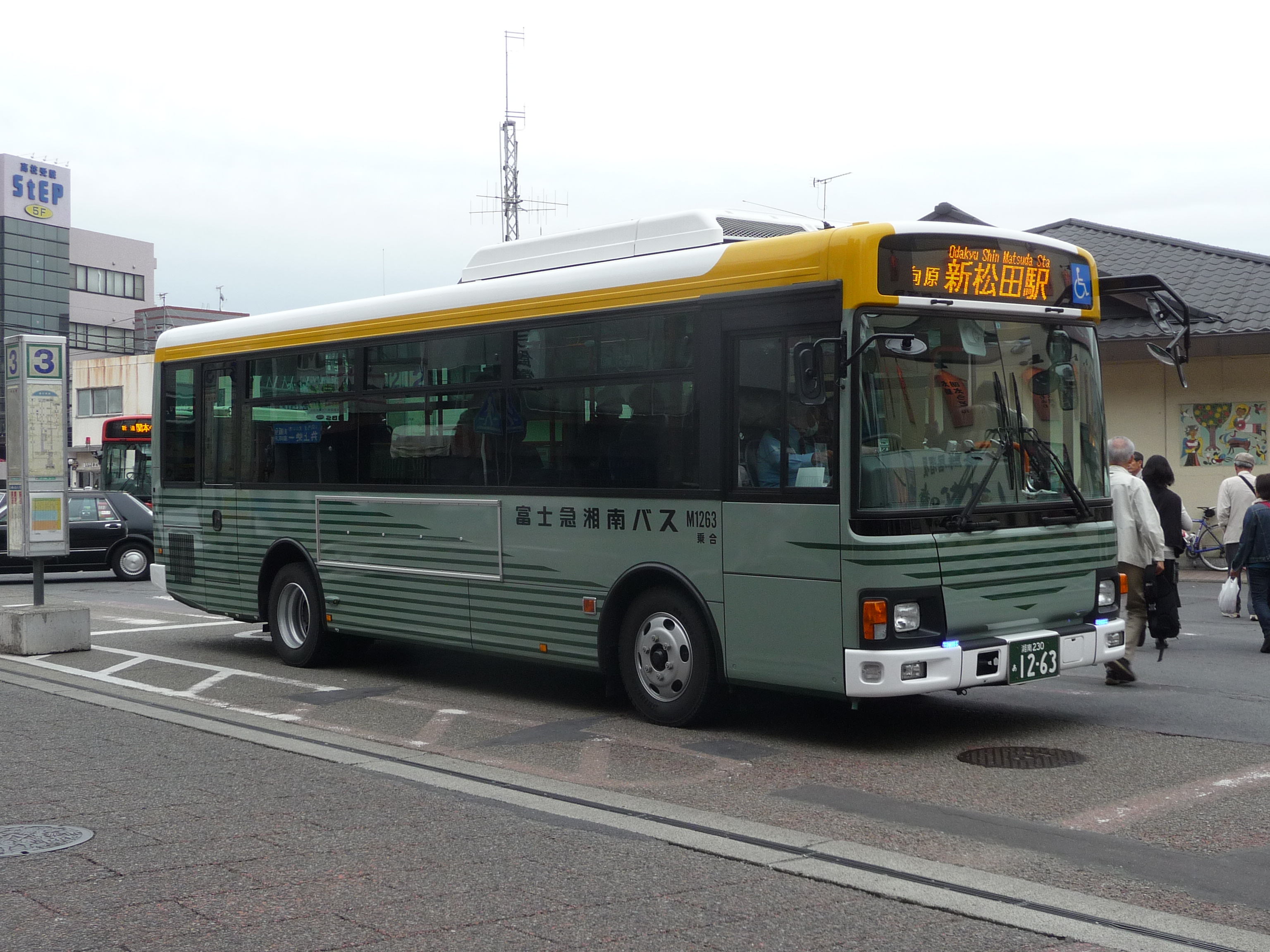
ワンステップ SDG-KR290J1 富士急湘南バス

## レインボー (KR系)
| レインボーとエルガミオは両社の統合車種（OEM時代を除く）のディーゼルノンステップ中型路線バスでは初めて外観が統一された。 |  | レインボーとエルガミオは両社の統合車種（OEM時代を除く）のディーゼルノンステップ中型路線バスでは初めて外観が統一された。 |
| レインボーとエルガミオは両社の統合車種（OEM時代を除く）のディーゼルノンステップ中型路線バスでは初めて外観が統一された。 |  | |

レインボーIIの後継車種である。型式はKR系ながら、車種名は単にレインボーとなった。単にレインボーと名乗るのはHR系（PB/PK代以降）以来である。2017年以降は統合車種のエルガミオ共々、日本国内で製造される唯一の中型路線バス車両である。

### SKG-KR290J2
2016年5月6日にフルモデルチェンジを実施して発売。同時に車名も「レインボーII」から「レインボー」に戻された。統合車種のエルガミオ同様に、搭載エンジンは直列4気筒の4HK1-TCN（154 kW (210 PS)）にすることによって平成27年度燃費基準を達成するとともに、ポスト新長期排出ガス規制に適合。前年8月にデビューした新型ブルーリボンディーゼル車 (QKG-KV290N1/QRG-KV290Q1) と同様のAMT（自動クラッチマニュアルトランスミッション）を採用する。このモデルよりノンステップバスのみの設定となった。こちらはブルーリボンディーゼル車と違いトルコン式ATの設定はなく、またブルーリボンハイブリッドのAMT（Pro Shift）とも異なっている。

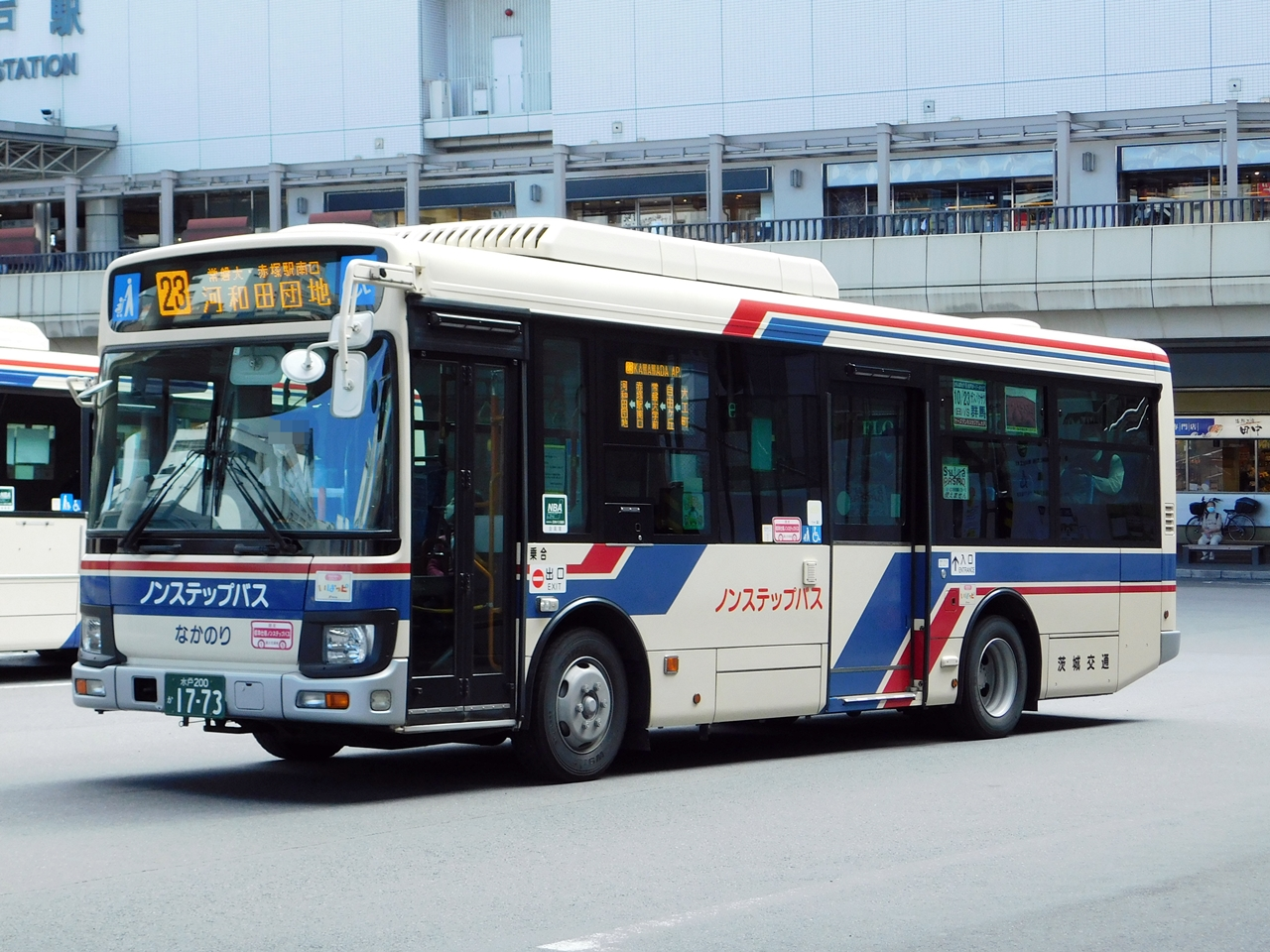
SKG-KR290J2 茨城交通

### 2KG-KR290J3
2017年8月8日に発表し2017年8月29日に発売。平成28年排出ガス規制に適合し、排ガス規制記号が「2KG-」となった。ロービームと車幅灯のLED化ならびに尿素SCRシステムを採用した。

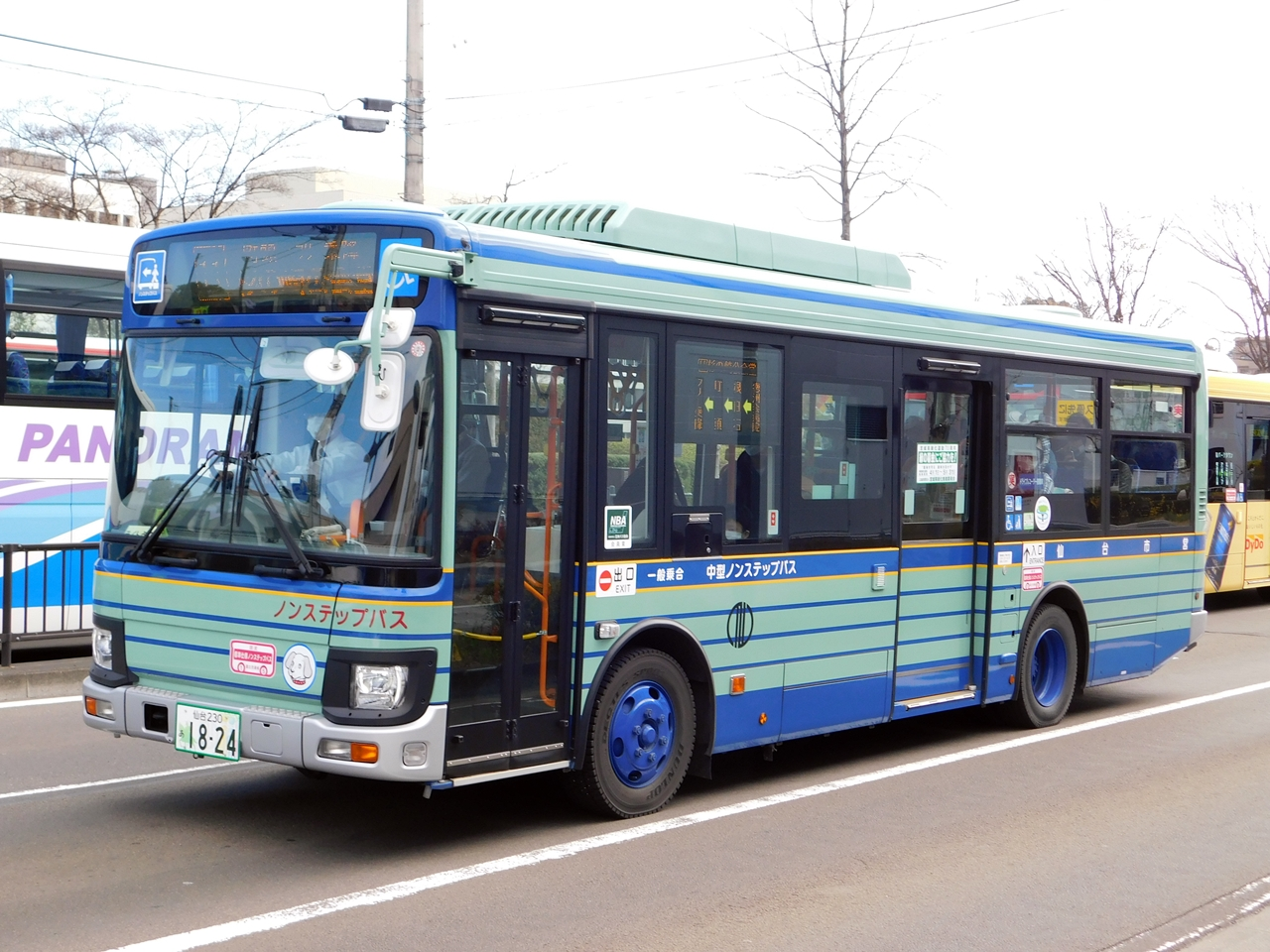
2KG-KR290J3 仙台市交通局

### 2KG-KR290J4
2019年7月1日発売。ドライバー異常時対応システム（EDSS）を標準装備。近年増加傾向にあるバス運転士の健康状態の急変による交通事故の対策として、非常ブレーキスイッチ式のドライバー異常時対応システム（EDSS）を、大型路線バスブルーリボンとともに標準装備してモデルチェンジした。
2020年6月17日にマイナーチェンジの上で新発売。2代目レインボー（KR290系）初のトルコン式オートマチックトランスミッションを設定。型式変更はなし。

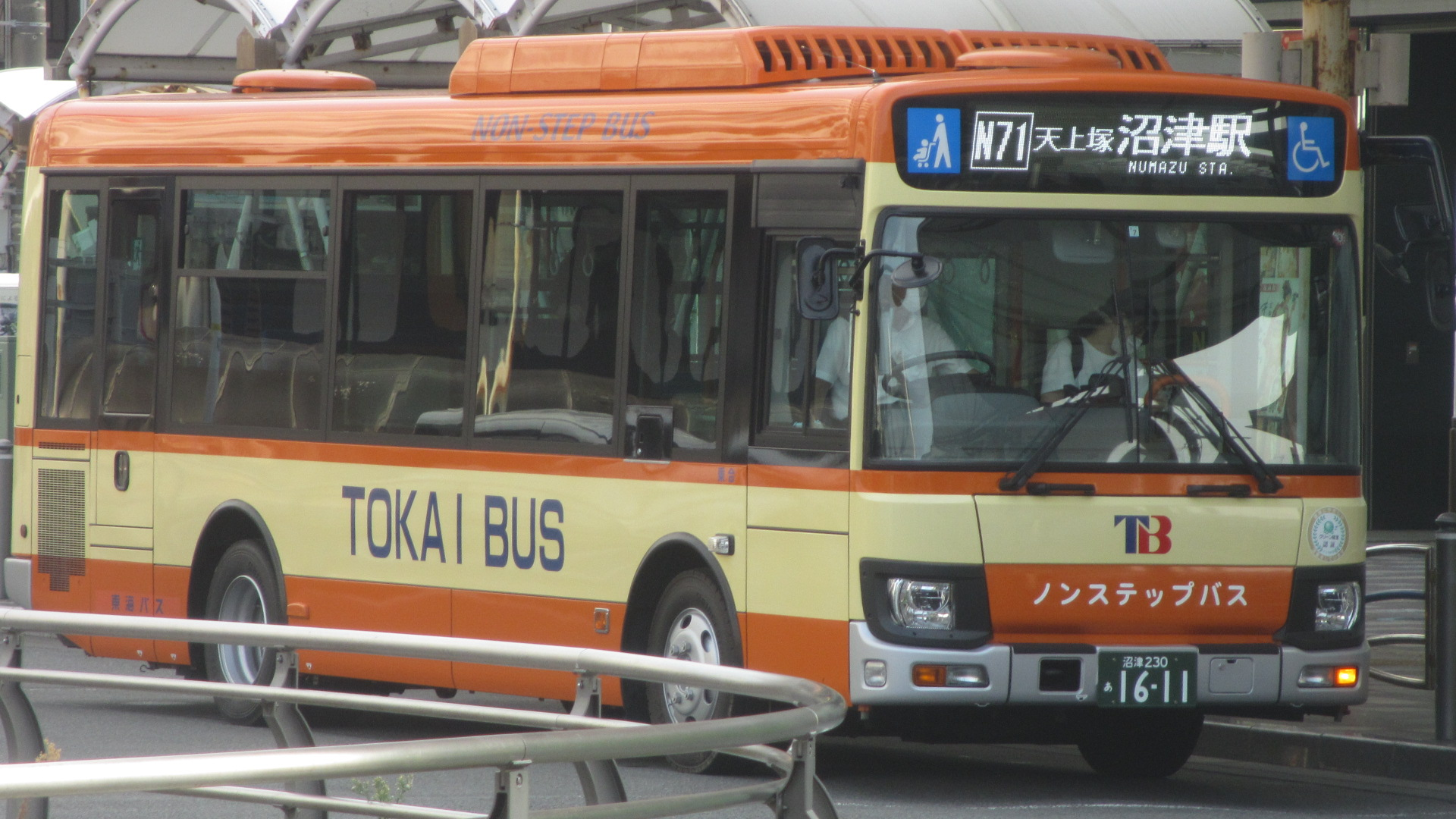
2KG-KR290J4 東海バス

### 2KG-KR290J5 （現行車種）
2023年1月31日発売。ドライバー異常時対応システム（EDSS）を自動検知式に改良、ドライバーの運転姿勢や車両の挙動をモニターし、体調急変などによるドライバーの異常な状態を自動的に検知、異常時には徐々に減速し車両を停止させる。オートヘッドランプ、バックカメラ・モニターを標準搭載。また、換気扇の吸気性能を高めるとともに排気用のエアアウトレットグリルを追加し、換気能力を向上。
トランスミッションはレインボーについてはAMTがなくなり6速ATのみとなった。

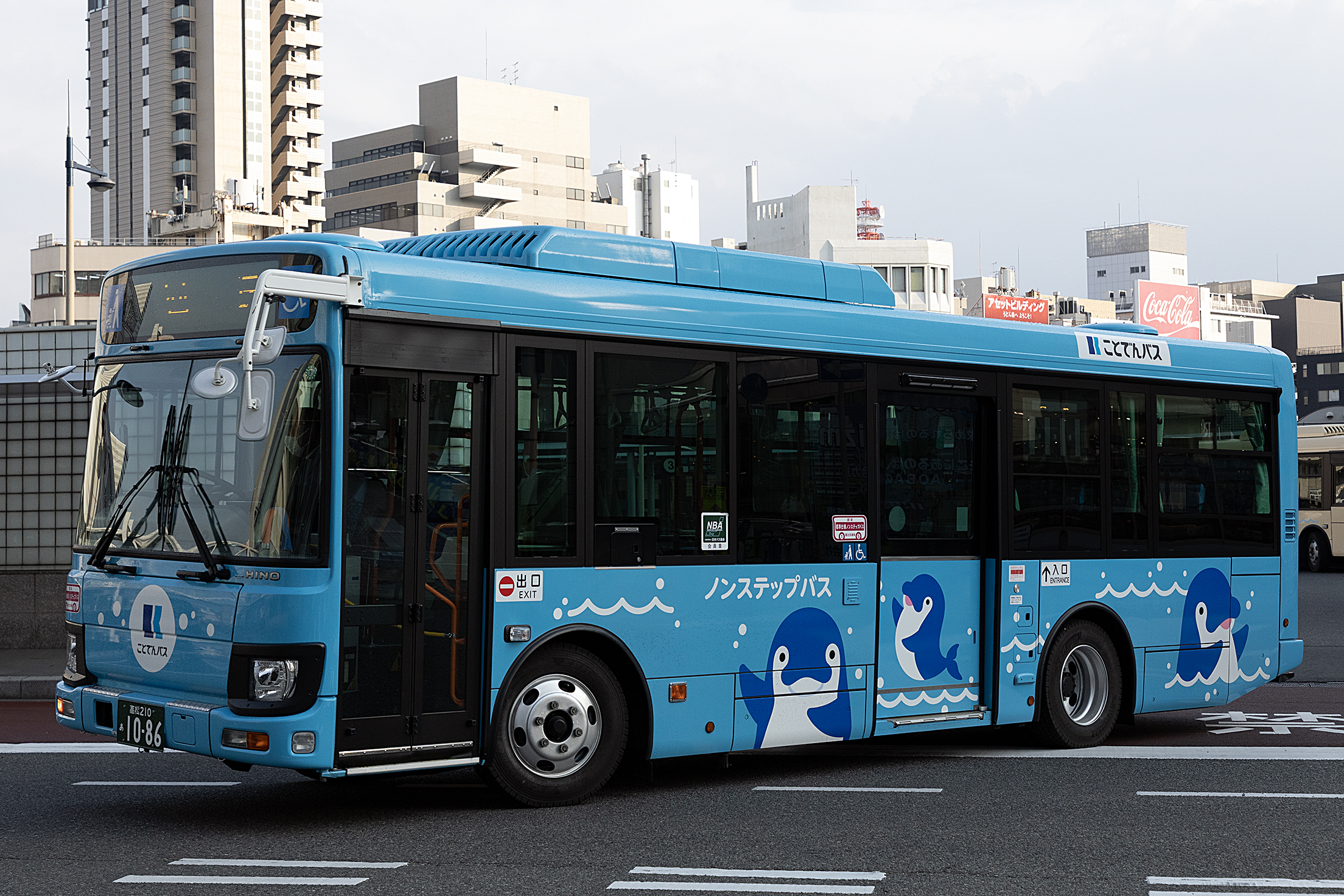
2KG-KR290J5 ことでんバス